# Musée des Augustins de Toulouse
 (décembre 2024).
Si vous disposez d'ouvrages ou d'articles de référence ou si vous connaissez des sites web de qualité traitant du thème abordé ici, merci de compléter l'article en donnant les références utiles à sa vérifiabilité et en les liant à la section « Notes et références ».
Pour les articles homonymes, voir Musée des Augustins et Musée des beaux-arts.

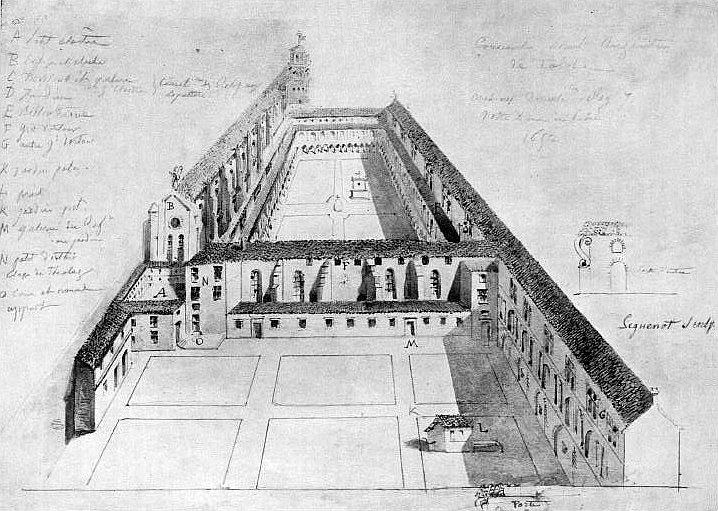
Le couvent Saint-Augustin, devenu musée toulousain.

Le musée des Augustins est le musée des beaux-arts de Toulouse en Haute-Garonne. Créé par décision du 23 décembre 1793 et ouvert en 1795, il est abrité dans l'ancien couvent des Augustins de Toulouse. Il rassemble des collections importantes de peinture et de sculpture.

## Historique

### Création du musée
Avant d'être affectés au musée, les bâtiments étaient une maison de l'ordre des ermites de saint Augustin. Dans son emplacement actuel, à l'intérieur des murs de la cité, le couvent des Augustins de Toulouse fut construit à partir de 1310 après l'autorisation du pape Clément V donnée par un rescrit daté du 28 janvier 1310. Il fut consacré le 30 juin 1504.
Le couvent des Augustins devient bien national par décret le 2 novembre 1789. Il est désaffecté puis démembré en 1790 lors de la suppression des ordres monastiques. Le site est alors destiné à accueillir un musée, dans le cadre des politiques révolutionnaires visant à mettre l'art à la disposition du peuple.
La saisie des œuvres les plus utiles pour la création d'un « Muséum du Midi de la République » est décidée par le Conseil du département de Haute-Garonne le 12 décembre 1793. Il s'installe aux Augustins et ouvre solennellement ses portes le 27 août 1795, ce qui en fait l'un des plus anciens musées de France, très peu de temps après le Louvre.

### Histoire des collections
Les premières collections sont formées de saisies révolutionnaires et des œuvres de l'Académie royale de peinture, sculpture et architecture de Toulouse.
Le musée des Augustins de Toulouse a été intégré à la liste des quinze musées institués par le décret du 13 fructidor an IX (31 août 1801), dit décret Chaptal, du nom du ministre de l'Intérieur de l'époque.
Sa proposition consistait à répartir entre chacune des villes concernées des lots tels que « chaque collection présente une suite intéressante de tableaux de tous les maîtres, de tous les genres, de toutes les écoles ». Le 1er septembre 1801, paraissait un autre décret imposant aux villes de préparer à leurs frais « une galerie convenable » pour recevoir les œuvres déposées (plus de 600 le seront par vagues successives en 1802, 1805 puis, par décret impérial, le 15 février 1811). Ce dernier dépôt est l'un des plus importants que le musée ait reçu.
En 1800, le sculpteur François Lucas (alors conservateur du musée) obtient un envoi d’œuvres de Paris en échange de tableaux toulousains destinés à être déposés au Museum spécial de l’École française à Versailles.
Sous le Consulat et l'Empire, le musée reçoit 29 tableaux en 1803 et 12 œuvres en 1805. Parmi ces œuvres italiennes, flamandes et françaises, on trouve Saint Jean et saint Augustin de Pérugin, Apollon et Marsyas de Guido Reni, Le Christ en Croix de Rubens. Une grande partie de ces tableaux viennent des saisies faites dans les pays occupés par l'armée française.
En 1804, le musée et l’École des arts s'installent dans l'aile Est du petit cloître Renaissance.
Lors de son passage à Toulouse en 1808, Napoléon confirme la cession du couvent à la ville à des fins muséologiques.
En 1812, le musée reçoit de Napoléon 30 nouveaux tableaux (hollandais, flamands, italiens et français) dont la Réception du duc de Longueville dans l'ordre du Saint-Esprit de Philippe de Champaigne.

### Le temple des Arts
En 1823, l'architecte Jacques-Pascal Virebent propose de démolir les cloisons séparant la sacristie, la chapelle Notre-Dame-de-Pitié et la salle capitulaire pour en faire une galerie unique. En 1828, l’École des arts fait démolir les murs et les hautes fenêtres afin d'y présenter les antiques. Au cours de ces travaux, le maire se voit obligé de débloquer des fonds supplémentaires pour des travaux urgents : murs de l'abside ruinés, voûtes lézardées. On suspend également une voûte en berceau plein-cintre, qui atténue le caractère religieux du bâtiment.
L'architecte Urbain Vitry termine les travaux en 1831 et aménage une galerie de peinture dans l'église, que l'on appelle « temple des Arts ».
L'aile Ouest et le grand réfectoire du XVe siècle, achetés en 1862, sont détruits en 1868.
La municipalité confie alors la rénovation du bâtiment à Eugène Viollet-Le-Duc en 1873 pour en faire un vrai musée, l'escalier monumental Viollet-Le-Duc a été créé avec son collaborateur Denis Darcy qui reprendra les travaux à sa mort. De 1880 à 1901, il édifia le bâtiment actuel longeant la rue Alsace-Lorraine. Le nouveau musée est enfin terminé.
L’École des beaux-arts quitte les Augustins pour la Daurade en 1895. La municipalité décide alors de démolir l'aile sud (chapelle de l'Ecce Homo, archives, bibliothèques, apothicairerie) pour faire place à un jardin.

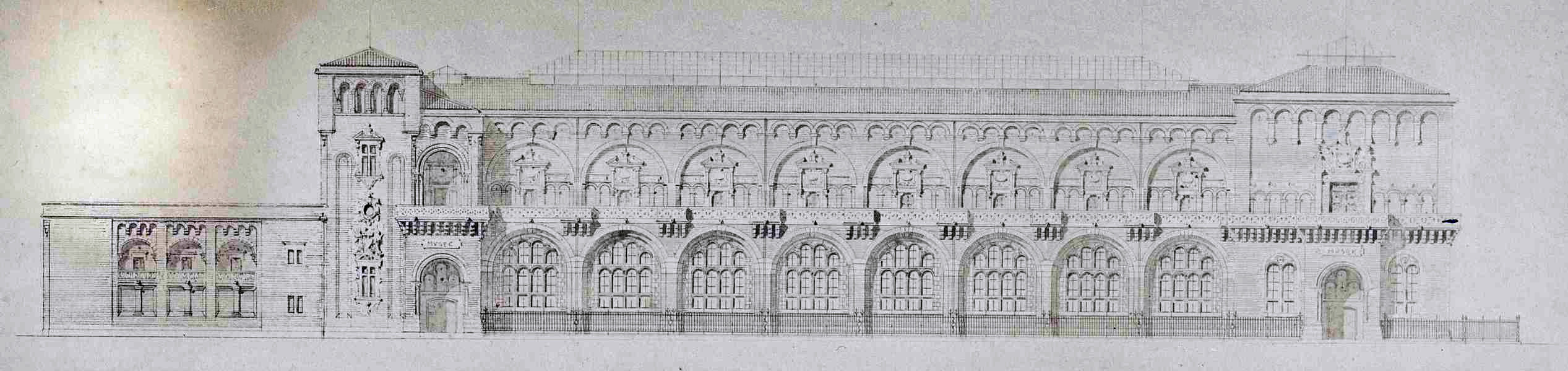
Plan d'élévation générale, 1880.
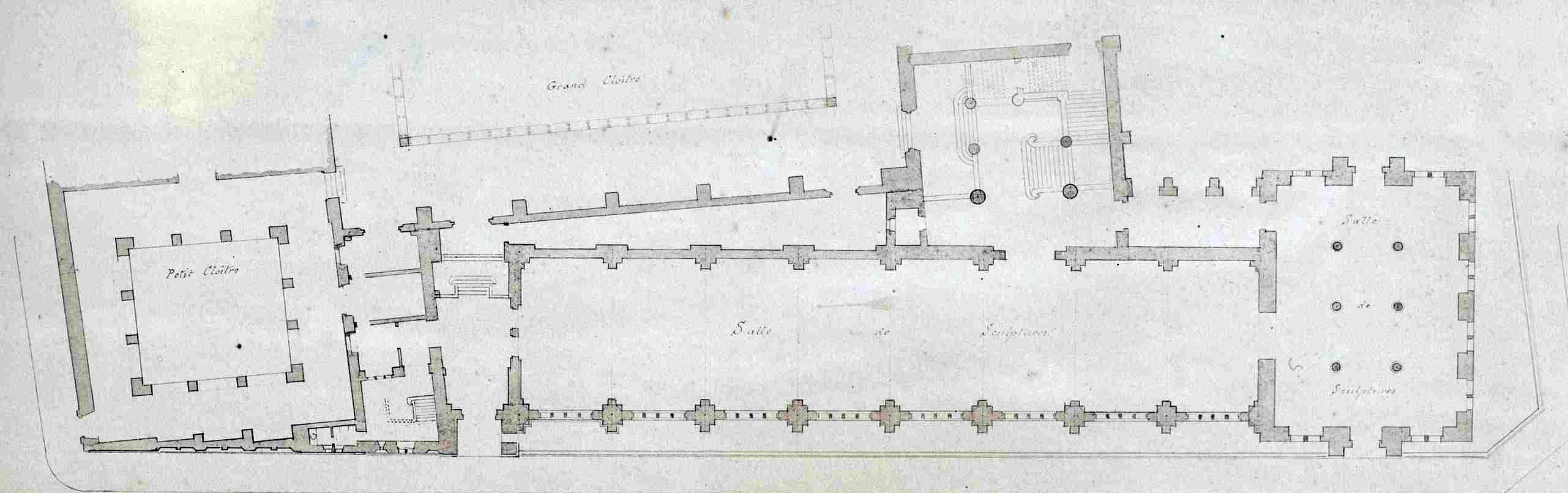
Plan général du rez-de-chaussée, 1880.

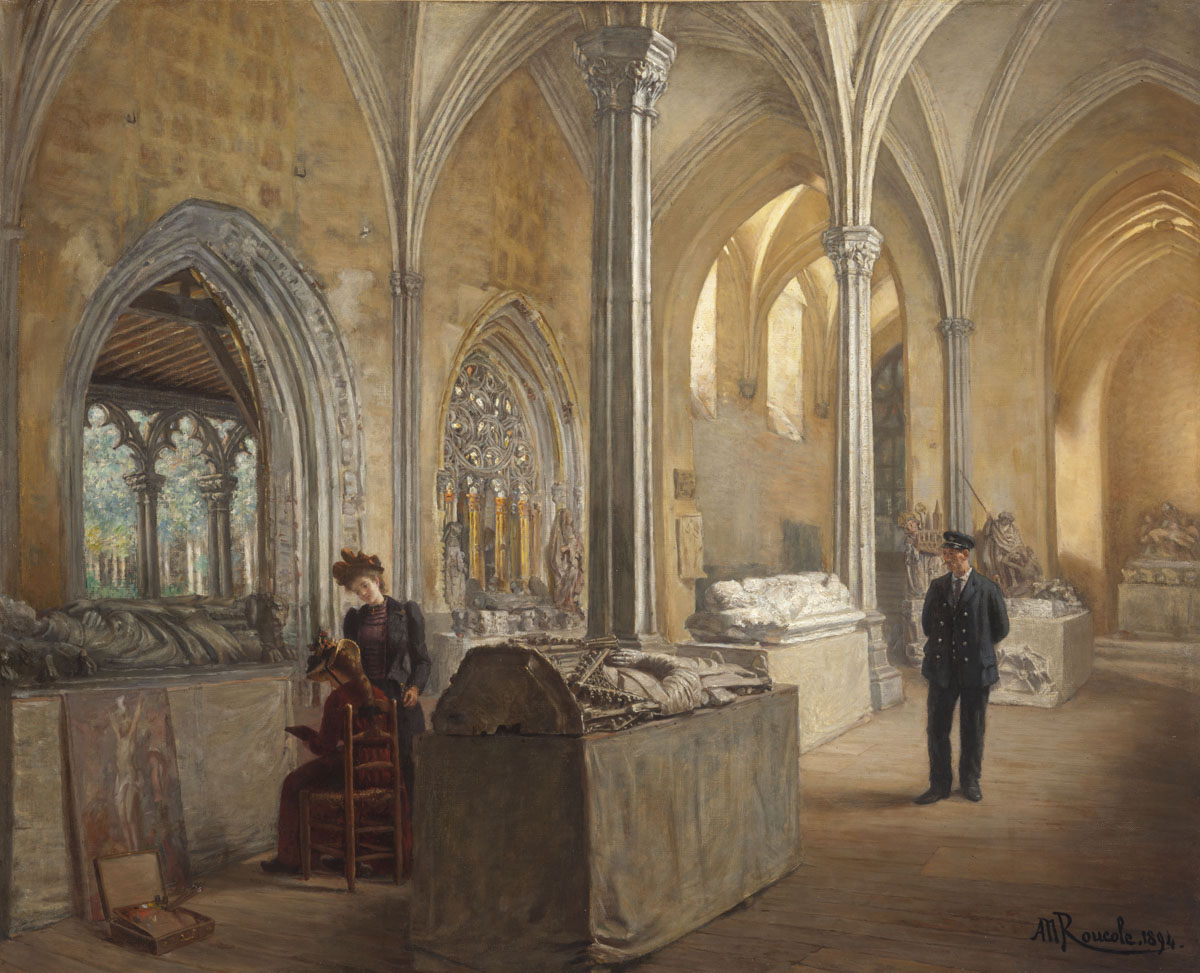
Antoine-Marie Roucole, La Salle capitulaire au musée des Augustins (1894).

### Restauration auXXesiècle
En 1950, pour faire face à un problème de place et d'agencement, l'administration des Monuments historiques décide de rendre alors à l'église son aspect ancien. Les œuvres qui se trouvaient dans ce « temple des Arts » sont mises en réserve, dans l'attente du réaménagement des locaux anciens de l'église. Celle-ci est l'un des joyaux du patrimoine gothique méridional de Toulouse, elle est composée d'une nef unique à huit travées sur croisées d'ogives, de chapelles latérales entre les contreforts et d'un chevet voûté en étoile.
Les travaux consistent tout d'abord en la reconstitution des murs séparant la chapelle et la sacristie dans l'aile orientale. À partir de 1975, on procède à l'augmentation de la surface des salles d'exposition et à la restauration du couvent. Enfin une nouvelle entrée est construite au sud-est en récupérant le portail de la chapelle des Pénitents noirs, autrefois rue Saint-Jérôme. En 1980, les travaux engagés par Paul Mesplé, conservateur du musée et l'architecte Sylvain Stym-Popper en 1950 puis repris par l'architecte Yves Boiret et le conservateur Denis Milhau sont terminés. Le musée rénové rouvre ses portes. Les nouveaux supports pour exposer les sculptures romanes ont été conçus par l'architecte Pierre Debeaux. Ils sont aujourd'hui détruits, d'autres aménagements ayant été faits depuis notamment la nouvelle présentation réalisée par Jorge Pardo. La sculpture de la fontaine du petit cloître est une œuvre de Robert Fachard. Le nouvel aménagement de l'ancienne église a permis au musée de se doter d'un remarquable orgue de facture allemande classique conçu par Jürgen Ahrend et décoré par Pierre Belin. Il a été inauguré en 1981 et il est toujours possible aujourd'hui d'écouter des concerts tous les mercredis soir dans l'église du musée.

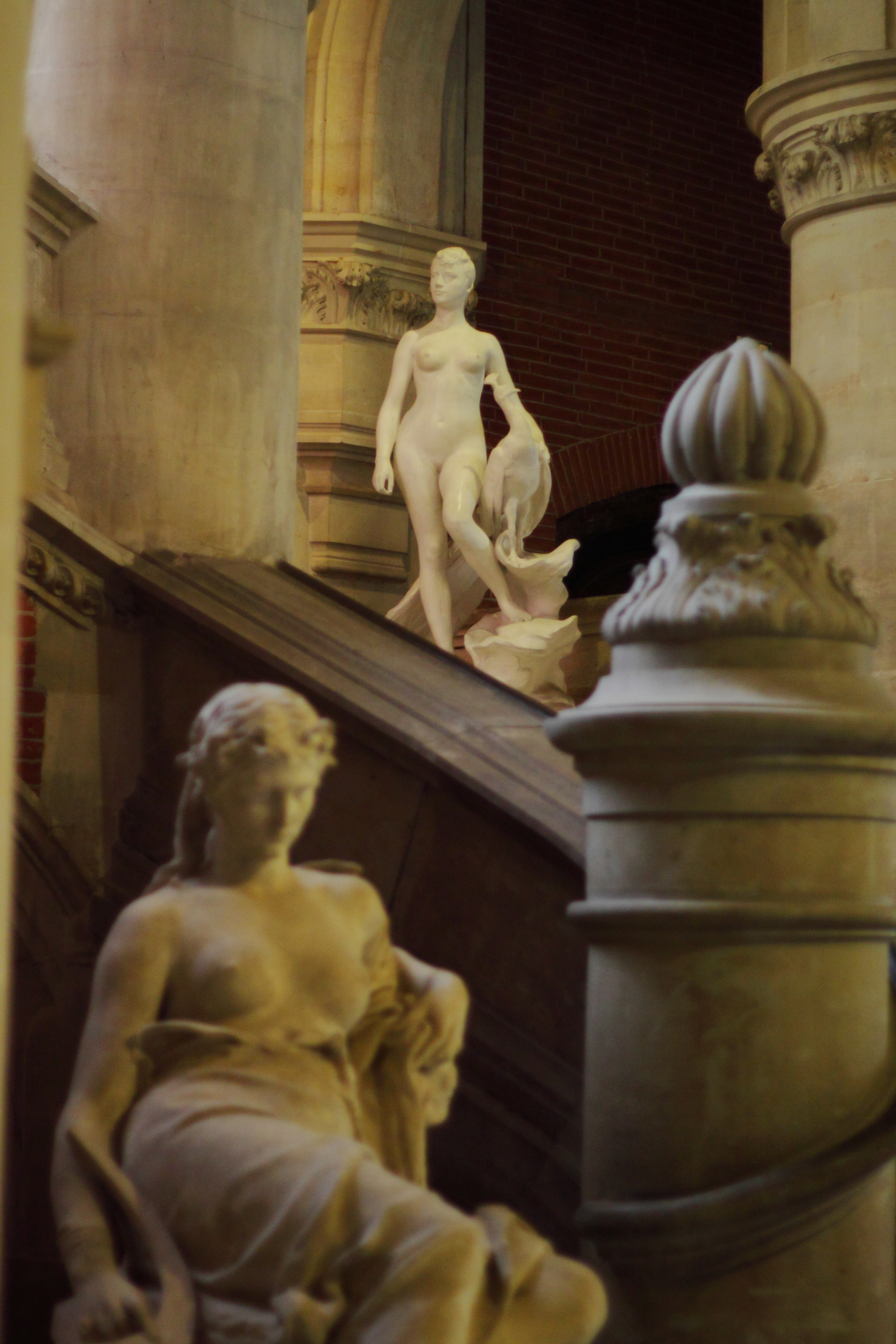
Escalier Darcy, où sont exposées des sculptures du XIXe siècle.
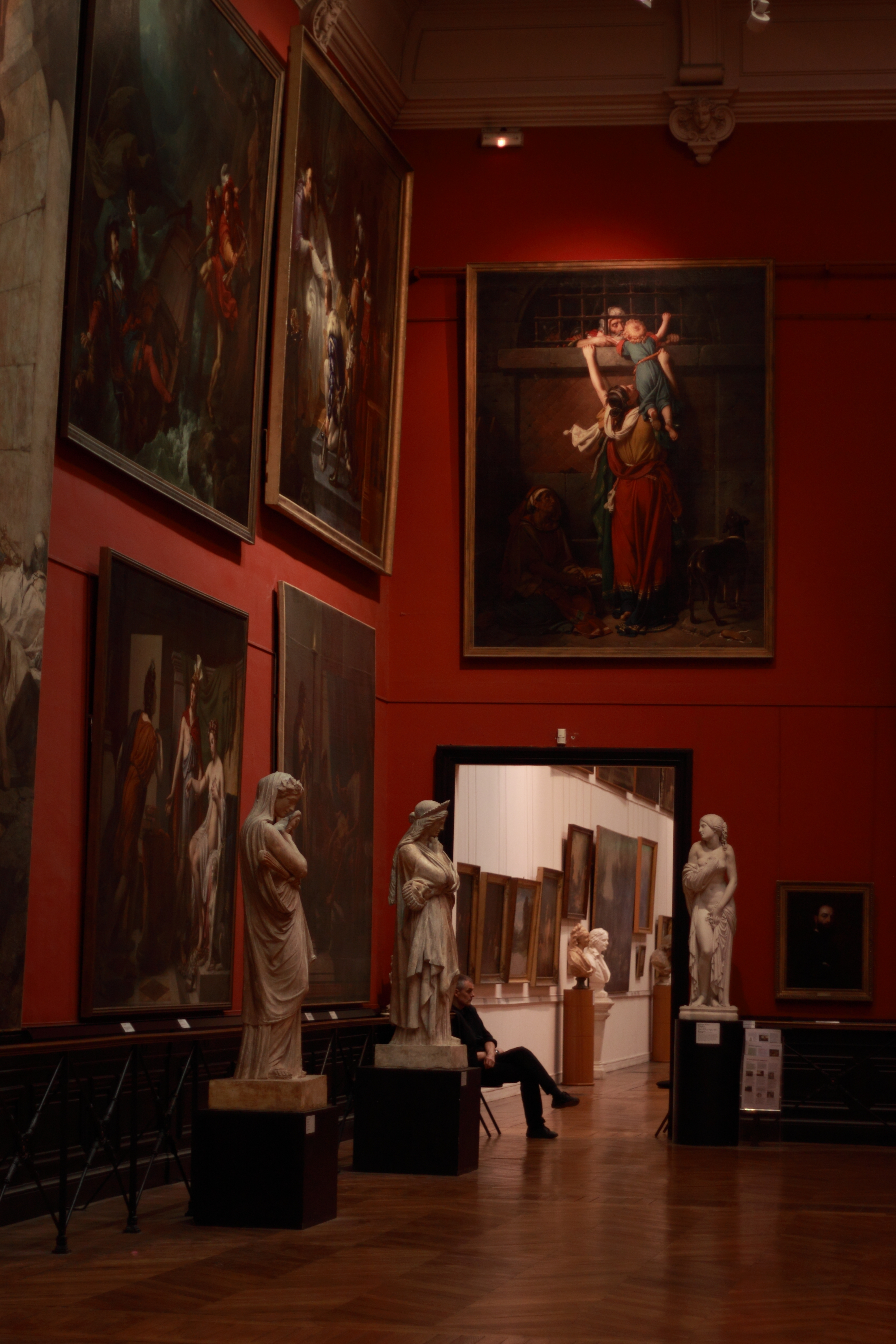
Salon rouge du musée.
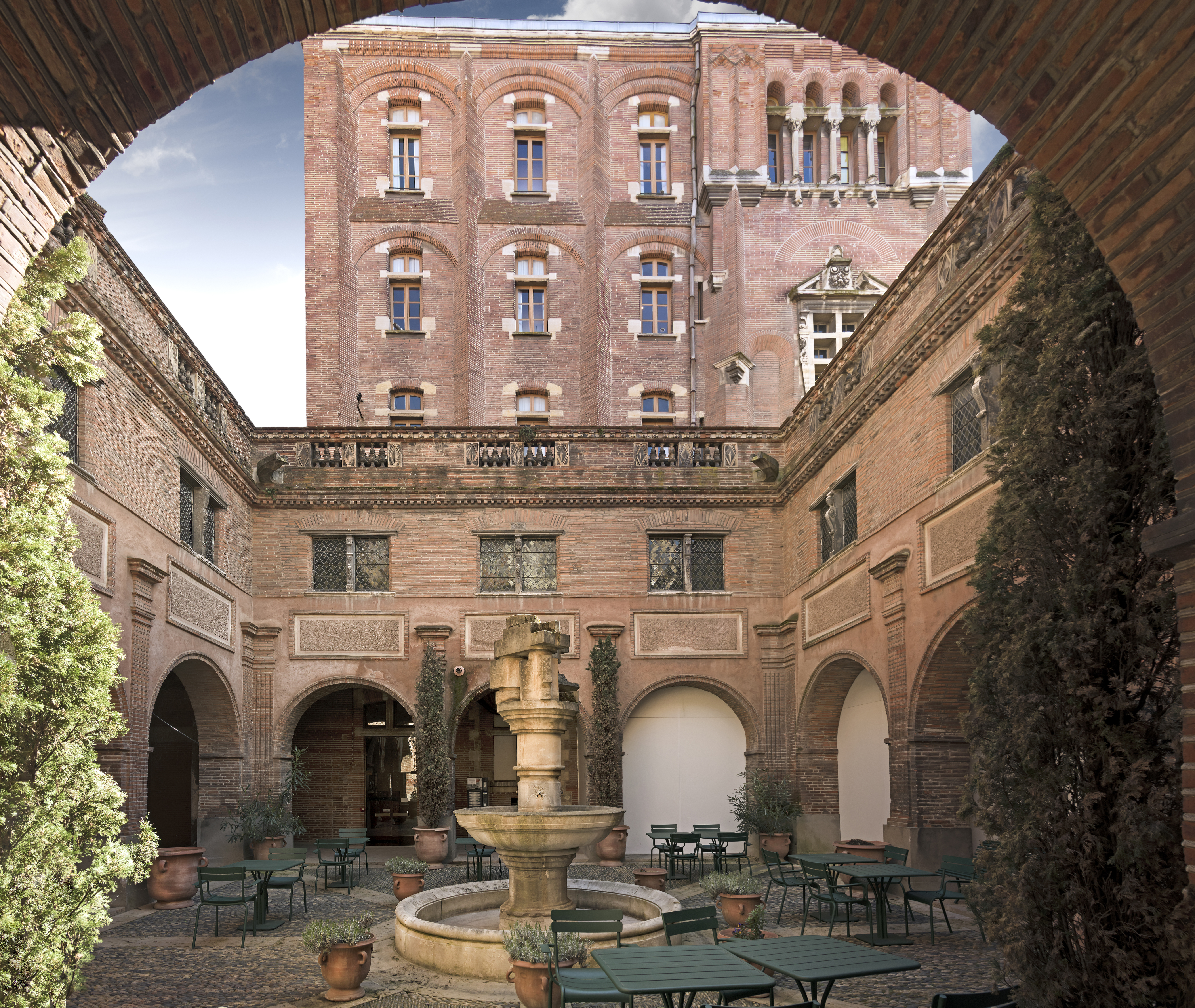
Petit cloître et l'aile Darcy.

### Travaux auXXIesiècle
Entièrement fermé à partir du 1er juin 2019 pour réfection des verrières, il devait rouvrir en 2020,mais de nouveaux travaux se sont avérés nécessaires, afin de résoudre des problèmes structurels et de répondre à de nouveaux usages culturels. La réouverture est prévue pour la fin de l'année 2025. Installé dans un ancien couvent du XIVe siècle, le bâtiment a connu de nombreuses transformations au fil des siècles, notamment pour l'adapter à ses nouvelles fonctions muséales dès la fin du XVIIIe siècle.
Les travaux qui ont débuté en 2018 ont nécessité la fermeture d'abord partielle puis complète du musée. Les salons des peintures, en plus d'être rénovés (les verrières, leur climatisation et les réserves…), verront leur aménagement muséographique repensé.
Des fouilles archéologiques, des travaux dans le grand cloître et la construction d'un nouvel accueil (confiée à l'agence portugaise Aires Mateus) sont également au programme. L'un des buts des travaux est d'améliorer l'accessibilité par l'installation d’ascenseurs, de rampes PMR…, ce que devrait faciliter la nouvelle extension.
Un appel aux dons a été lancé le 15 novembre 2024 afin de financer la restauration des colonnes et des chapiteaux du cloître ayant subi des dégradations dues à l'humidité et à la pollution.

## Le jardin
Le jardin du musée des Augustins fut mis en place à l'occasion d’une exposition qui lui a été consacrée au mois d’octobre 1995 sous le nom de « Les jardins d’un couvent ». Le jardin est issu d’un partenariat entre la conservation du musée et les espaces verts de la ville de Toulouse.
Les parcelles sont composées sur le plan des jardins de l'abbaye de Saint-Gall en Suisse qui est le plan de référence utilisé pour les constructions monastiques de l’Occident médiéval. Celui-ci est divisé en quatre parties. Chaque zone a une utilité propre : chacune des 112 espèces végétales est répartie selon sa fonction.
Tout d’abord, le jardin central est principalement orné de fleurs et permet de réaliser des bouquets pour agrémenter les autels. On peut notamment y voir des roses et des lys, mais aussi des violettes, des capucines, des acanthes et des pervenches.
La seconde partie, l’Herbularius autrement appelé « jardin des plantes médicinales », est situé du côté du logis du médecin et lui sert à cultiver les plantes dont il a besoin pour ses remèdes.
Certaines d’entre elles telles que la marjolaine disposent de propriétés antiseptiques, permettant de soigner la nervosité et les maux de tête une fois bues en infusion. Cependant, de nombreux autres maux peuvent être soignés ou soulagés par l’intermédiaire de ces plantes comme la petite absinthe qui a comme vertu de soigner les maladies de l’estomac telles que le mal de mer et la nausée.
Ensuite, l’Hortus ou « le potager », situé près des cuisines, est composé de légumes et de fines herbes utiles à l’alimentation des religieux. Il suit également le schéma strict du plan de l’abbaye de Saint-Gall. Des courgettes, du persil, des carottes et de la batavia sont des exemples de légumes consommés par les religieux.
Pour finir, l’Arboretum ou Fructum qui se situe généralement du côté du cimetière, n’est autre que le verger. Le jardin dispose d’arbres fruitiers et d’arbustes servant à l’alimentation et au fleurissement du jardin avec entre autres des pommiers, des cerisiers, des poiriers et des cassissiers.

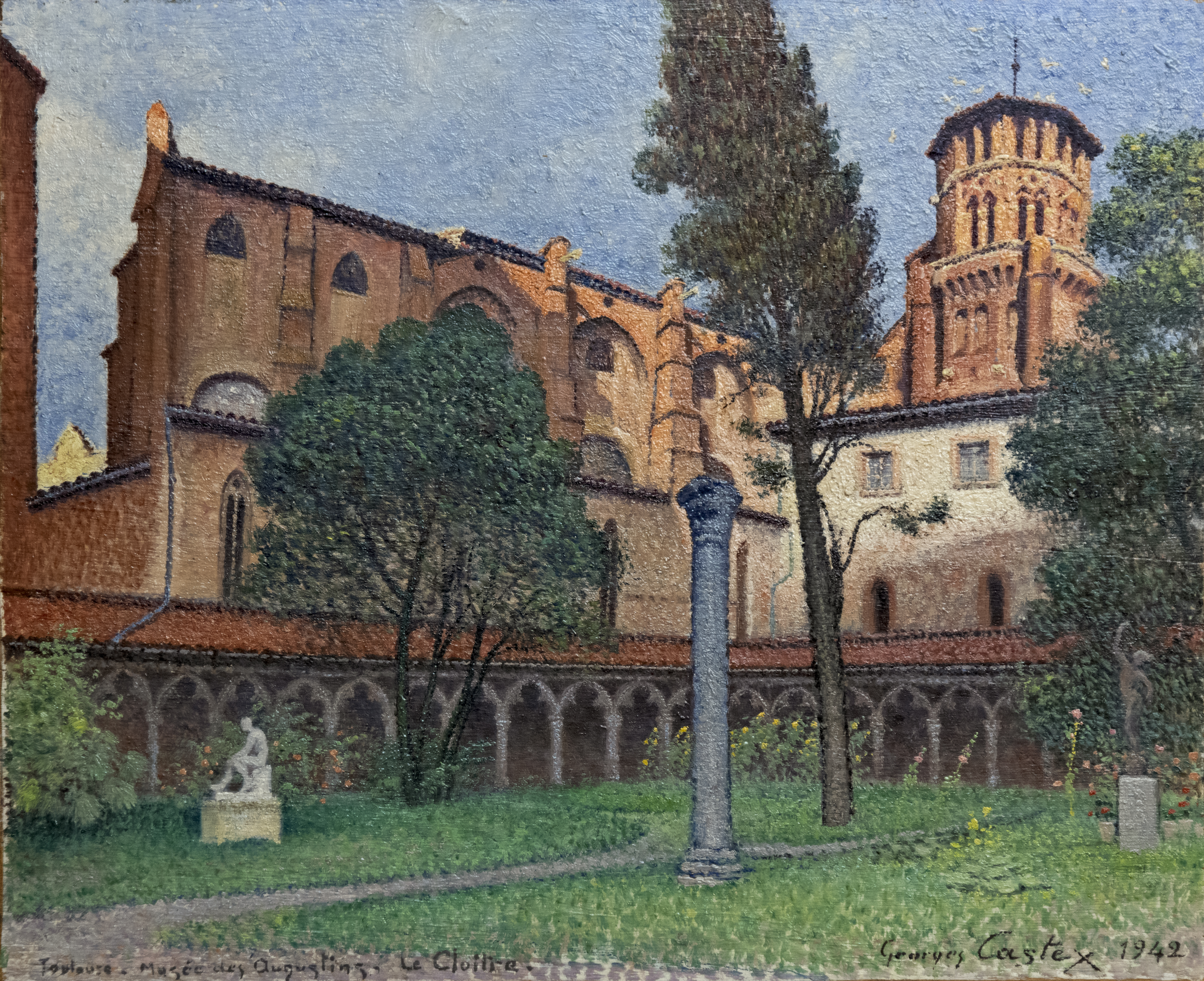
Le jardin en 1942 par Georges Castex.
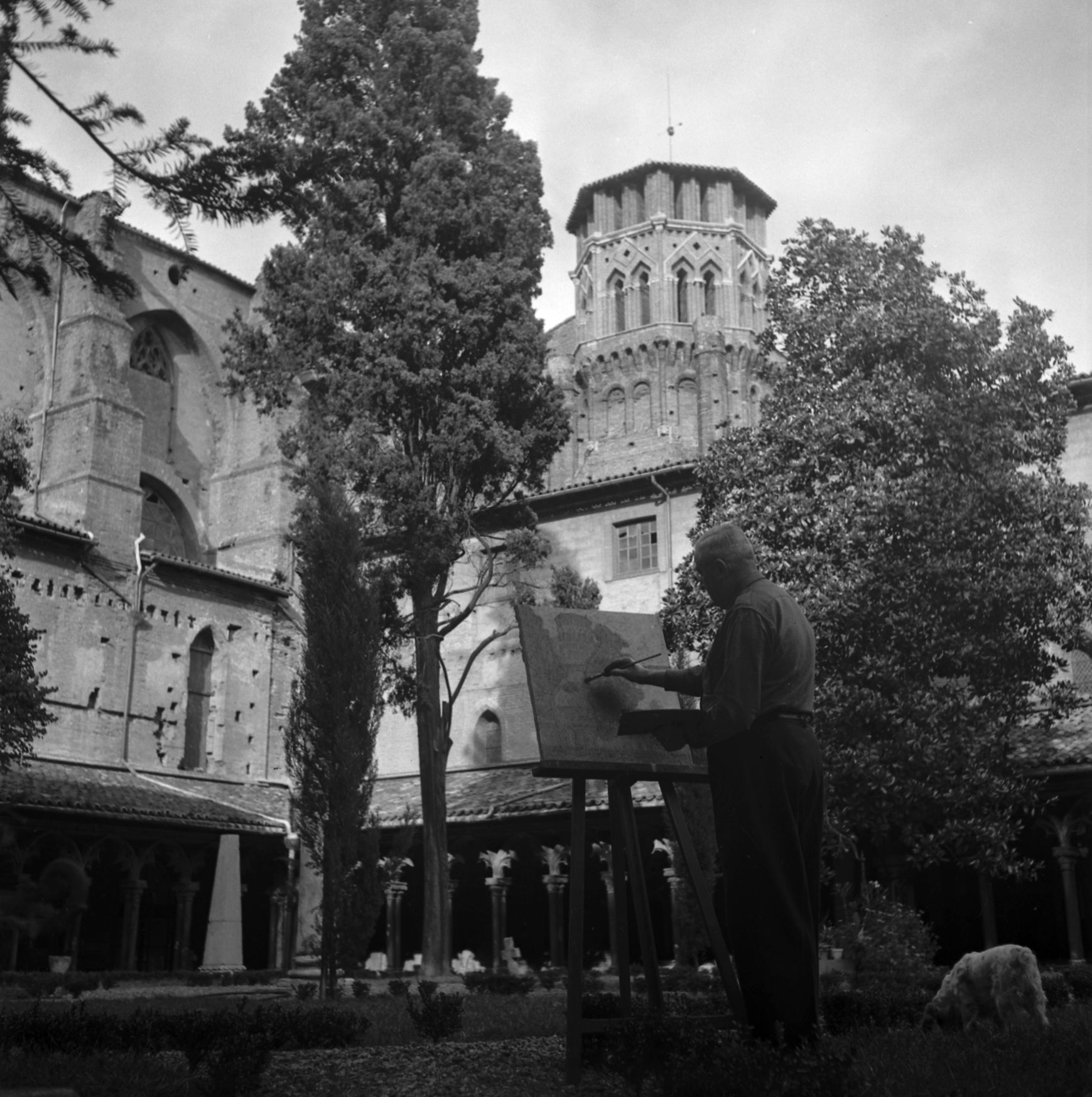
Jean Escudier, gardien chef du musée, y peignant un tableau en 1952.
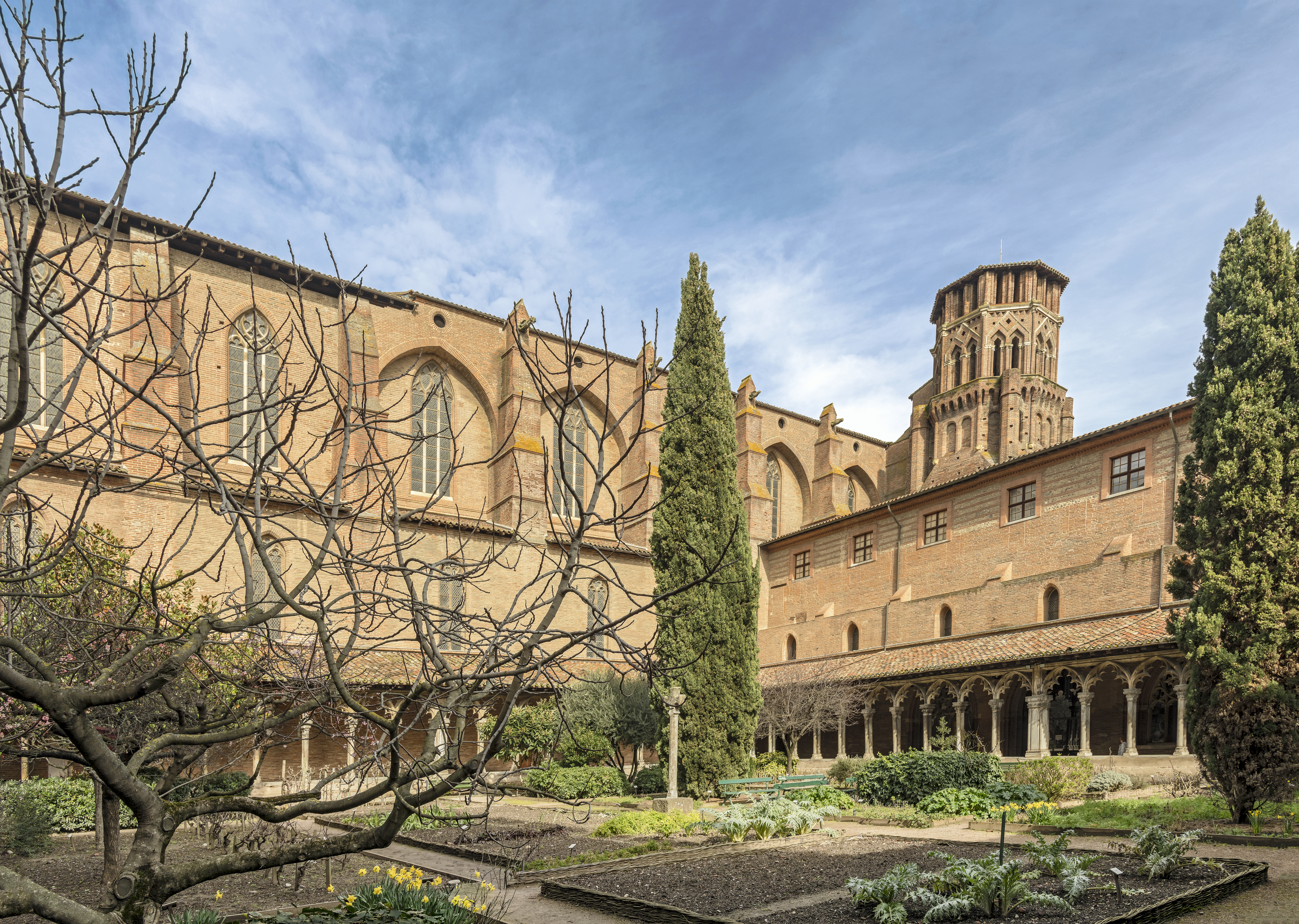
Cloître principal avec sa reconstitution de jardin.

## Les collections
Les saisies révolutionnaires et le reversement des fonds de l'ancienne Académie royale de peinture, sculpture et architecture de Toulouse ont permis d'accumuler une collection impressionnante (plus de 4 000 pièces) d'œuvres d'art réparties également entre peintures et sculptures.

### Peinture

#### École française

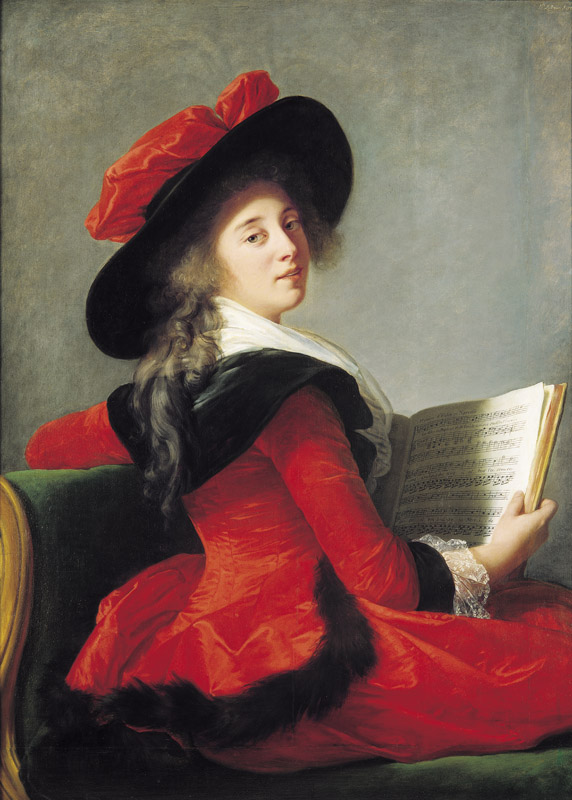
Élisabeth Vigée Le Brun, Portrait de la baronne de Crussol (1785).

Les courants artistiques français représentés vont du néo-classicisme au réalisme en passant par le classicisme. Les salons Rouge, Bleu et Blanc présentent une collection de peintures françaises des plus exceptionnelles.
Hyacinthe Rigaud, peintre français du XVIIe siècle, spécialisé dans les portraits, peignit de grands noms de la noblesse et de la bourgeoisie française comme Louis XV, Corneille, Martin Desjardins, François Mansart ou encore Jean de La Fontaine et Jean Racine. Il intégra Académie royale de peinture et de sculpture en 1700. Aux dires de tous, Hyacinthe Rigaud était un homme généreux, admirable, et un artiste au talent incontestable. À sa mort, la France et toute l’Europe lui rendirent hommage. Un musée abritant une importante collection de ses œuvres a vu le jour dans sa ville natale, Perpignan. Portraitiste de renom, il a notamment peint le Portrait de Germain Louis Chauvelin, garde des sceaux (1727). Cette œuvre représente l’éminent personnage dans son costume de premier magistrat de France. Drapé de noir, il tient dans sa main un pli portant l’inscription « Au Roy ». Ce détail témoigne de l’importance de Germain-Louis Chauvelin et de sa place privilégiée dans la société. Cet effet est accentué par l’attitude noble du personnage, et par le décor somptueux qui l’entoure.
Autre peintre représenté aux Augustins, Jean-Baptiste Oudry, peintre et graveur français du XVIIe siècle, fut le directeur de l'Académie de Saint-Luc après y avoir été admis en 1706. Oudry fut nommé professeur en 1717 et fut admis à l'Académie royale de peinture la même année. Il est représenté dans les collections du musée des Augustins de Toulouse par le tableau de Louis XV chassant le cerf (1730) dans la forêt de Saint-Germain-en-Laye. Ce tableau qui lui a été commandé par Louis XV en 1728, se caractérise par une grande précision dans les détails. Ainsi, chaque personnage est traité comme un portrait à part entière et est identifiable.
Élisabeth Vigée Le Brun était réputée pour être une grande portraitiste du XVIIIe siècle. Née à Paris elle est notamment reconnue pour avoir été le peintre attitré de la reine Marie-Antoinette d'Autriche à l’époque où sa famille était implantée en face du Palais Royal. Le Portrait de la baronne de Crussol (1785), est un cadeau pour la famille de Crussol, qui lui a permis d’émigrer à Rome sous la Révolution. La baronne de Crussol était l’épouse d’Henri-Charles-Emmanuel de Crussol-Florensac, lieutenant général des armées du roi. Elle est portraiturée à mi-corps, de dos, mais  son visage est tourné vers le spectateur. Le peintre s’est appliqué à reproduire le texte et les notes de la partition que la baronne tient dans ses mains. Il s’agit de l’opéra de Gluck Écho et Narcisse, joué à Paris en 1797. De nombreuses références à la reine sont présentes notamment le fichu « à la Marie-Antoinette » et le fait que Gluck était le musicien préféré de la reine.
Louise Moillon est une artiste du XVIIe siècle, issue d’une famille de peintres protestants. Elle est spécialisée dans les natures mortes aux fruits. C’est l’une des femmes peintres françaises les plus célèbres. Les collections du musée compte plus d’une quarantaine de tableaux de l’artiste. Ils font partie de ses œuvres de jeunesse peints entre 1630 et 1640. Son œuvre Fruits (ou Nature morte aux mûres) témoigne d’un raffinement et d’une simplicité qui lui sont propres. Cette toile représente un panier d’osier entouré de pêches, d’un abricot et d’une nèfle. Il contient des branches de mûrier et de framboisier chargées de fruits. Les couleurs sont restreintes et sobres, les motifs peu présents et la composition aérée.
L'école française compte également d'autres maîtres, notamment Philippe de Champaigne (quatre peintures dont Réception d'Henri d'Orléans, duc de Longueville, dans l'ordre du Saint-Esprit et L'Annonciation), Valentin de Boulogne, Simon Vouet (Délivrance de saint Pierre), Sébastien Bourdon, Pierre Mignard, Jacques Stella (trois œuvres dont Le Mariage de la Vierge et Sainte Famille), Jean-Baptiste Monnoyer (deux natures mortes), Jean Jouvenet (Le Christ descendu de la croix, 1714), Charles de La Fosse, Pierre Subleyras, Nicolas de Largillierre, Claude Joseph Vernet, Joseph-Marie Vien, Pierre-Henri de Valenciennes, ou encore Jean-Antoine Houdon pour la période allant du XVIIe siècle au XVIIIe siècle, avec une place importante accordée aux peintres toulousains et méridionaux, tels que Antoine et Jean-Pierre Rivalz, Nicolas Tournier (nombreuses peintures dont l'immense Bataille des roches rouges, Le Christ porté au tombeau et Le Joueur de luth), François de Troy ou Joseph Roques (La Mort de Marat).
On trouve également une importante collection de peintures du XIXe siècle et du XXe siècle avec, parmi les artistes les plus connus, Henri de Toulouse-Lautrec (cinq toiles de cet enfant de la région appartiennent à la collection), Dominique Ingres, Antoine-Jean Gros, Eugène Delacroix, Eugène Leygue, Évariste-Vital Luminais, Camille Corot, Henri-Arthur Bonnefoy, Gustave Courbet, Édouard Manet, Berthe Morisot, Édouard Vuillard, Édouard Debat-Ponsan, Achille Laugé, Paul Charavel, Louis Latapie, Jules Cavaillès, Maurice Georges Poncelet, Yves Dieÿ, Amélie Beaury-Saurel et Maurice Denis.

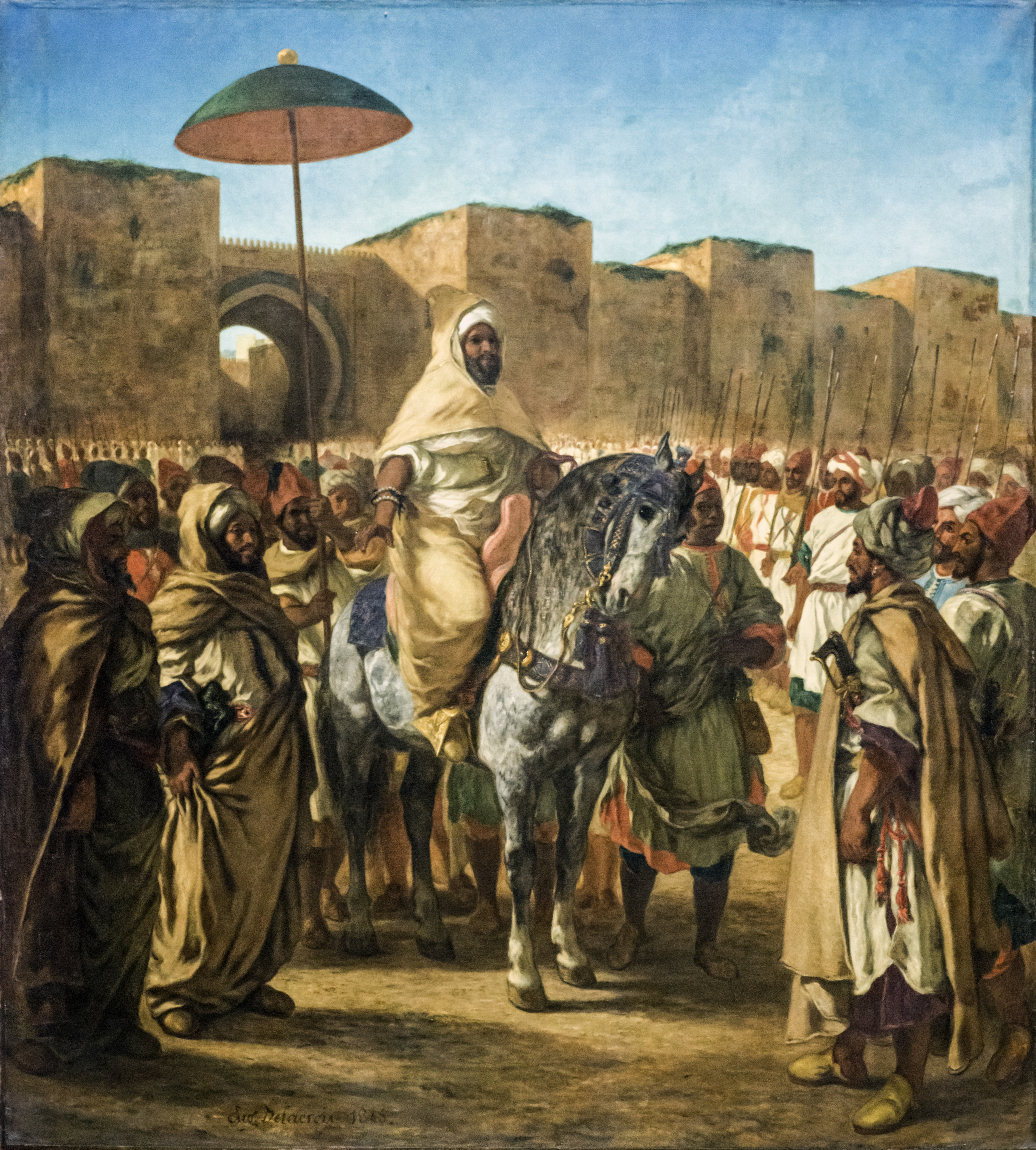
Eugène Delacroix, Sultan Moulay Abd Al-Rhaman entouré de sa garde, sortant de son palais de Meknès.
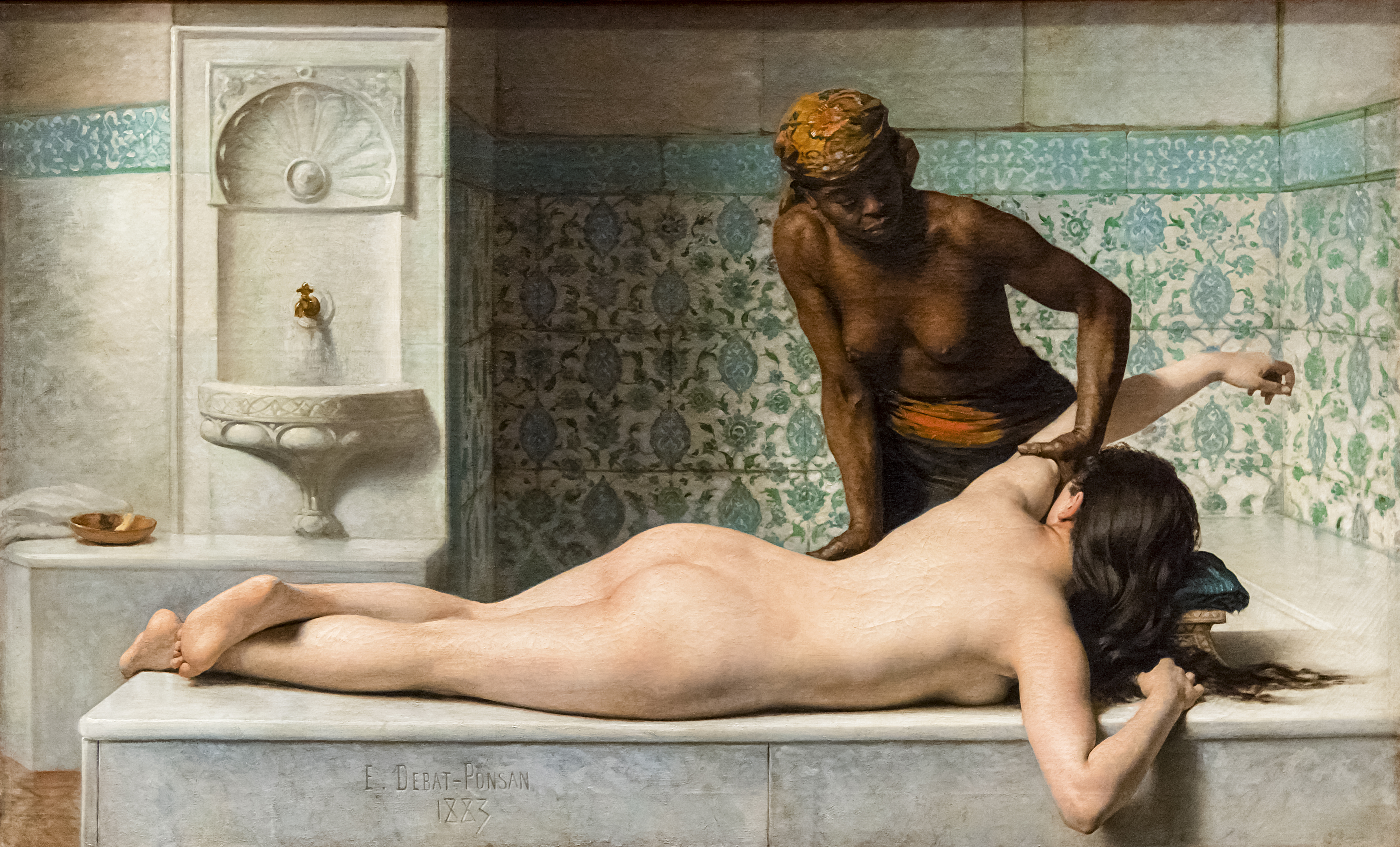
Édouard Debat-Ponsan, Le Massage, scène de hammam.
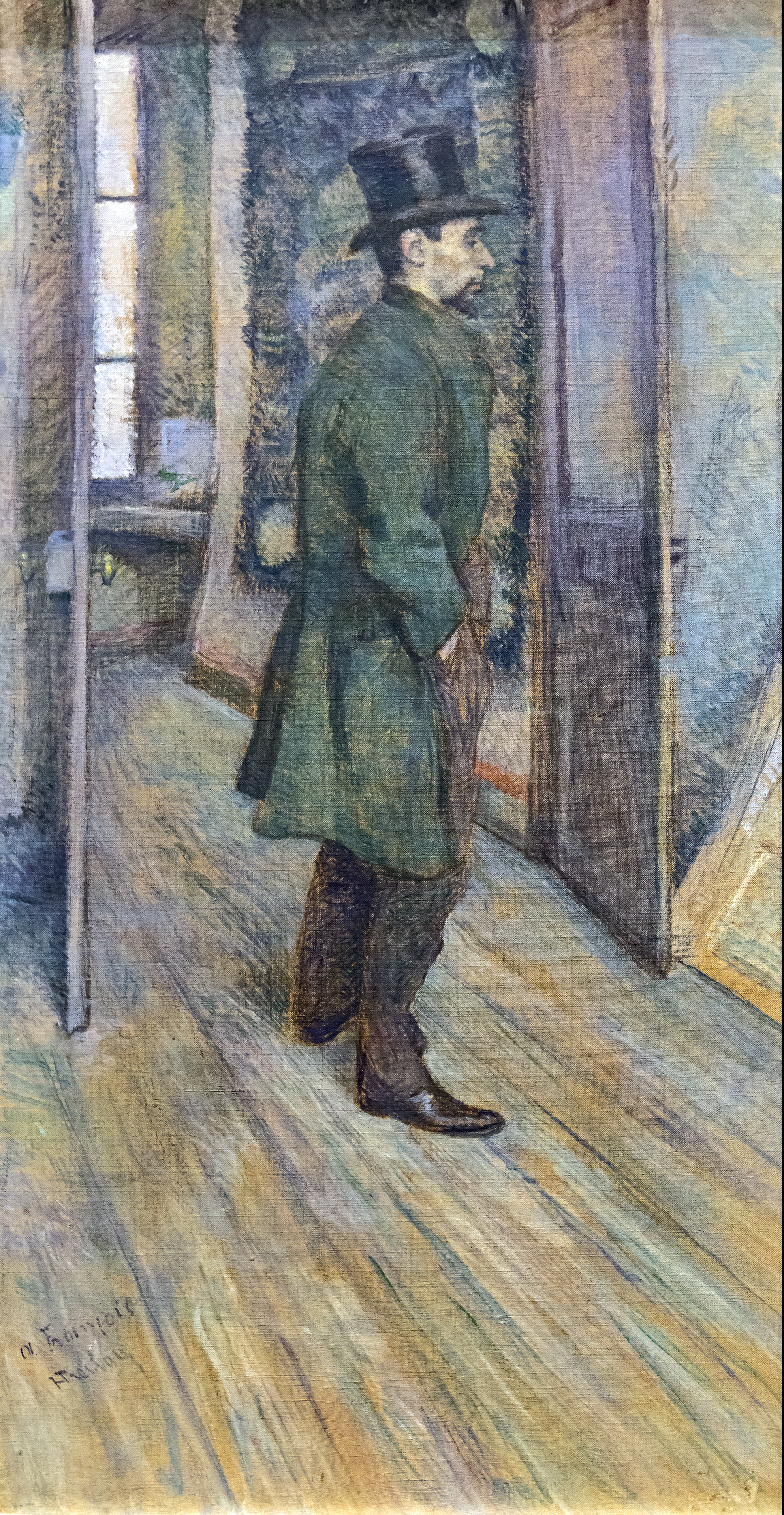
Henri de Toulouse-Lautrec, Portrait de François Gauzi.
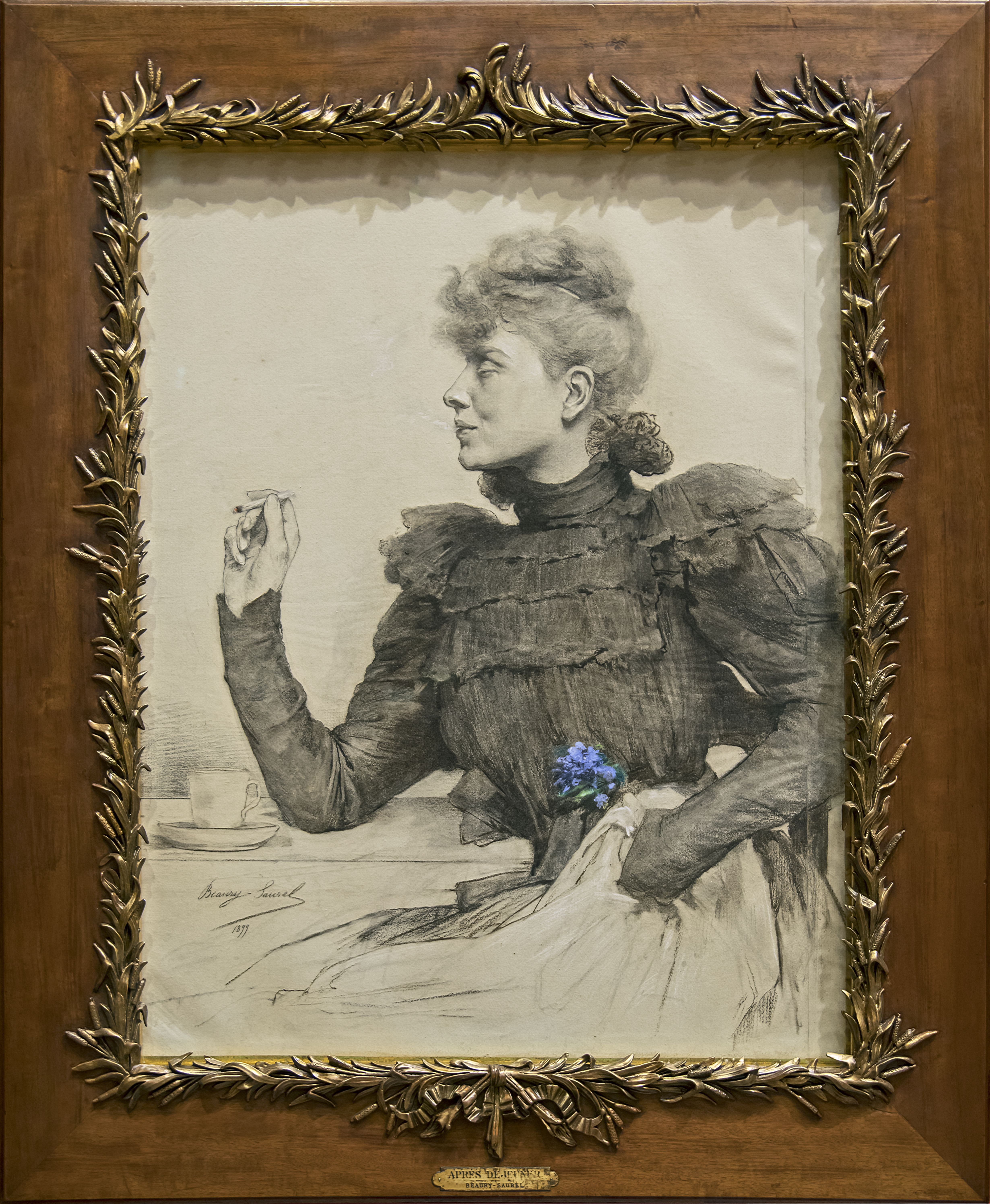
Amélie Beaury-Saurel, Après déjeuner.
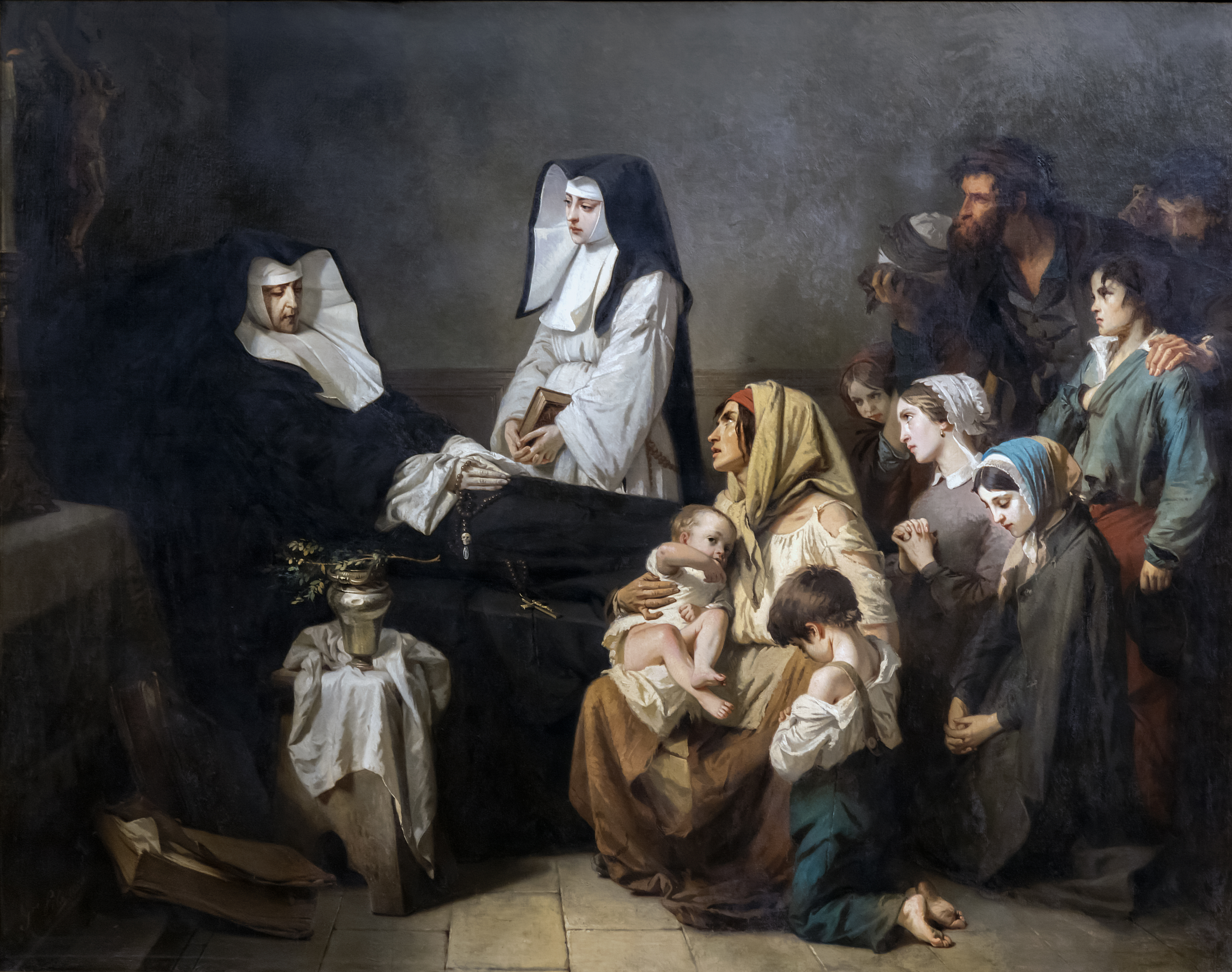
Isidore Pils, La mort d'une sœur de charité.

#### École italienne
Toulouse est depuis la fin du XVIe siècle une ville catholique qui attire les artistes de toute l’Europe. De nombreux peintres italiens viennent donc y travailler.
La collection de peinture italienne du musée des Augustins n’est pas une collection mineure, même si elle ne présente pas un panorama complet de cette provenance.
Parmi les œuvres exposées au musée, on peut distinguer plusieurs périodes : quelques primitifs italiens datant des XIIIe et XIVe siècles, ainsi que des tableaux plus tardifs dont certains appartiennent au courant baroque (du XVIe au XVIIIe siècle).
Les peintres primitifs italiens sont peu nombreux au musée des Augustins. Leurs peintures instaurent trois nouveaux principes : l’humanisation des personnages présentés, l’apparition de paysages et d’architectures complexes, et enfin le passage d’un style italo-byzantin à un style typiquement italien (principalement siennois et florentin).
Un exemple d’œuvre de cette période est Le Christ en croix avec l'orant du cardinal Guilhem Peire Godin d'un anonyme du début du XIVe siècle, peinte en détrempe sur toile marouflée sur bois. Ce Crucifix fut retrouvé dans la cathédrale Saint-Étienne de Toulouse en 1847. On a longtemps pensé que ce panneau venait de cette église alors qu'il provient en fait de l’ensemble conventuel des Jacobins. Par la suite, l’œuvre fut transférée au musée Saint-Raymond à la fin du XIXe siècle, puis donnée aux augustins. Le Crucifix est peint sur deux faces et est caractéristique de l’art florentin. En général, une face représente le Christ vivant, et l’autre face le Christ mort. Cependant, le Crucifix de Toulouse montre la même représentation des deux côtés : le Christ crucifié, du sang coulant de ses plaies, et le cardinal agenouillé priant à ses pieds.
Le Christ en croix, la Vierge, saint Jean et sainte Madeleine, de Neri di Bicci est un autre exemple d’œuvre de cette période. Cette œuvre est le réemploi d’une œuvre antérieure, un Christ en croix de Lorenzo Monaco.
Croyant en ses vertus miraculeuses, ou par respect pour l’œuvre antérieure, Neri di Bicci a peint son œuvre autour de la croix déjà existante. La tête de mort peinte à la base du crucifix représente le crâne d’Adam dont la présence, rituelle dans l'iconographie chrétienne de la Crucifixion, est le symbole de la faute originelle rachetée pour toute la lignée d'Adam par le sacrifice du Christ (le « nouvel Adam »). L'œuvre fut achetée par l’archéologue Alexandre Du Mège pour le musée des Augustins.
L’une des pièces maîtresses du musée datant de la Renaissance est le panneau d’un grand retable peint par Pietro di Cristoforo Vannucci dit Le Pérugin et datant du XVIe siècle. Le Pérugin a eu notamment comme élève un autre peintre célèbre de la Renaissance italienne, Raphaël. Le panneau conservé au musée des Augustins, intitulé Saint Jean l’Évangéliste (?) et saint Augustin, appartenait à un retable qui a été démembré et éparpillé dans toute l'Europe et aux États-Unis. Il représente deux personnages monumentaux sur un fond de paysage clair. Le personnage de droite est sans nul doute saint Augustin, évêque de Carthage, alors que le personnage de gauche n’a pas été formellement identifié. Il pourrait s’agir de saint Jean l’Évangéliste, ou bien de saint Philippe.
Après la Renaissance, le courant baroque s’installe en Europe. Le terme baroque vient du portugais barroco qui signifie « perle irrégulière ». Ce courant artistique exalte l'esthétique de l’asymétrie, de l’irrégularité et du mouvement. Le terme « baroque » est utilisé pour décrire la période et l’art pour la première fois au milieu du XIXe siècle par un historien suisse. Le courant baroque, entre les années 1580 et 1720 environ, réunit différents styles mais s’inscrit dans la lutte contre le protestantisme et la pensée luthérienne en Italie. Il touche tous les arts et est caractérisé par la surcharge, l’exubérance, la grandeur, les effets dramatiques. En effet, la peinture doit alors montrer la grandeur de Dieu par des effets impressionnants, éblouissants, glorifiant la religion. Les attitudes et les expressions des personnages reflètent leurs sentiments. Au début du XVIIIe siècle, le baroque laisse la place au style rococo.
La Gloire de tous les Saints, de Giovanni Francesco Barbieri dit Le Guerchin et datant du milieu du XVIIe siècle, est l’une de ses compositions les plus ambitieuses, comportant le plus grand nombre de figures. Le tableau représente les saints protecteurs de la ville de Modène, avec une lumière et des couleurs vives. On peut y voir sur le registre supérieur Jésus au centre, ainsi que Dieu, Marie, Joseph et un groupe d’anges. Le registre inférieur montre saint François d’Assise au centre, saint Géminien, saint Pierre, saint Paul et saint Jean-Baptiste à droite, et enfin saint Sébastien, saint Grégoire, saint Jérôme et saint Étienne à gauche.
Apollon écorchant Marsyas de Guido Reni est une autre des œuvres de l’époque baroque exposées au musée. Cette peinture représente une scène issue de la mythologie grecque : le dieu Apollon écorche Marsyas qui l’a défié à la flûte. Le peintre a réalisé son œuvre en opposant ces deux personnages. En effet, Marsyas a le visage déformé par la douleur, alors qu’Apollon est serein. On note par ailleurs une opposition entre Marsyas et Apollon par la couleur de leurs corps : en effet, Marsyas a la peau dorée et Apollon a la peau blanche, montrant sa divinité.
Saint Félix de Cantalice, une huile sur toile réalisée par Antonio Verrio entre 1635 et 1707, fait l’objet d’une restauration de 2007 à 2010, et inspire par la même occasion le conservateur du musée de réaliser une exposition temporaire monographique sur son peintre, Antonio Verrio : chroniques d'un peintre italien voyageur, 1636-1707, du 27 mars au 27 juin 2010.
Le musée conserve aussi des œuvres de Jacopo Zucchi, Marco Basaiti, Bernardo Strozzi, Giuseppe Maria Crespi, Carlo Maratta, Gioacchino Assereto, Giovanni Battista Gaulli dit Baciccio, Antonio Verrio, Francesco Solimena (Portrait de femme) et Francesco Guardi.

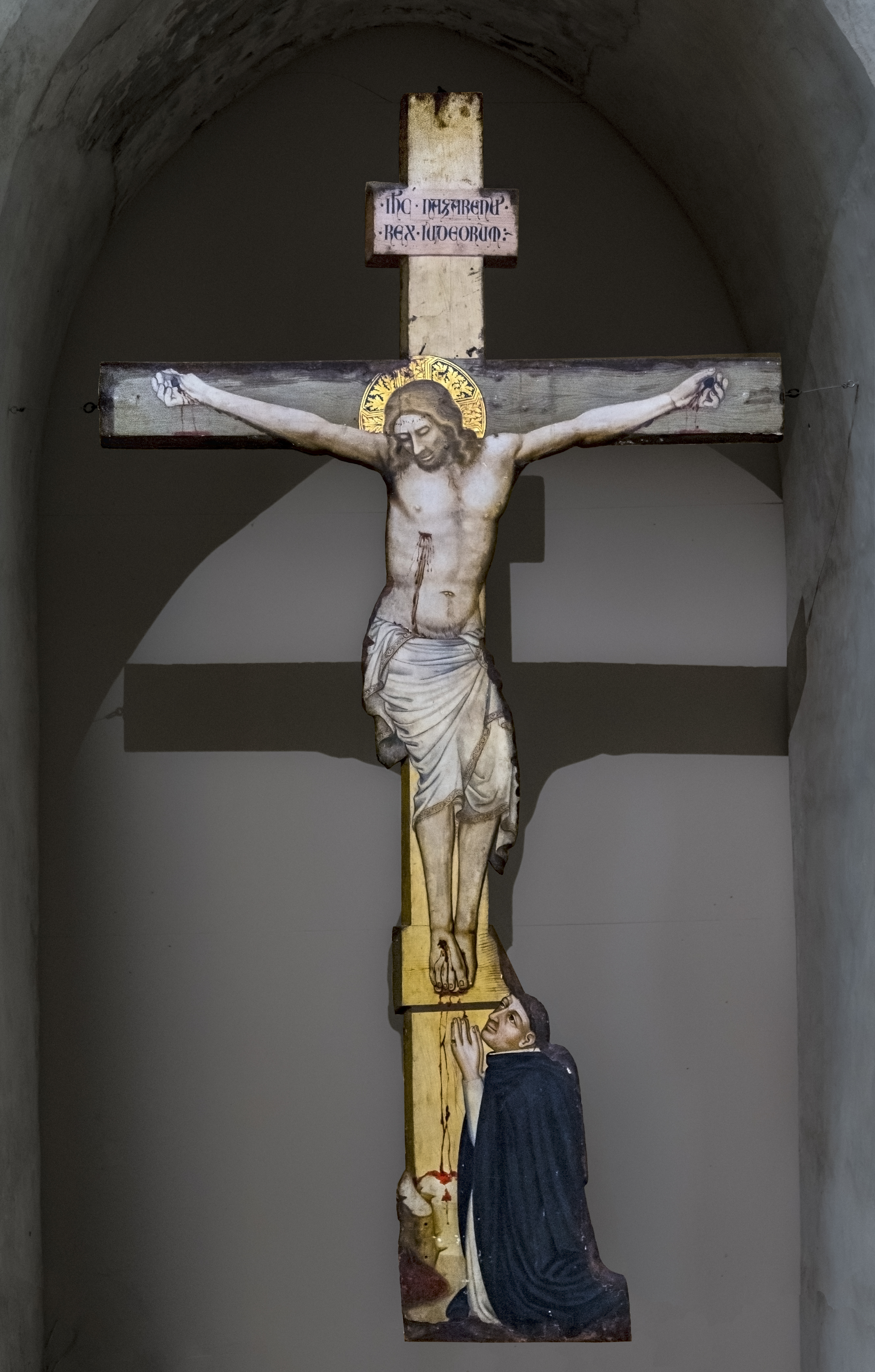
Anonyme (Italie du sud), Christ en croix avec l’orant du cardinal Godin.
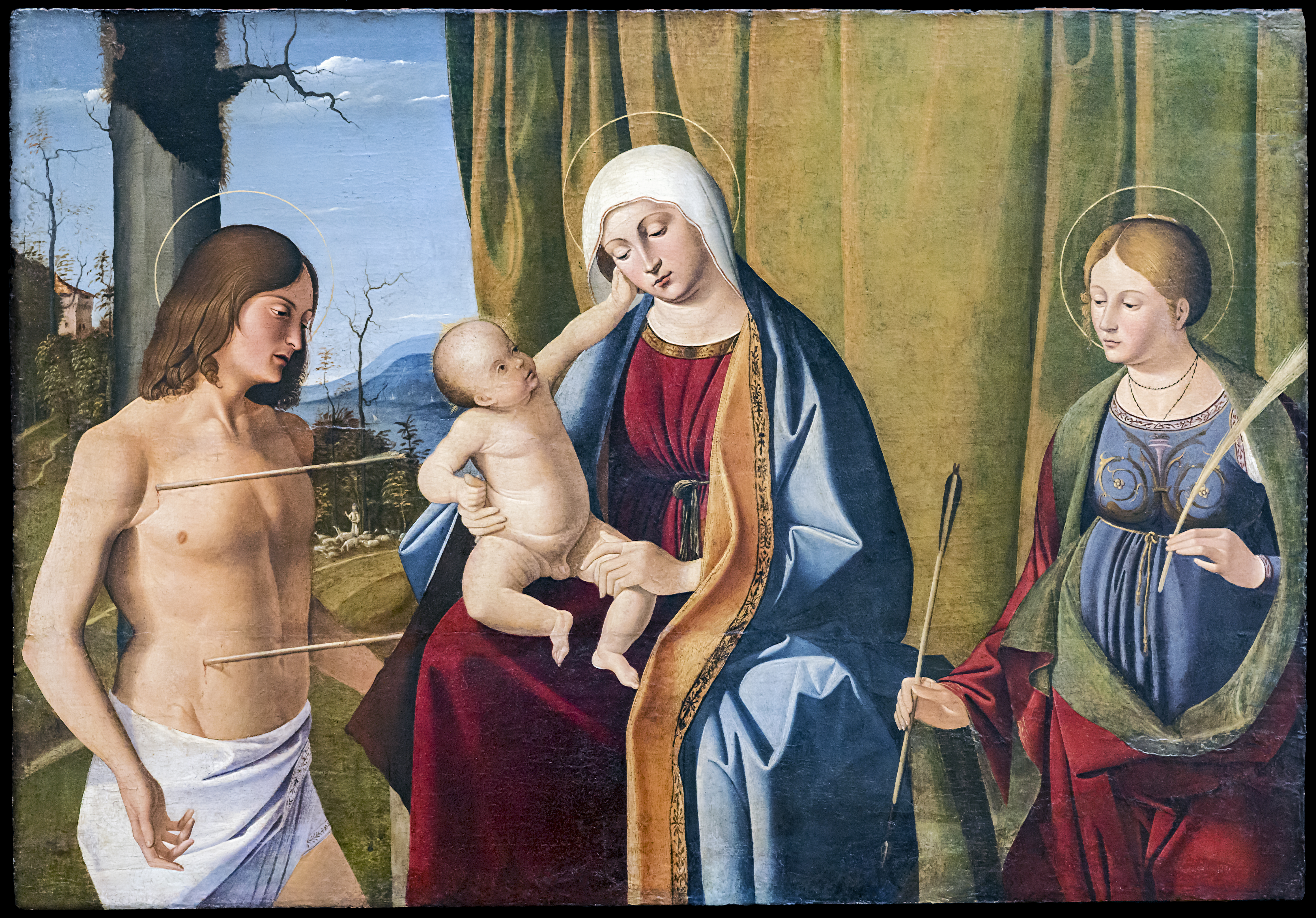
Marco Basaiti, Vierge à l'enfant.
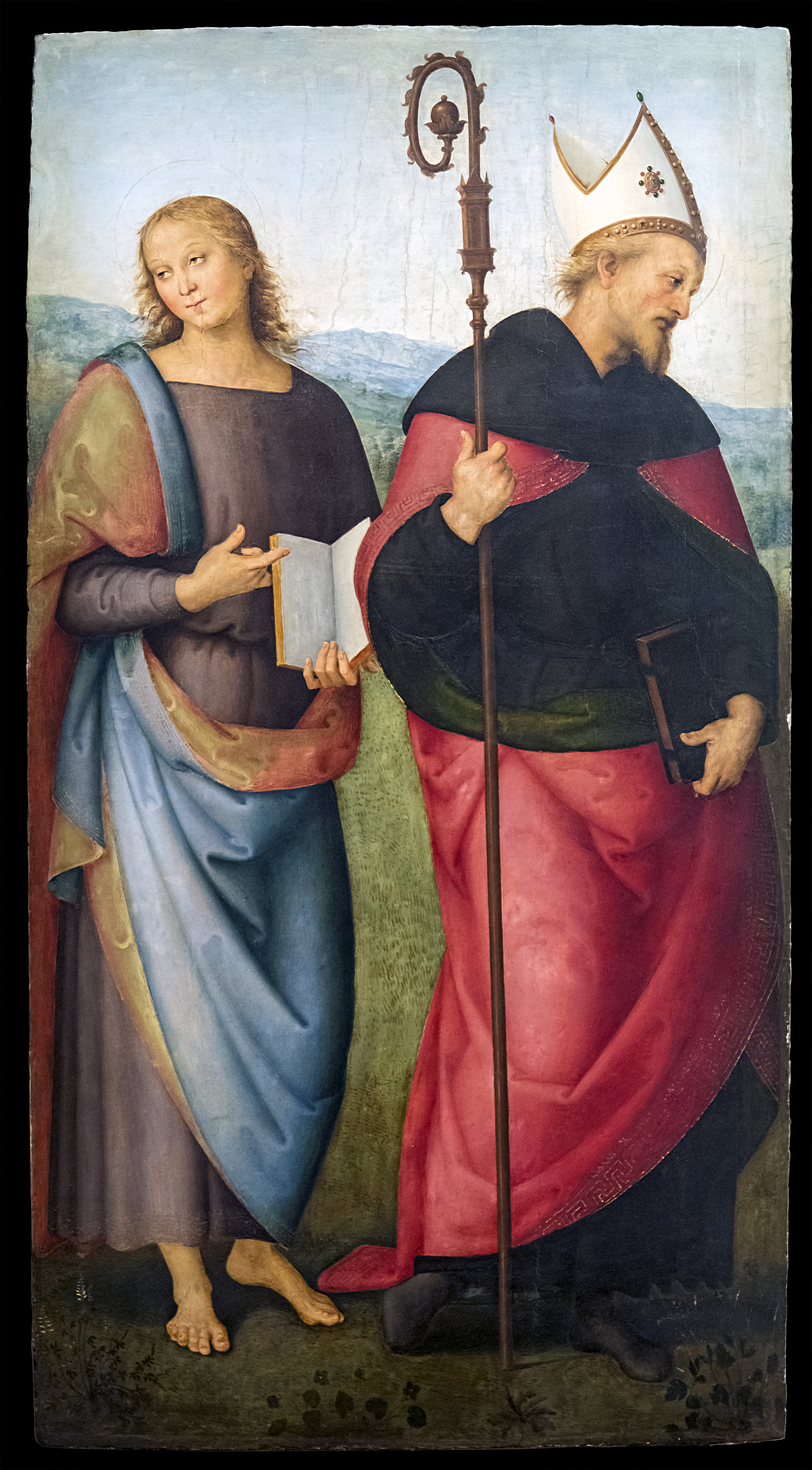
Le Pérugin, Saint Jean l’Évangéliste et saint Augustin.
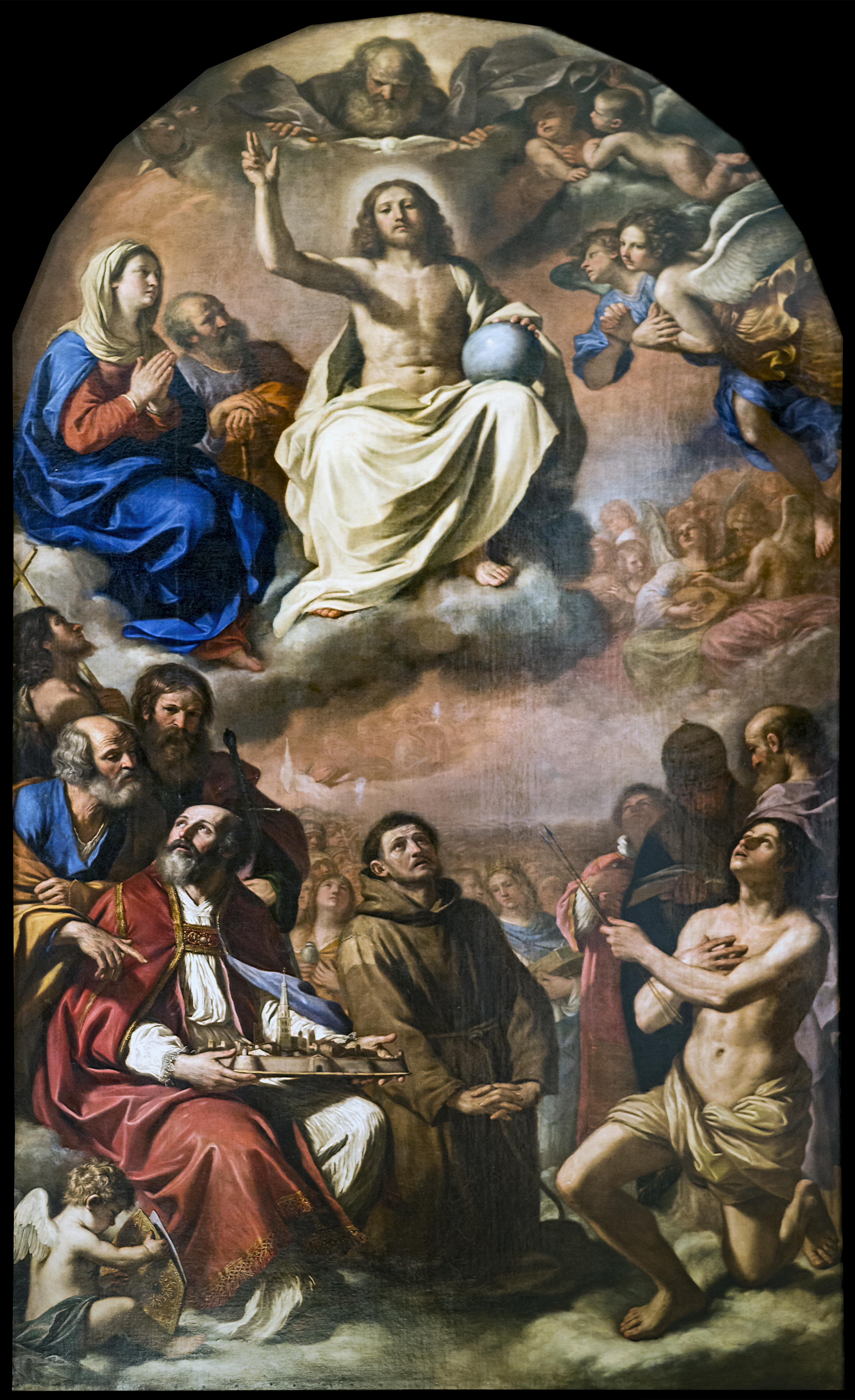
La Gloire de tous les saints par Le Guerchin.
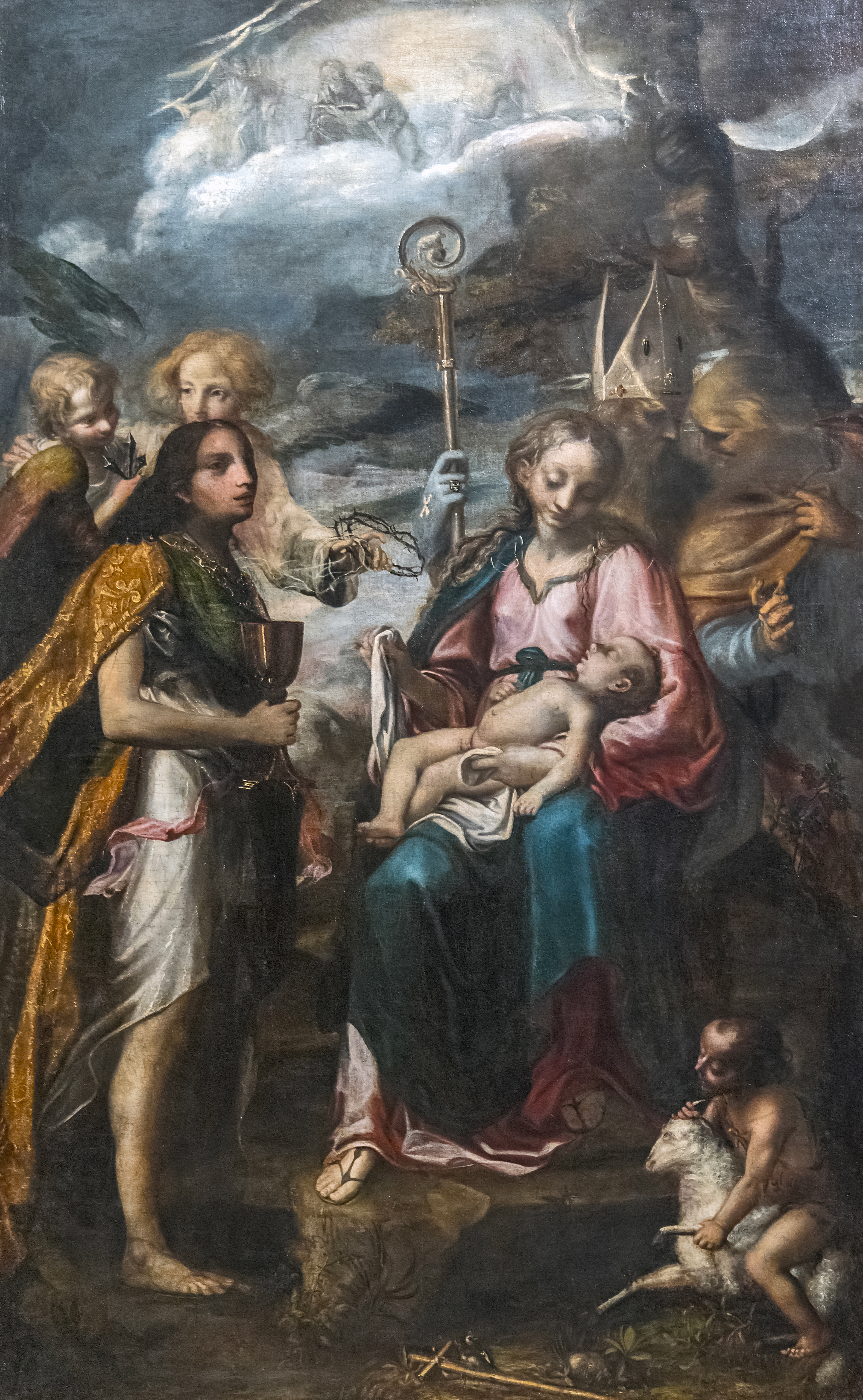
La Vierge à l'enfant et le mystère de la Passion Giovanni Batista Tinti.
Giovanni di Franco, La chasse.

#### École espagnole
Parmi les œuvres espagnoles, le musée abrite le San Diego de Alcalá de Henares en extase devant la Croix de Bartolomé Esteban Murillo, toile provenant du couvent des franciscains de Séville.

#### Écoles du Nord (Flandres, Pays-Bas)

##### Histoire de la collection
La peinture hollandaise au musée des Augustins est présentée depuis l’ouverture du musée en 1795 et a été constituée grâce à différentes saisies, dons, legs épars de particuliers, ou les dépôts des différents gouvernements. Le musée des Augustins possède une centaine de tableaux néerlandais des XVIe, XVIIe et XVIIIe siècles. La collection contient plusieurs œuvres de grands maîtres de la peinture néerlandaise : Antoine Van Dyck, Willem van Aelst, Cornelis Cornelisz van Haarlem, etc. La saisie de la collection d’Anne-François-Victor Le Tonnelier de Breteuil lors de la Révolution fait entrer au musée un corpus important d'œuvres hollandaises de petit format, à l’instar du Vase de fleurs de Willem van Aelst ou du tableau de Willem de Poorter figurant Lucrèce à l’ouvrage.

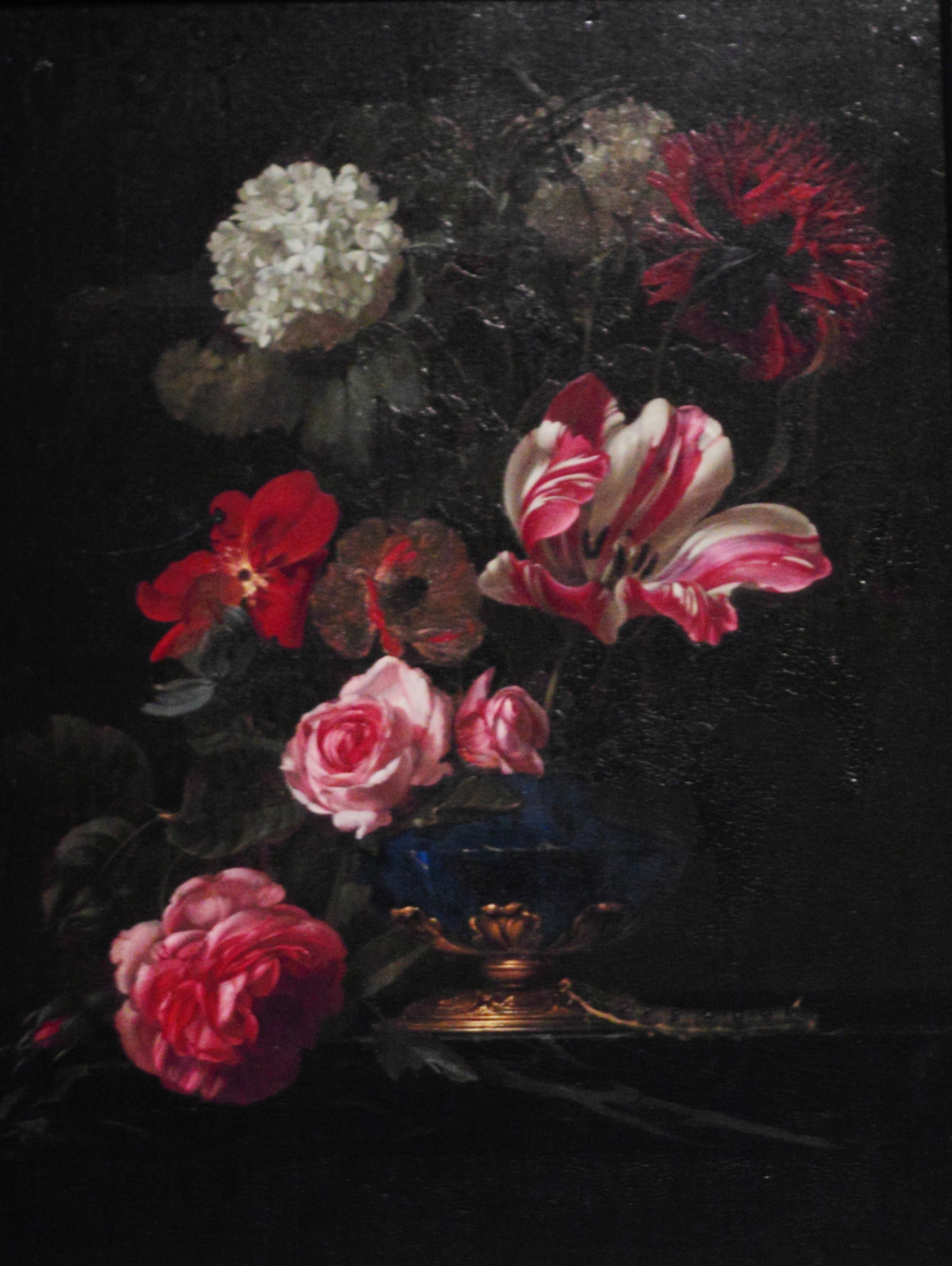
Willem van Aelst, Vase de fleurs.

Les saisies révolutionnaires sont envoyées au Musée central des arts, le musée du Louvre actuel, dans un premier temps. Mais Jean-Antoine Chaptal, ministre de l’Intérieur du gouvernement consulaire, décide de répartir les œuvres sous forme de lots dans les différentes villes de France. Dans l’arrêté du 1er septembre 1801, ce sont donc quinze villes au total, dont Toulouse, qui bénéficient de ces envois. Les 31 premières œuvres, avec quelques tableaux hollandais, arrivent en 1803 à Toulouse notamment Sainte Catherine au mont Sinaï et Le martyre de Saint Laurent par Jan Erasmus Quellinus de l’église Sainte-Catherine de Malines ou encore Job sur le tas de fumier de Gaspard Crayer pris dans la Cathédrale Saint-Bavon de Grand. Les tableaux hollandais suivants n’arrivent qu’en 1812, incluant l’Adoration des Mages de Matthias Storm ou bien L’Humanité avant le déluge de Cornelis Van Haarlem, tous deux prélevés dans la collection du duc de Brunswick, abritée au château de Salzdalhum en Allemagne.
À la chute de Napoléon Ier et du Premier Empire, le Traité de Paris du 20 novembre 1815 prévoit que les œuvres soient rendues, mais quelques oublis ont permis à plusieurs œuvres de rester dans les collections françaises. Dans le cas des sept peintures hollandaises de la collection du duc de Brunswick, le nouveau roi, Louis XVIII, autorise leur restitution mais l’ordre formel de départ se fait attendre. Le 6 avril 1816, le préfet de Haute-Garonne annonce que le renvoi ne se fera pas. Les sept tableaux restent, dès lors, dans les collections du musée.
En 1869, à sa mort, le docteur Louis La Caze lègue sa collection au musée du Louvre, selon son testament datant du 24 juillet 1865. Il s’agit du plus grand legs d’une collection privée au musée du Louvre. Sur toutes les œuvres léguées, 370 tableaux sont envoyés dans des musées de province, dont quatre au musée des Augustins de Toulouse à l’instar du Portrait de femme de Nicolas Maes.
La collection hollandaise du musée reste principalement dans cet état jusqu’à la fin du siècle, moment du don de la collection de Pierre Maury. La constitution du fonds de peintures hollandaises et flamandes, vient essentiellement des legs de Pierre Maury (1818-1892), amateur d'art qui légua tous ses biens à la ville de Toulouse.
Au XXe siècle, quelques dépôts du Louvre et des acquisitions du musée permettent de l'agrandir. Tout d'abord en 1967, l'achat à l'abbé Marcel Haynaud, curé de Maurens (Tarn), du tableau Vaches au bord d'une rivière réalisé par Aelbert Cuyp entre 1660 et 1691, fait rentrer une nouvelle œuvre aux Augustins.
Puis en 1971, la ville de Toulouse achète la collection de Christiane Calvet. Une autre œuvre arrive dans les collections : Nymphes et Satyres dans un paysage de Cornelis Van Poelenburgh.
En 2019, un collectionneur fait cadeau au musée de deux peintures, dont un Bacchus de Dirck van Baburen, artiste peu représenté dans les collections des musées français.

##### Les œuvres de la collection
La collection du musée des Augustins est surtout constituée de peintures intimistes, natures mortes, de scènes délicates, de paysages larges et lumineux. Cette collection présente de nombreux courants de la peinture hollandaise et illustre tous les genres.
La collection du musée des Augustins est en partie dominée par la peinture de paysage, on y trouve deux paysages de l’école de Haarlem mais aussi trois exemples de vues rhénanes. Quelques exemples de peinture historique illustrent différentes formes de l’influence de Rembrandt sur la peinture hollandaise, d’autres formes de la peinture d’Histoire sont représentées par quelques exemples significatifs : le maniérisme de Haarlem, la peinture issue du caravagisme d’Utrecht, le paysagisme historique à l’italienne, l’art des fijnschilder. On y trouve également des bamboccianti jouant à la morra (jeu de mourre), ainsi que des peintures du flamand Pieter van Bloemen. Le genre du portrait ne compte que trois exemples qui illustrent trois tendances différentes : l’art sobre et réaliste de Michiel Jansz. van Mierevelt, le portrait baroquisant d’influence flamande de Nicolas Maes et la peinture aristocratique d'apparat.
Avant la rénovation du musée, les tableaux présents dans l’église du musée des Augustins étaient Le Christ entre deux larrons de Pierre Paul Rubens et Le Martyre de saint Jacques de Thomas Willeboirts Bosschaert. Des œuvres étaient également présentées dans le salon vert du musée comme Serpents, crapauds et papillons d’Otto Marseus van Schrieck, Tête de vieillard de Pieter Verelst, Le Christ présenté au peuple de Wenzel Coebergher, L’Humanité avant le déluge de Cornelis Cornelisz, Nature morte de fruits avec coupe d’argent de Pieter II van der Bosch.

##### Expositions
Le musée des Augustins met en avant la peinture hollandaise et flamande en accueillant deux expositions. Pour la première fois entre le 3 juillet et le 7 septembre 1992, le musée reçoit et montre les œuvres nordiques du Palais des Beaux-Arts de Lille avec l’exposition « Peintres flamands et hollandais du XVIIe siècle ». Puis, une exposition plus importante est organisée du 18 décembre 2004 au 9 mai 2005, avec « Le Nord en Lumières. La peinture flamande et hollandaise au Musée des Augustins ». Cette dernière est l'occasion pour le musée de montrer ses propres collections.

##### Galerie d'œuvres

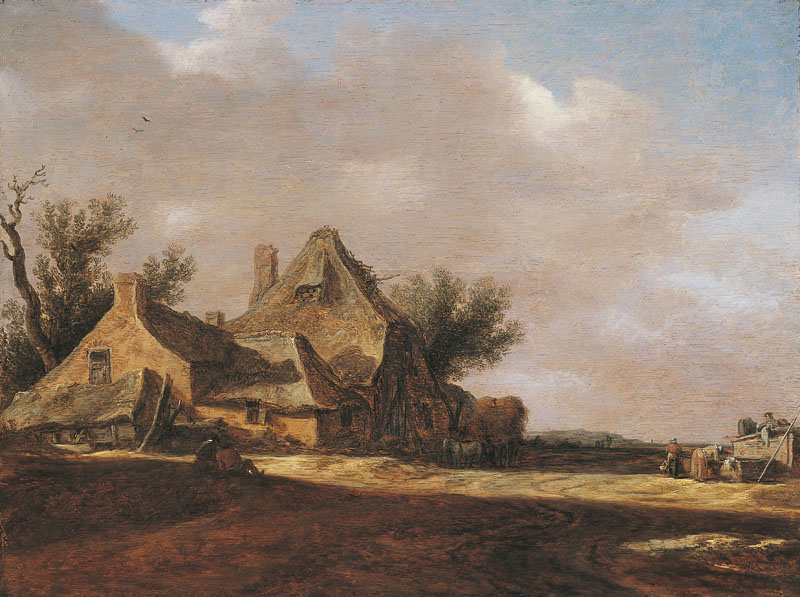
Jan van Goyen, Paysage, entre 1615 et 1656, peinture à l'huile sur panneau de chêne, 37,8 x 50,5 cm, Toulouse, Musée des Augustins, RO 887.
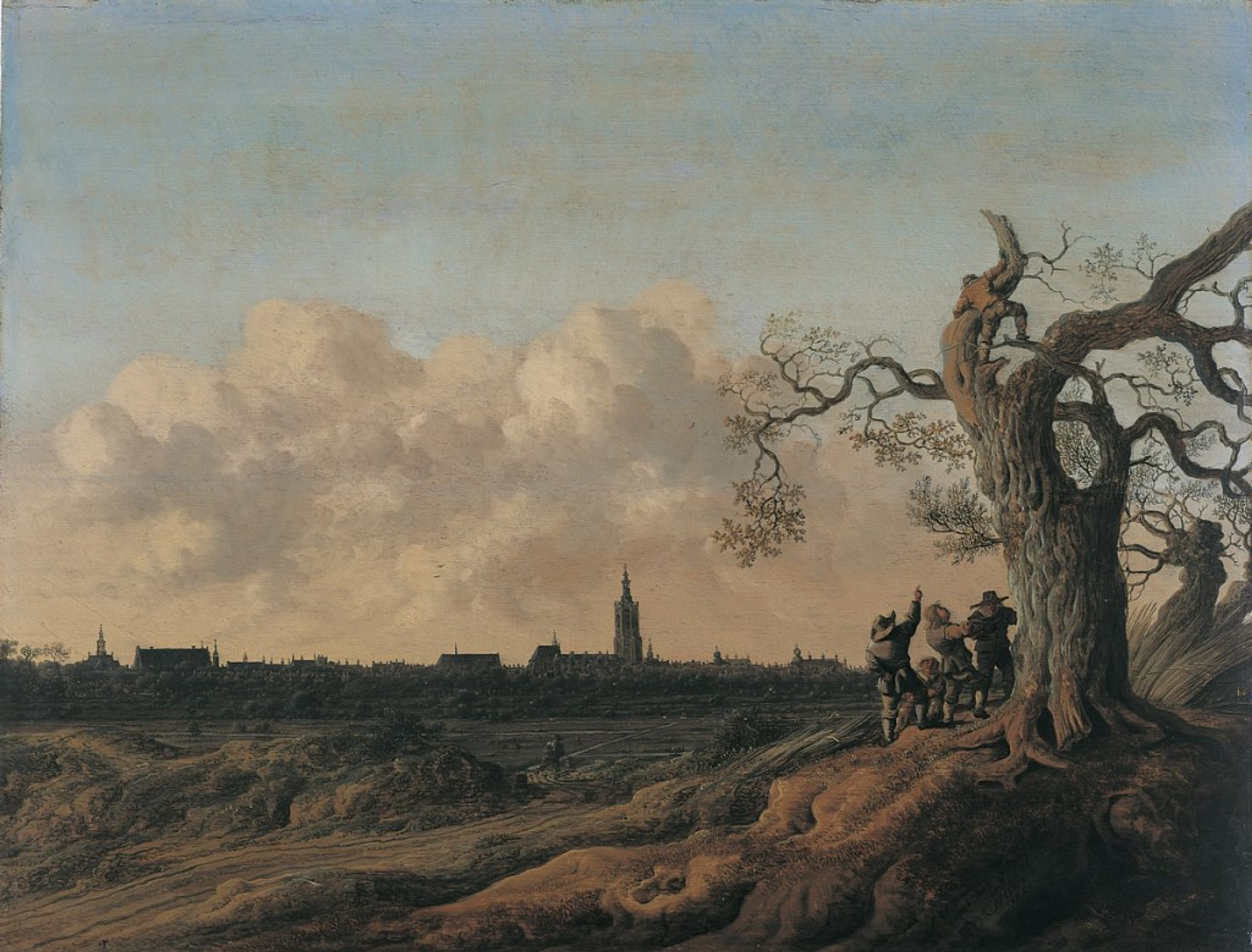
La Haye vue du Nord, Anthonie Jansz van der Croos, 1655, huile sur panneau de bois de chêne, 72,3 × 55 cm, musée des Augustins, Toulouse
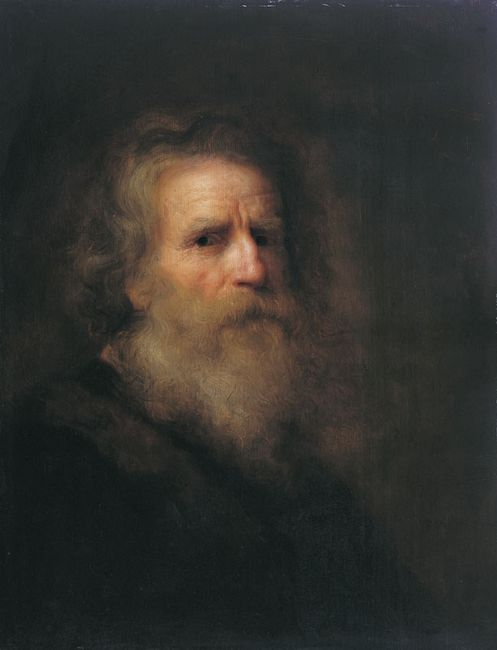
Tête de Vieillard barbu, Pieter Verelst, 1648, huile sur panneau de bois de chêne, 72,3 × 55 cm, musée des Augustins, Toulouse
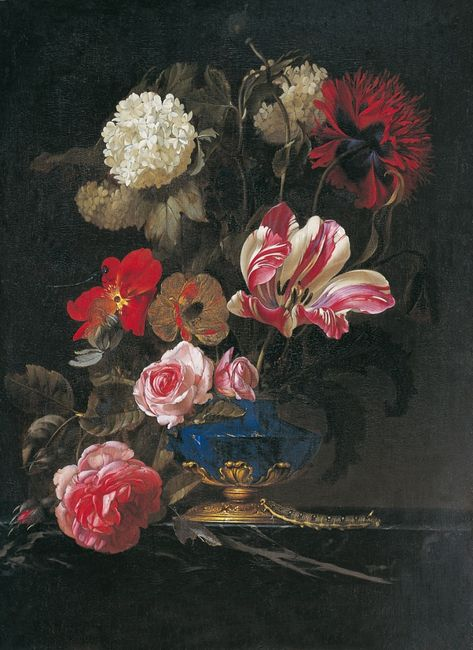
Vase de fleurs, Willem van Aelst, 1651, huile sur panneau de bois de chêne, 44,8 × 33,4 cm, musée des Augustins, Toulouse
Matthias Stom, Adoration des mages, vers 1640, huile sur toile, 236cm sur 182cm, Toulouse, musée des Augustins
Otto Marseus Van Schrieck, Serpents, crapauds et papillons, 1667, huile sur toile, 49x61 cm, musée des Augustins, Toulouse.
Pieter Cornelisz Verbeeck, Cheval d’amazone sous un porche, entre 1630 et 1654, 31 x 24,4 cm, huile sur un panneau de chêne, musée des Augustins, Toulouse
Nicolaes Maes, Portrait de femme, 1674, 80.5 x 102 cm, huile sur toile, musée des Augustins, Toulouse.
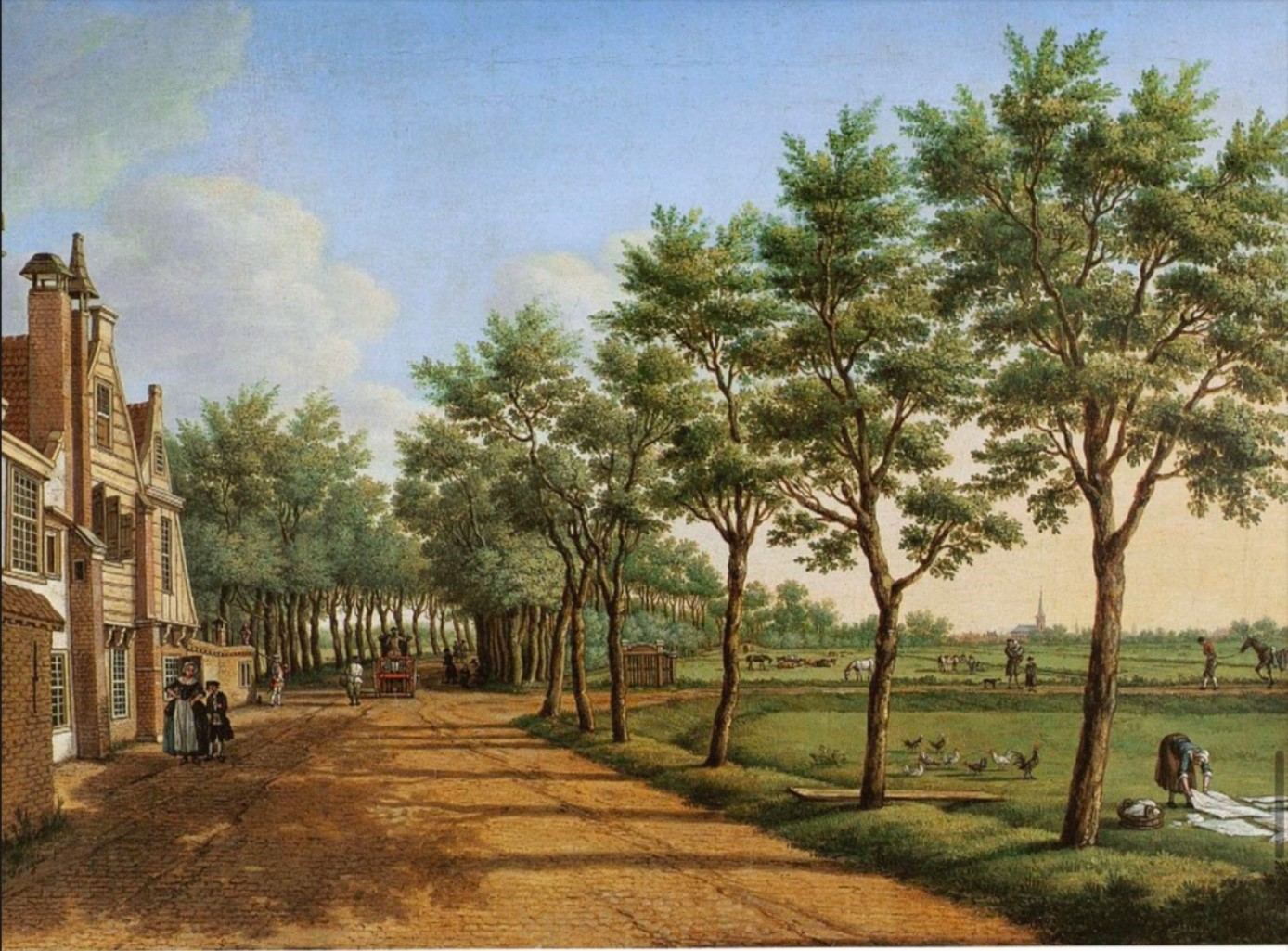
Paulus Constantijn La Fargue, La Haye : le chemin menant à Rijswijk (Rijswijkseweg), 1751-1800, 37,5 x 53 cm, Huile sur toile, Musée des Augustins de Toulouse.
Willem de Poorter, Lucrèce au travail ou Lucrèce à l'ouvrage, 1633, huile sur bois, 44 x 54 cm, Musée des Augustins de Toulouse.
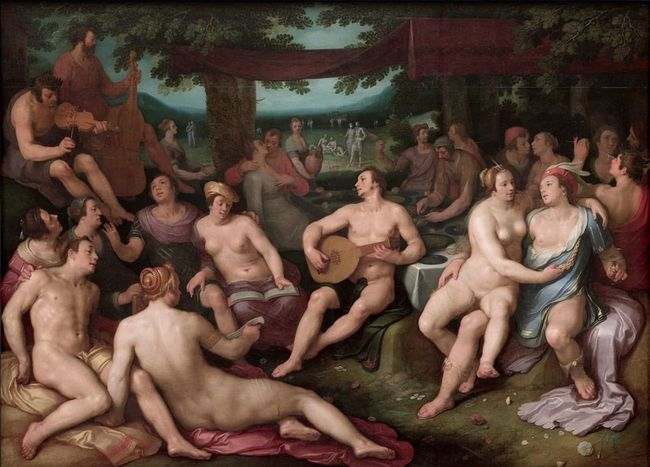
Cornelis Cornelisz, L'humanité avant le déluge, 1615, huile sur bois, 112 x 155 cm, Musée des Augustins de Toulouse, Inv. 2004 1 58.

##### Le Martyre de saint Jacques, de Thomas Willeboirts Bosschaert

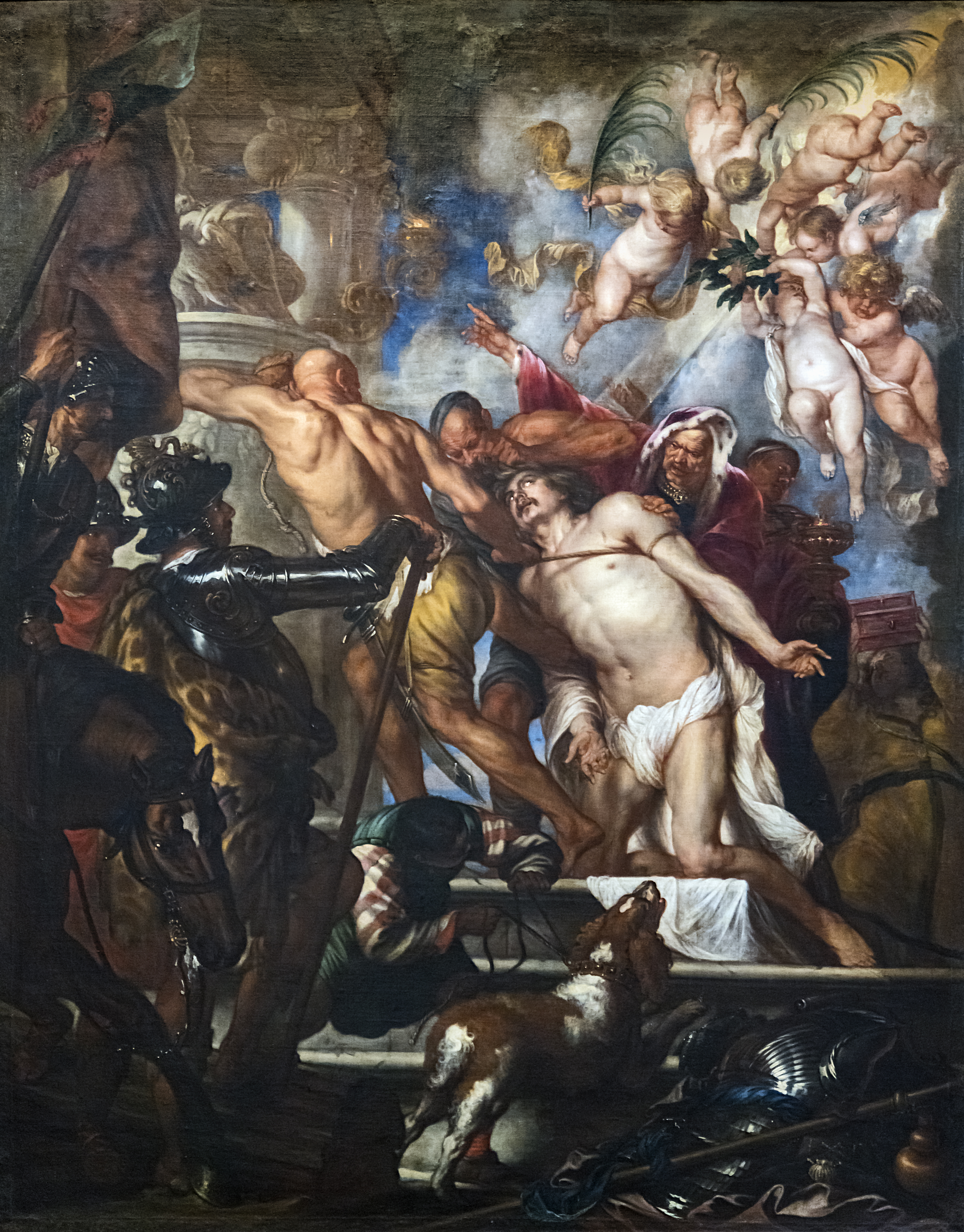
Thomas Willeboirts Bosschaert, Le Martyre de saint Jacques.

Initialement, ce tableau flamand de l’artiste Thomas Willeboirts Bosschaert était appelé Martyre d’un chrétien. Il a été conçu à Bruges au milieu du XVIIe siècle. Cette huile sur toile provient du maître-autel de l’église Saint-Jacques de cette ville et représente une scène biblique. Le musée des Augustins l’a acquis en 2004.
Largement influencé par le style de Pierre-Paul Rubens et d’Antoine Van Dyck, Le Martyre de saint Jacques est également une peinture baroque. Le baroque est un style qui naît en Italie aux XVIe et XVIIe siècles et se répand rapidement dans la plupart des pays d’Europe. Il touche tous les domaines artistiques : sculpture, peinture, littérature, architecture, théâtre et musique. Il se caractérise par l’exagération du mouvement, la surcharge décorative, les effets dramatiques, la tension, l’exubérance et la grandeur parfois pompeuse.
Se remarque ici une impression de mouvement : tous les personnages semblent s’animer. Tous les corps bougent. La vie semble en sortir. Cependant, on peut reconnaître une scène dramatique marquée par le jeu des lumières et la mise en scène théâtrale qui mettent en avant saint Jacques, ses bourreaux et les anges présents à l’arrière-plan à gauche. On assiste à une véritable mise en scène : les anges portent la palme du martyre à saint Jacques, un chien devant l’homme destiné à mourir, etc.
Le même artiste a peint Maurice et Fréderic de Nassau à la bataille de Niewport en 1600 (Paris, musée du Louvre), La Charité (musée des beaux-arts de Rouen), Flore et amours avec des fruits et des guirlandes de fleurs (musée du Louvre), Le Couronnement de la Vierge (Lille, palais des beaux-arts), Renaud et Armide (musée du Louvre), Les Parques et le temps (musée de Grenoble), La Mort de Pyrame et Thisbé (Clermont-Ferrand, musée d'art Roger-Quilliot).

### Sculpture

#### Sculpture romane
Le musée des Augustins conserve une des collections les plus riches au monde en matière de chapiteaux et sculpture de l'époque romane (XIIe siècle). Ces fonds proviennent des trois principaux édifices religieux de Toulouse de cette période : le prieuré de Notre-Dame de la Daurade, la basilique Saint-Sernin et la cathédrale Saint-Étienne.

##### Basilique de la Daurade
Les œuvres romanes de l’église de la Daurade ont été sculptées de trois façons différentes et par trois ateliers : le premier atelier qui marque le début de l’art roman et qui intervient de 1100 à 1110 ; le second qui travaille de 1120 à 1130, et le troisième qui œuvre de 1165 à 1175.
Du premier atelier, visiblement de formation moissagaise, huit chapiteaux appartiennent à la collection romane du musée. Il s’agit de représentations simplifiées de figures petites et trapues, où domine la forme ovoïde du visage. Elles sont statiques, le plus souvent frontales et se dégagent en fort relief du fond nu. Parmi eux Le Festin d’Hérode, Daniel dans la fosse aux lions ainsi que La Danse de Salomé.

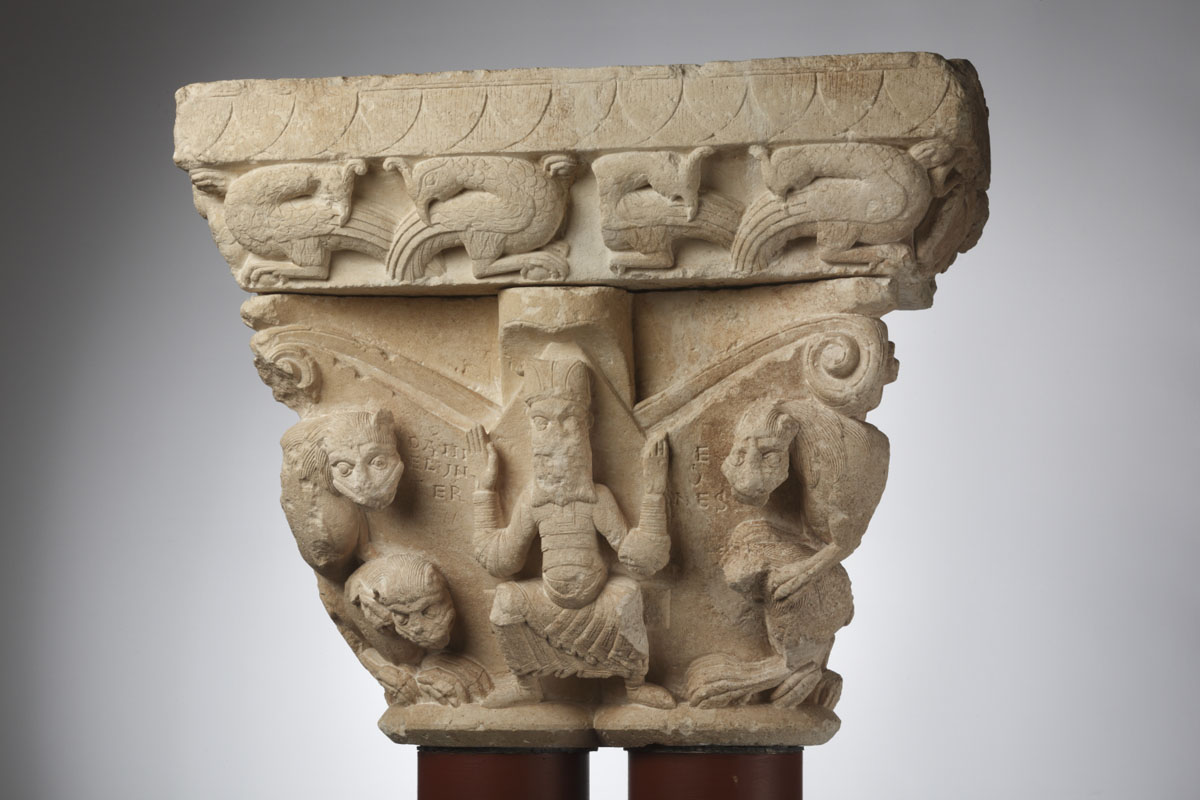
Anonyme toulousain, Daniel dans la fosse aux lions.

Les sculptures qui proviennent du second atelier correspondent à 19 chapiteaux dont 12 historiés sur le thème de la Passion du Christ réunissant les épisodes bibliques allant du lavement des pieds à la Pentecôte. Cet atelier fait ressortir plus de détails : c’est la période de maturité de la sculpture romane avec des scènes plus dynamiques et spirituelles qui produisent une intensité émotionnelle et dramatique. Parmi eux La Victoire sur Satan, La Descente du Christ aux Enfers, L'Arrestation du Christ, Le Lavement des pieds ainsi que La Résurrection du Christ.

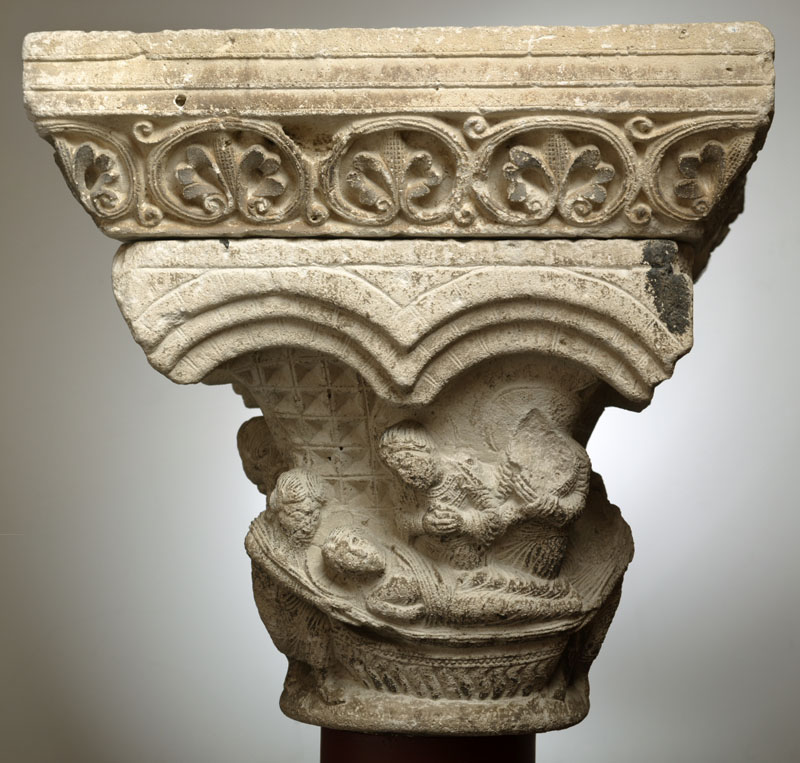
Anonyme toulousain, La Descente du Christ aux Enfers.
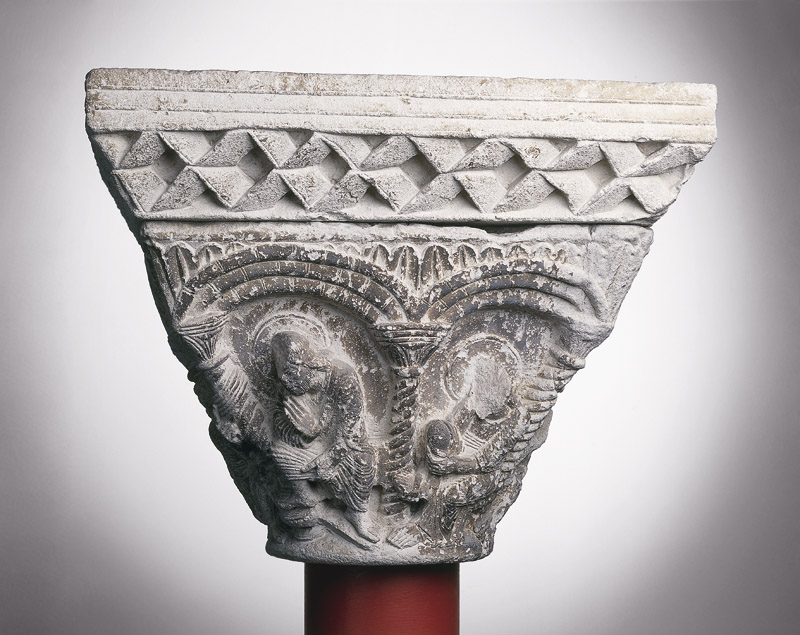
Anonyme toulousain, Le Lavement des pieds.
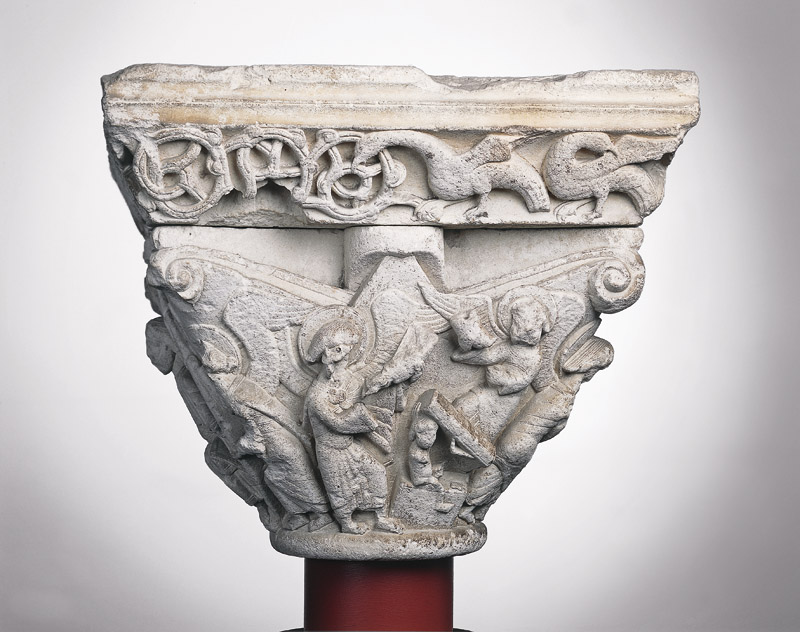
Anonyme toulousain, La Résurrection du Christ.

Enfin, du troisième atelier sont exposées au musée six statues-colonnes, sept reliefs et les chapiteaux-frises qui les surmontent. Les thèmes et les personnages sont principalement des rois, des reines et des prophètes difficilement identifiables. Les thèmes principaux correspondent aux nouvelles réflexions théologiques et en particulier au Nouveau Testament. Le troisième atelier concilie l'ouverture vers le premier art gothique tout en gardant des formes romanes. Sont surtout représentés des ornements et les animaux comme dans La Chasse à l’ours. On compte aussi parmi eux L’Histoire de Job et Le Roi David accordant sa harpe.

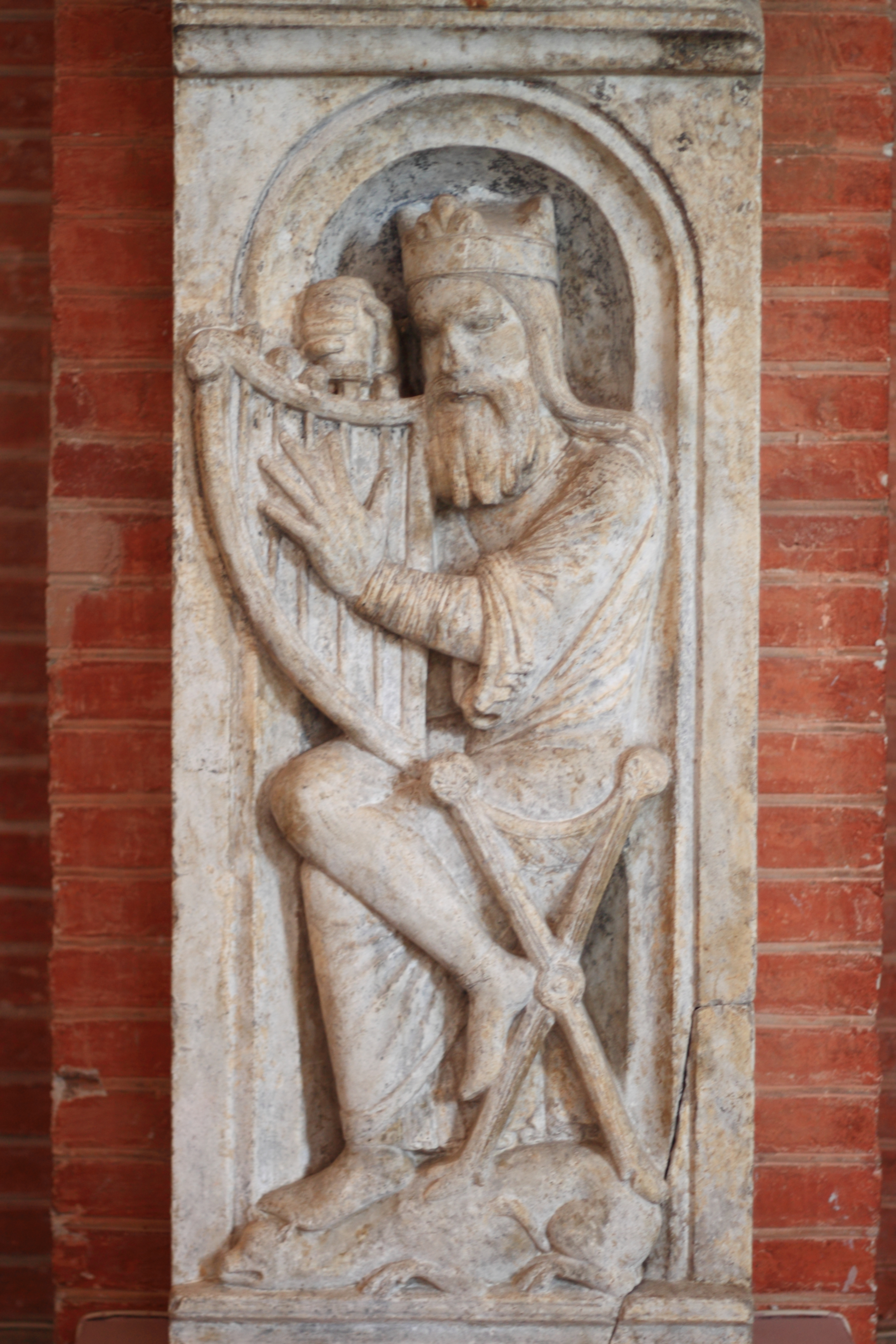
Anonyme toulousain, Le Roi David accordant sa harpe.
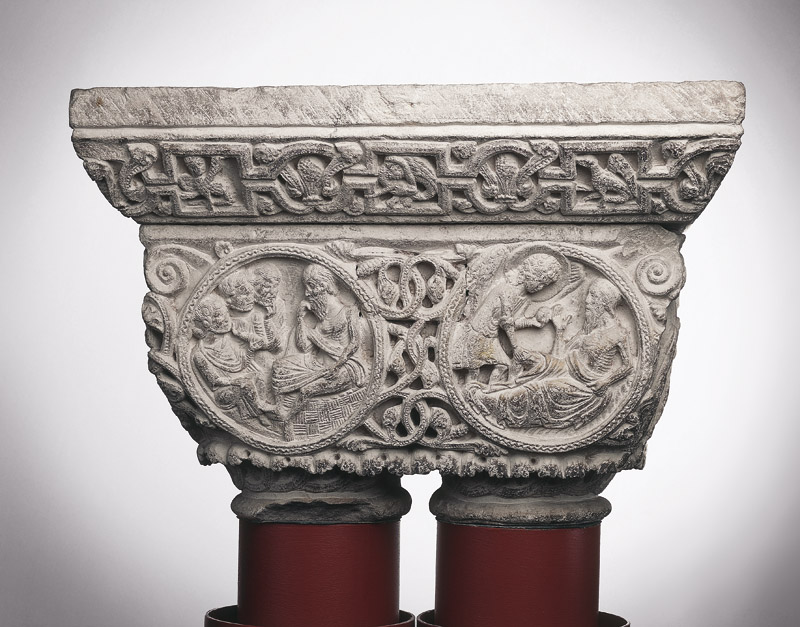
Anonyme toulousain, Scène de Job subissant la maladie dans L’Histoire de Job.
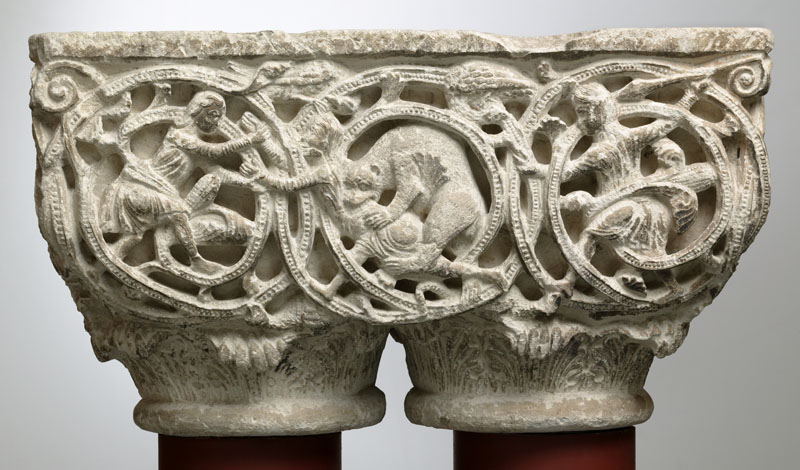
Anonyme toulousain, La Chasse à l'ours.

##### Basilique Saint-Sernin de Toulouse
La basilique Saint-Sernin, commencée vers 1070, est un chef-d’œuvre de l’art roman qui voit se succéder deux campagnes artistiques :
La première, en 1120, est celle qui a laissé inachevé le portail occidental de la basilique. Son style le rapproche de l'art du portail des Orfèvres de Saint-Jacques-de-Compostelle. On retrouve au musée Le Signe du Lion et le Signe du Bélier qui est un haut-relief en marbre qui se trouvait probablement sur un pilier du bras sud du transept, à la porte des Comtes. Ce haut-relief représente deux femmes qui tiennent un lion et un bélier et l’on pense que ce sont des représentations des signes du zodiaque.
La deuxième est celle que l’on peut qualifier d’invisible puisque le cloître construit vers 1120-1140, fut détruit durant le début du XIXe siècle. Ce cloître se situait au nord de la basilique Saint-Sernin à la place de l’actuelle place Saint-Sernin. Treize des chapiteaux qui ornaient ce cloître représentaient principalement des monstres ou des animaux (comme Oiseaux dans des lianes, l’un des 19 chapiteaux qui ont pu être sauvés. C’est un bas-relief en pierre comme la plupart de ces chapiteaux). D’autres sculptures étaient murales comme L’Annonciation, qui date du XIIe siècle.

##### Cathédrale Saint-Étienne de Toulouse
Il ne reste que très peu de vestiges du cloître de la cathédrale Saint-Étienne. On estime à 96 le nombre de chapiteaux qui ornaient cet immense édifice et seulement sept ont été retrouvés. Parmi eux La Mort de saint Jean-Baptiste, œuvre du style de Gilabertus, maître de la sculpture toulousaine du XIIe siècle. On a aussi retrouvé huit bas-reliefs qui représentent le collège apostolique, on pense qu’ils ornaient la salle capitulaire de l’église. Deux d’entre eux sont aussi des œuvres du célèbre artiste Gilabertus (cette signature se trouvait sur le chapiteau), soit Saint André et Saint Thomas.

#### Sculpture gothique

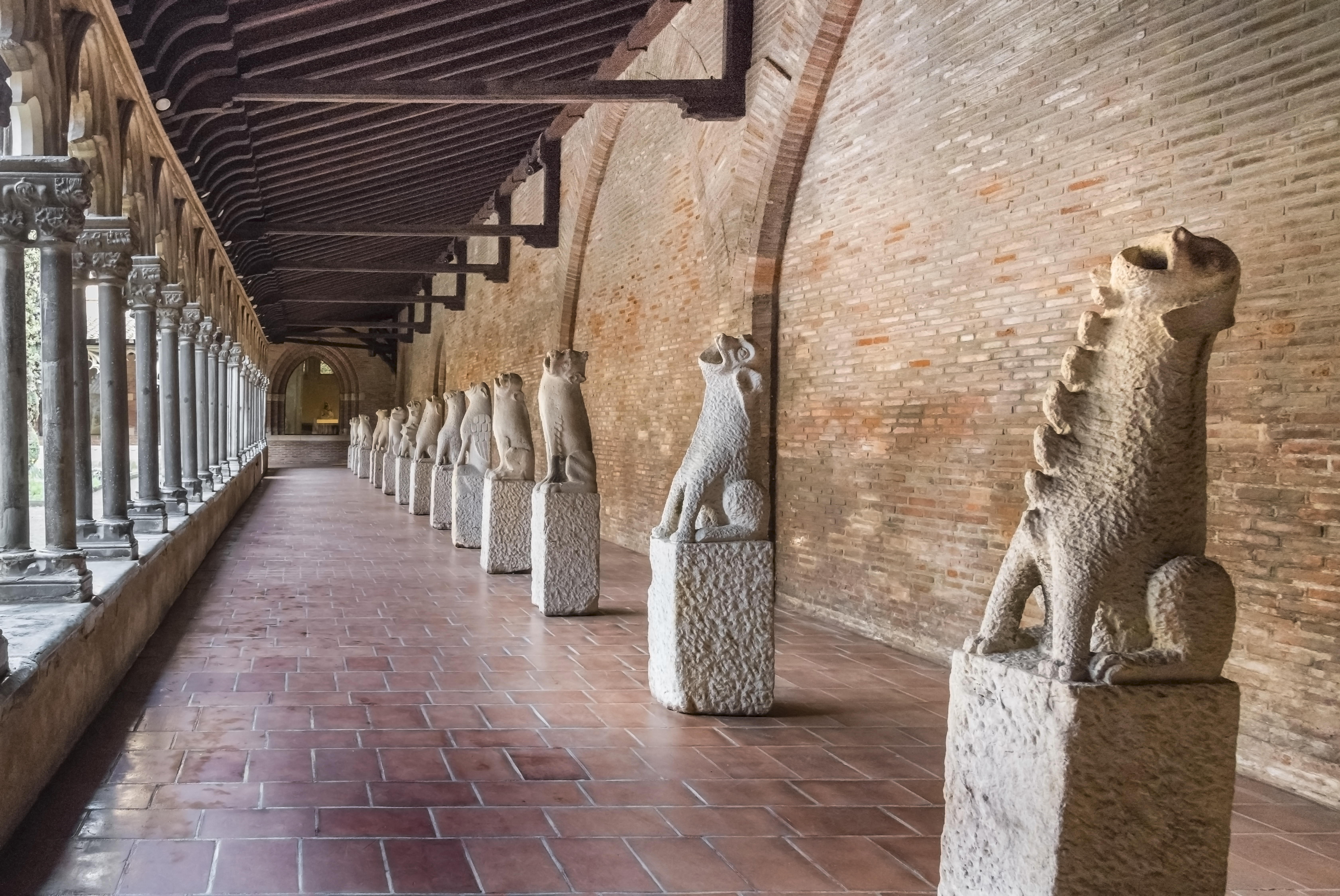
Gargouilles du couvent des Cordeliers dans le cloître du musée des Augustins.

Ce fonds, faisant part belle à la production régionale entre le XIVe et le XVe siècle, rassemble de nombreuses sculptures issues de la chapelle de Rieux (Notre-Dame de Grasse, et les œuvres du maître de Rieux), construite vers 1340 au couvent des Cordeliers. De ce couvent, le musée des Augustins conserve également les gargouilles exposées dans le cloître.

##### Les origines des collections gothiques du musée
Le musée des Augustins conserve près de quatre cents œuvres de style gothique pour la plupart en provenance d’édifices religieux toulousains. Les collections de sculptures gothiques sont commémoratives, funéraires, ou votives. Cette collection du musée se concentre autour du remarquable ensemble de la statuaire de la chapelle de Rieux, du chef-d’œuvre de Nostre-Dame de-Grasse, et de multiples œuvres d’art exposées dans les salles XIVe et XVe siècles du couvent. En dehors des œuvres originaires du couvent des Augustins, la collection fut agrandie par des dons et des achats auxquels la Société archéologique du Midi de la France et ses deux fondateurs, le marquis de la famille de Castellane (l’un des premiers collectionneurs toulousains d’art médiéval) et Alexandre Du Mège participèrent activement. Après le milieu du XIXe siècle, les collections gothiques du musée se complétèrent grâce à la récupération de sculptures menacées par la destruction des édifices religieux toulousains à la suite de la Révolution française. De plus, lors de travaux dans une fosse creusée sur l’ancien site du couvent des Grands Carmes à Toulouse à la fin du XIXe siècle, on retrouva deux statues : un saint Paul et un saint Sébastien. Enfin, un ensemble de neuf sculptures fut découvert lors de fouilles dans le cloître des augustins après le milieu du XXe siècle.

##### Les premières formes gothiques enLanguedoc(XIIIe-XIVesiècle)

###### La fin du monde roman et l’introduction de l’art gothique
Un premier art gothique dans un univers roman
La sculpture gothique du XIIIe siècle est mal perçue en comparaison de l'art roman méridional du XIIe siècle. Alors que l’art gothique est florissant en Île-de-France, cet art est souvent qualifié de « pauvre », de « modeste », voire de « médiocre », et semble annoncer son déclin rapidement en Midi-Pyrénées. Le gothique méridional s’épanouit à la fin du XIIIe siècle marqué par la construction de la cathédrale Sainte-Cécile d'Albi et par le palmier des jacobins de Toulouse. La sculpture gothique du XIIIe siècle marque le lien entre les civilisations romane et gothique.
Un nouvel idéal de pauvreté
Les moines de l’ordre cistercien et les frères mendiants souhaitaient une vie de pauvreté et d’humilité, qui s’exprima dans l’art par une grande sobriété et un dépouillement décoratif. L’ornementation symbolise la richesse et l’orgueil qui furent exclus, et la sculpture figurée disparut. Il s’agissait pour les religieux de faire passer l’éducation non plus par l’image (époque romane) mais par la parole. La sculpture passe au second plan avec pour fonction d’épouser l’architecture. De nouvelles techniques sont mises en œuvre telles que la technique de voûtement sur croisée d’ogives. Le musée expose quelques vestiges de sculptures du début de l’architecture gothique. Par exemple, le chapiteau de Grandselve provenant de l'abbaye de Grand Selve commune de Bouilac (Tarn-et-Garonne) détruite entre 1793 et 1803. C’est un chapiteau engagé de colonnes jumelles, XIIIe siècle. La séparation entre l’art roman et l’art gothique est difficilement définissable. On abandonne doucement la figuration animale et la scène historiée de l’art roman au profit de motifs végétaux. Ce type de chapiteau cistercien contribua à la création d’un nouveau répertoire décoratif ou une flore naturaliste proliféra.

###### L’art gothiqueseptentrional
C’est au cours du dernier tiers du XIIIe siècle que l’art gothique prit de l’ampleur dans le Midi de la France. Les cathédrales méridionales furent rénovées ou reconstruites grâce à l’introduction de l’art gothique en provenance du Nord de la France. On réalisa des œuvres ambitieuses comparables aux plus grandes créations d’art gothique d’Île-de-France. En même temps, les ordres mendiants prospèrent soutenus par les fidèles persuadés de leurs talents d’orateurs et par la pauvreté opposée à l’opulence du clergé séculier. Cela permit l’agrandissement des édifices religieux. De plus, les sculptures laïques furent acceptées au sein des couvents ce qui engendra l’essor de l’art funéraire et les églises s’ornèrent de belles architectures voûtées ou les clefs et les chapiteaux devinrent indispensables.

###### Vers une nouvelle sculpture figurée au début duXIVesiècle
L’ensemble des Cordeliers
L’église du couvent des Cordeliers qui abritait les frères franciscains fit l’objet de nombreux travaux à la fin du XIIIe siècle au début du XIVe siècle. Elle fut transformée par une belle architecture en brique dans le style gothique méridional. À la fin du XVIIIe siècle, elle fut sécularisée, et vendue en plusieurs lots. Le cloître, la chapelle de rieux et les bâtiments conventuels disparurent. Enfin, l’édifice fut ravagé par un incendie qui causa de grands ravages, et la municipalité de Toulouse décida alors de le détruire. On en conserva quinze gargouilles et cinq clés de voûtes ornées de figures en pied permettant d’attester d’un art florissant au XIVe siècle. Ces dernières sont en très bon état de conservation : on peut remarquer quelques traces de leur ancienne polychromie. Elle représente le Christ en Majesté, la vierge à l’enfant, saint François d’Assise, un cardinal et un évêque.
La flore naturaliste
Le feuillage devient incontournable avec l’irruption de l’art gothique dans le milieu Méridional. La nouveauté gothique se trouve dans la recherche du naturalisme floral qui entraîna un large répertoire de fleurs gothiques. Le musée conserve un cul-de-lampe datant de la première moitié du XIIIe siècle qui provient probablement de l’église de Rabastens. La corbeille est sculptée de grandes feuilles de figuier. Les tailloirs ornés du monde roman disparaissent et les abaques ne sont plus marqués que par des moulures. Un chapiteau fin XIIIe siècle voit ses voûtes d’angles remplacées par des bouquets dont les tiges structurent la corbeille arrondie laissée visible sous un décor non couvrant. Les astragales perdent leurs formes arrondies pour des profils en amande.

##### Les nouvelles orientations du gothique languedocien dans la deuxième moitié duXIVesiècle
Cette période marqua un tournant en Occident et connut une longue série de crises : peste noire, chute démographique, épidémies régulières graves, guerre de Cent Ans. Or, cela n’empêcha pourtant pas Toulouse et le Languedoc de maintenir l’activité des ateliers. Ces derniers lancèrent un renouveau tant dans la forme que dans le fond préparant ainsi le nouvel essor de la fin du Moyen Âge.

###### Les décors de bas-reliefs
Au cours du XIVe siècle la sculpture languedocienne orna non seulement l’extérieur des bâtiments mais également l’intérieur. Ce mouvement ouvrit la porte à une nouvelle forme d’expression concentrée sur les jubés, clôtures du chœur, retables ou autres plaques en bas-reliefs. L’art du XIVe siècle développa un langage narratif dans lequel la vie des saints était divisée en une succession de scènes formant un récit cohérent. On laissa place à l’anecdote, à une narration où l’humanité occupe une place centrale. Le musée conserve deux plaques sculptées, selon le marquis de Castellane, elles appartenaient autrefois aux constructions qui entouraient la basilique Saint-Sernin de Toulouse. L’une représente la consécration épiscopale, l’autre un personnage en prière dans une forêt.

###### Le thème de la passion du Christ à la fin duXIVesiècle
À cette époque, l’évolution des consciences entraîna des changements iconographiques : la douleur du sauveur envahit les images. Cette mutation fut intensifiée par un climat d’angoisse du fait du contexte de crise religieuse, des épidémies et des guerres. Ceci sensibilisa la population à la prise de conscience sur la précarité de la vie, incitant les fidèles à s’occuper de leur décès et de leur salut. D’autre part, les dévotions connurent aussi des transformations : elles exaltèrent la Passion du Christ et son incarnation humaine en exprimant la souffrance à travers les représentations. Celles-ci véhiculaient une émotion directement accessible aux fidèles et trouvaient une justification dans la recherche du salut, elles étaient considérées comme nécessaires dans cette quête. Le soubassement d’un tombeau au musée représente la crucifixion avec la Vierge et saint Jean. Ainsi, la crucifixion est préférée à la descente de croix qui met en avant le drame vécu d’une mère pleurant son fils dans un contact direct et sensible.

##### Le nouvel essor en Languedoc gothique auXVesiècle

###### L’art de l’albâtre
Ces sculptures sont de rares exemples d’art étranger dans les collections du musée des Augustins. L’albâtre anglais profita d’un franc succès à la fin du Moyen Âge au sein des églises du Sud-Ouest de la France. La ville de Nottingham est le centre connu le plus actif pour la sculpture sur albâtre. Cet art se développe à partir du milieu du XIVe siècle. L’albâtre est une roche de sulfate de calcium malléable qui permet un travail rapide et minutieux et qui sèche au contact de l’art. Cette pierre est comparable au marbre poli mais elle est moins onéreuse. Le retable de Notre-Dame du Bourg de Rabastens grâce à son ampleur occupe une place importante dans les collections du musée. De plus, cet ensemble quasi complet de dix panneaux reste en état presque parfait de conservation : la surface, a gardé en grande partie sa dorure et sa polychromie d’origine. Il provient du cabinet d’Alexandre Du Mège qui l’a acquis en 1839.

###### Le renouveau artistique: l’influence bourguignonne et le style languedocien

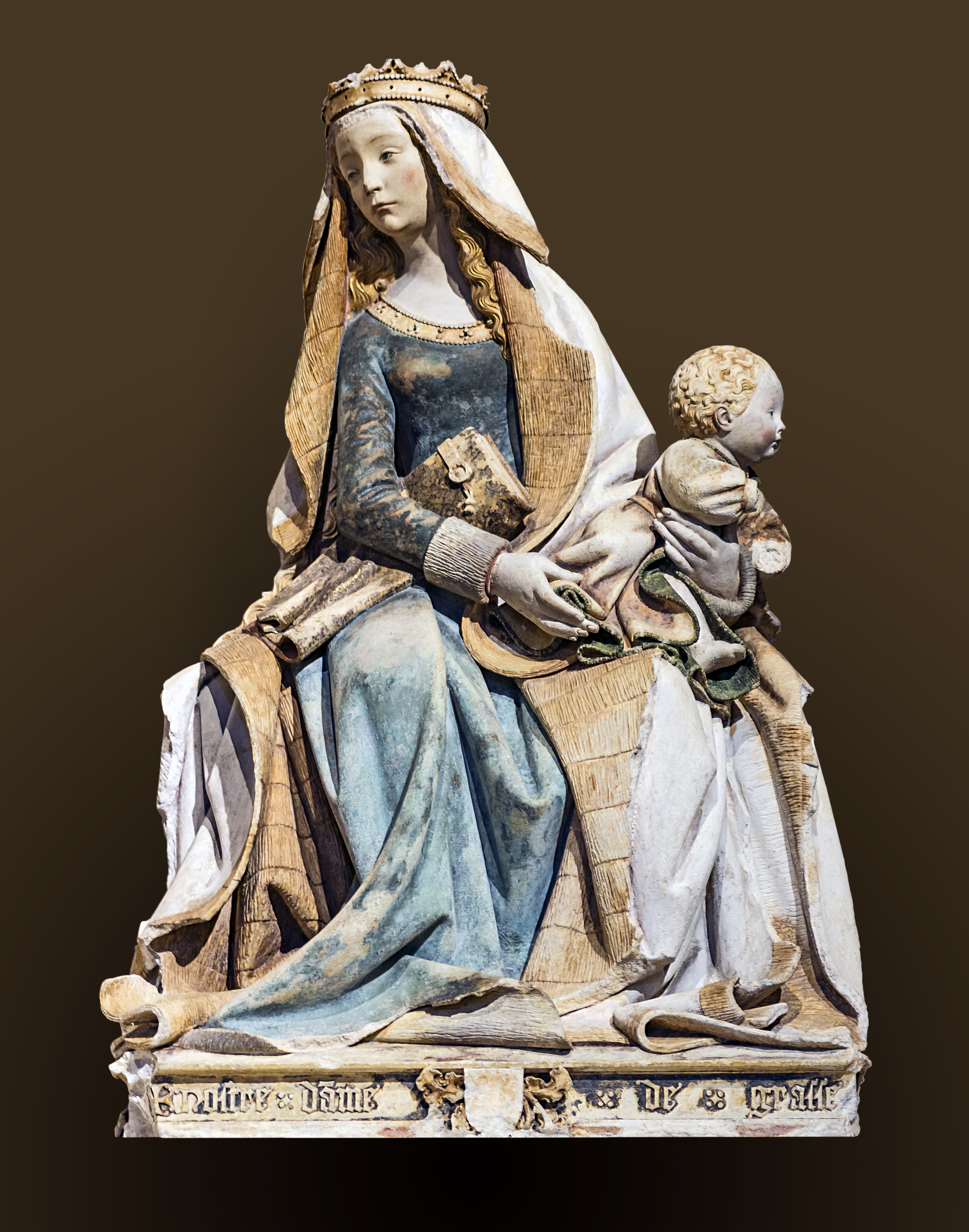
Notre-Dame de Grasse.

À la fin du XIVe siècle le renouveau artistique est introduit par les sculpteurs bourguignons. Ce sont les artistes flamands travaillant à la cour bourguignonne qui apportent de nouvelles perspectives à la sculpture française dans un élan de réalisme et d’expressivité. L’art bourguignon fut probablement introduit dans le sud de la France par un Lyonnais nommé Jacques Morel. Il inspira les artistes méridionaux qui inaugurèrent la sculpture de la fin du Moyen Âge.
Ainsi, la ville de Toulouse vit son premier chef-d’œuvre du XVe siècle : Notre-Dame-de Grasse. La statue est datée de la fin du XVe siècle. Elle a conservé une bonne part de sa polychromie. Elle souleva de nombreuses interrogations tant sur son origine que sur son style ou sur son iconographie. Elle représente une vierge assise avec l’enfant jésus posé sur son genou gauche, il essaye de se dégager de l’étreinte de Marie. Les deux figures dans un élan spontané se tournent chacune de son côté. On en déduit donc la présence de figures disposées de part et d’autre. Le lourd manteau de la Vierge est orné de fourrure et de plis savamment représentés. La vierge fait preuve d’une finesse et d’une délicate fragilité empreinte de réalisme et d’idéalisation, son visage est tendre et mélancolique. L’Enfant Jésus est un charmant nourrisson, bébé joufflu et turbulent. Il sort un petit pied potelé de sa tunique en tentant de s’échapper.

###### Du gothique à la Renaissance

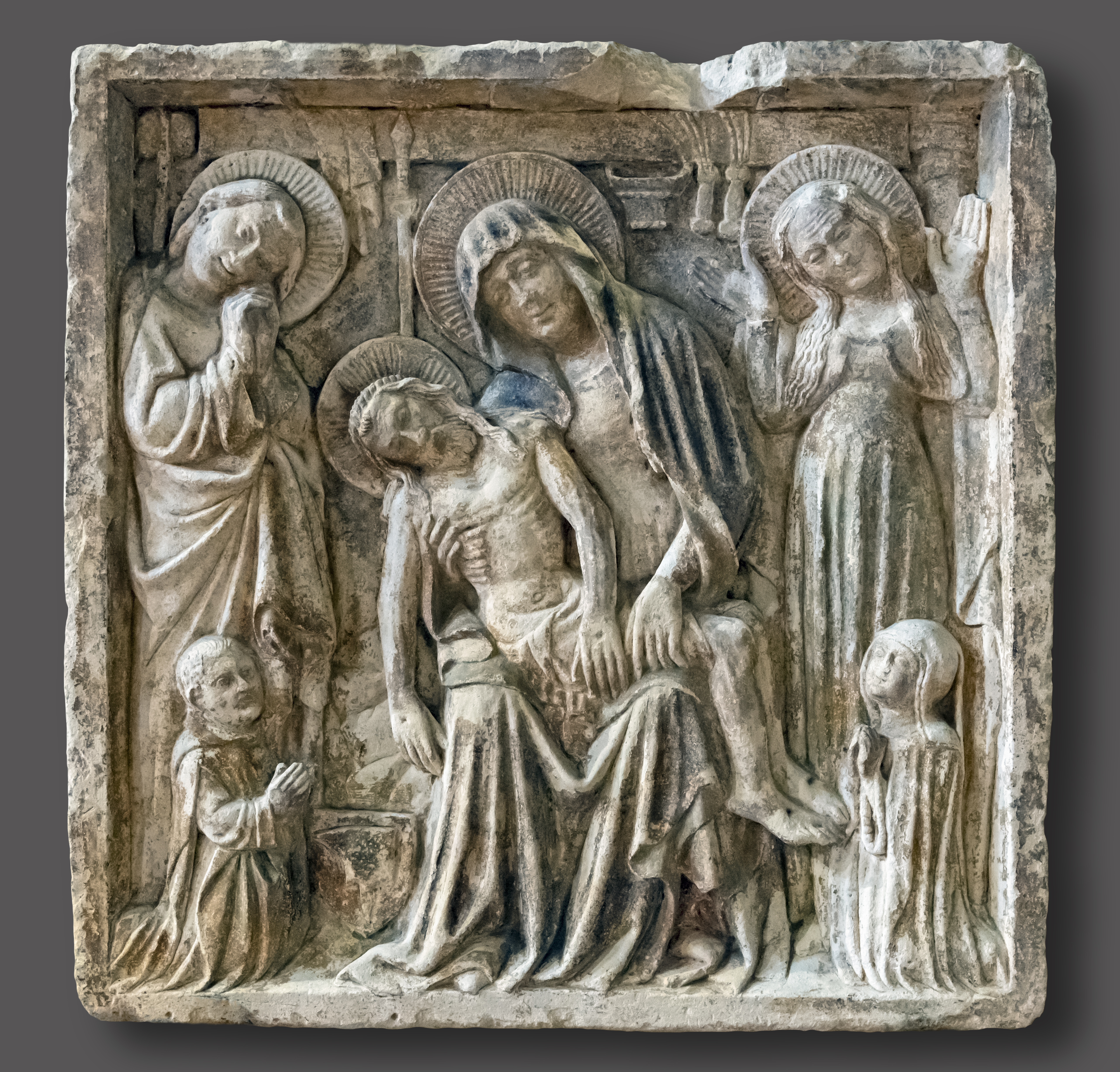
Vierge de Pitié devant les instruments de la Passion.

Les collections de la fin du Moyen Âge sont d’une telle qualité qu’elles attestent la présence d’artistes talentueux dans la région. Le style est enrichi par l’activité d’ateliers de renom déplacés dans le sud-ouest. Ces ateliers inaugurent un renouvellement de formes et l’intégration de nouveautés apprises auprès de sculpteurs italiens au service de grands seigneurs français. On y trouve de l’élégance et de la douceur. La transition de l’art gothique à l’art de la Renaissance s’annonce doucement sans signes majeurs.
Situé entre la descente de croix et la Mise au tombeau, le thème de la Piéta n’est pas traité par les évangiles. La piéta concentre le drame sur la figure douloureuse de la Vierge Marie subissant le martyre de son fils, le Christ mort. C’est un sujet qui fut particulièrement repris au Moyen Âge, la posture de jésus permettant d’intégrer la recherche anatomique. Le musée abrite un piéta avec Jean et Marie Madeleine datant du dernier quart du XVe siècle en pierre polychrome. Il y a également deux statues de Saint Sébastien exposées présentant un même sens de l’observation de l’anatomie. Ce sont des statues isolées qui participèrent à l’émergence de la ronde-bosse. Le Saint Michel amorce une rotation qui lui permet de se développer en profondeur et de prendre davantage possession d’un espace en trois dimensions. On retrouve le souci du détail de l’art gothique, mais le mouvement est bien différent des poses gothiques.
La recherche plastique amorce la fin de l’art gothique en Languedoc au début du XVIe siècle. Les mouvements des corps sont suggérés sous l’étoffe des drapés dépourvus du tumulte gothique et semble annoncer l’avènement de la Renaissance. La statue d’une Sainte Femme permet de deviner un corps féminin en mouvement sous les étoffes. La coiffure est de style gothique mais les mèches qui s’en échappent seront largement utilisées à la Renaissance.

#### Sculpture de la Renaissance

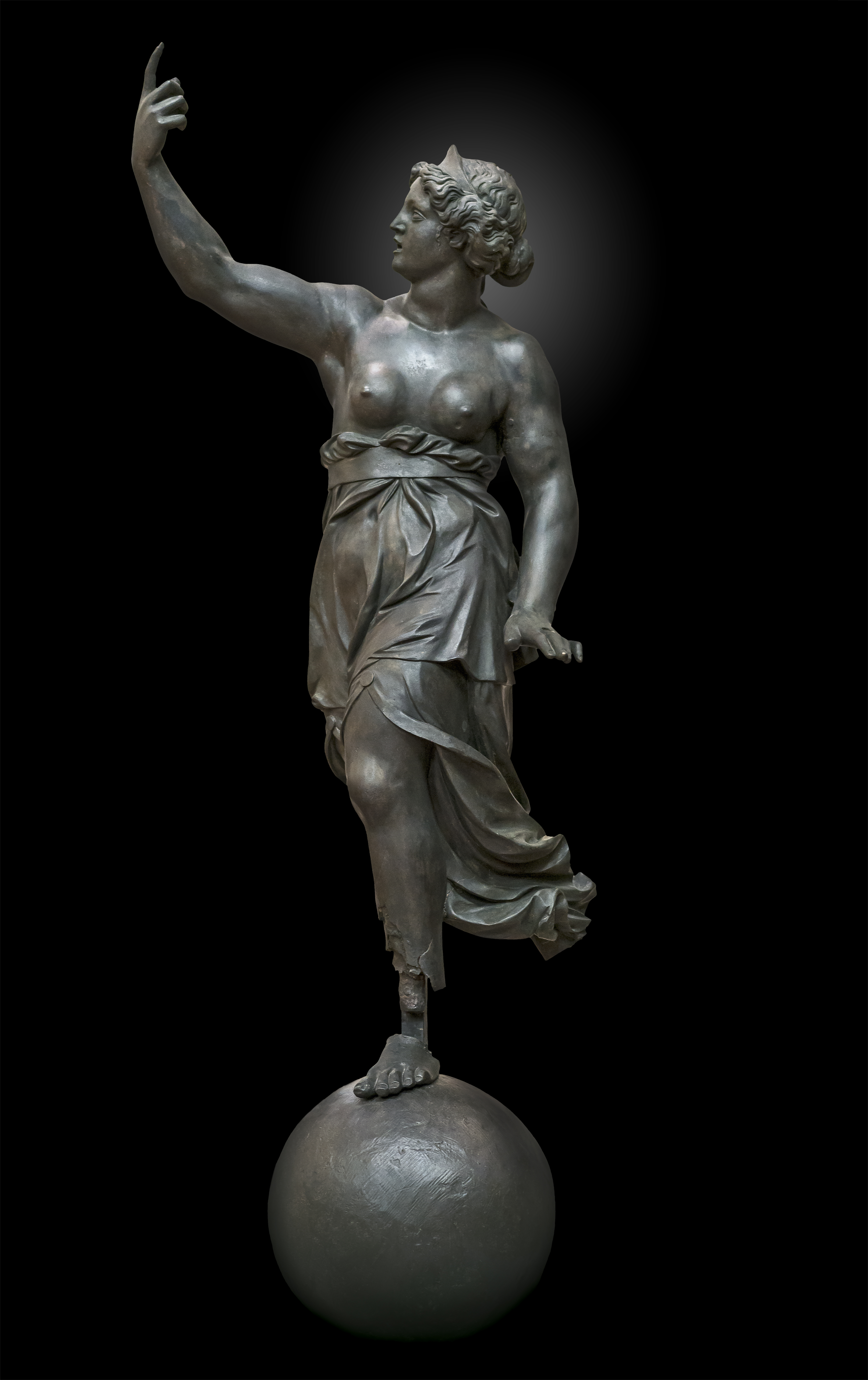
Jean Rancy, Dame Tholose (1550). Bronze de la Renaissance.

On peut y découvrir un ensemble remarquable « et unique » de huit personnages en terre cuite datant du XVIe siècle et attribué à Jean Bauduy. Ces huit statues proviennent de l'abbatiale Saint-Sernin et avaient été déposées par Viollet-le-Duc pour privilégier une restauration d'esprit roman. D'un réalisme brutal et d'une très grande qualité artistique, elles ont frappé les imaginations. Aujourd'hui, on s'accorde pour considérer qu'elles représentent des prophètes et des sybilles.

Œuvres de Jean Bauduy
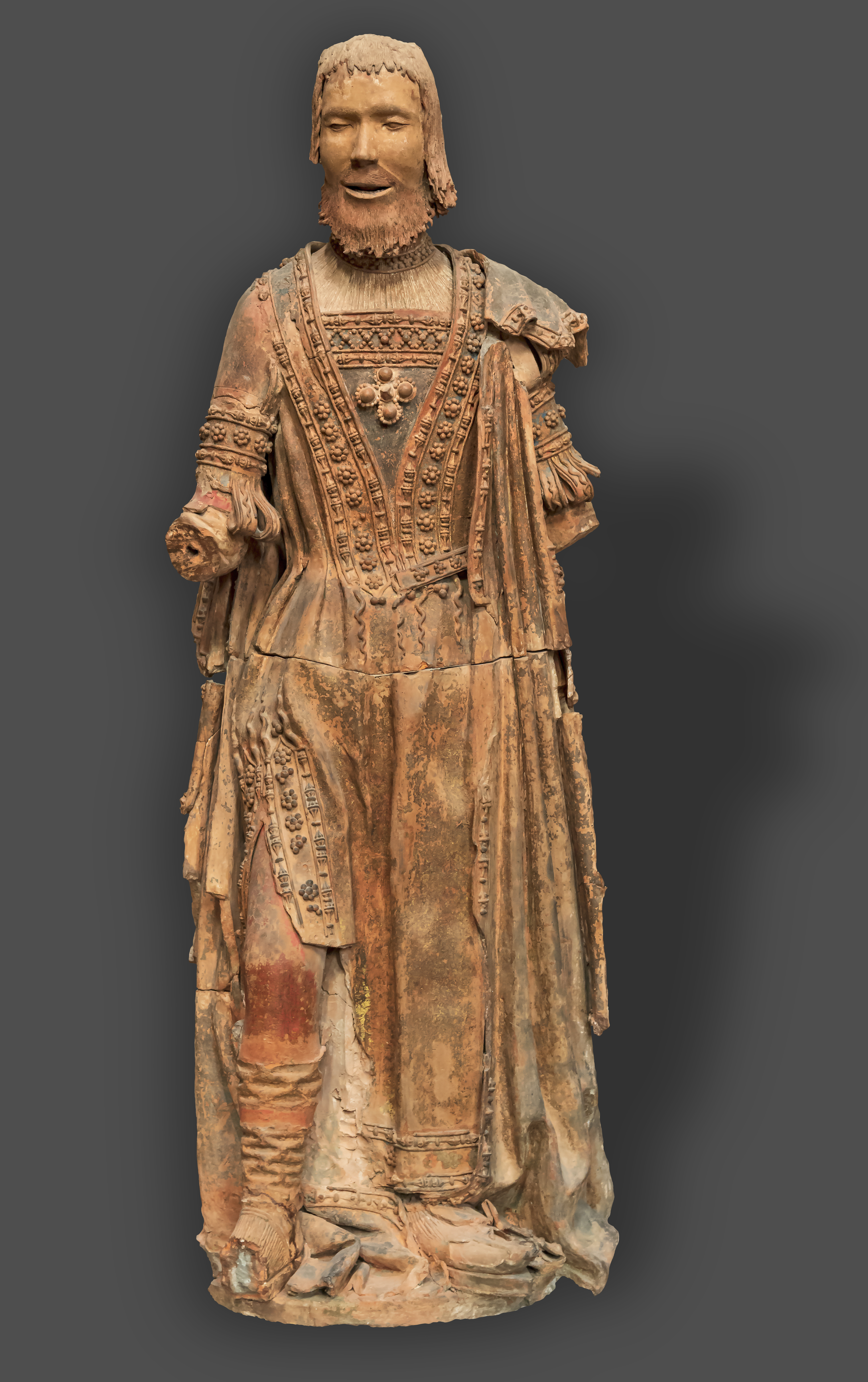
Prophète.
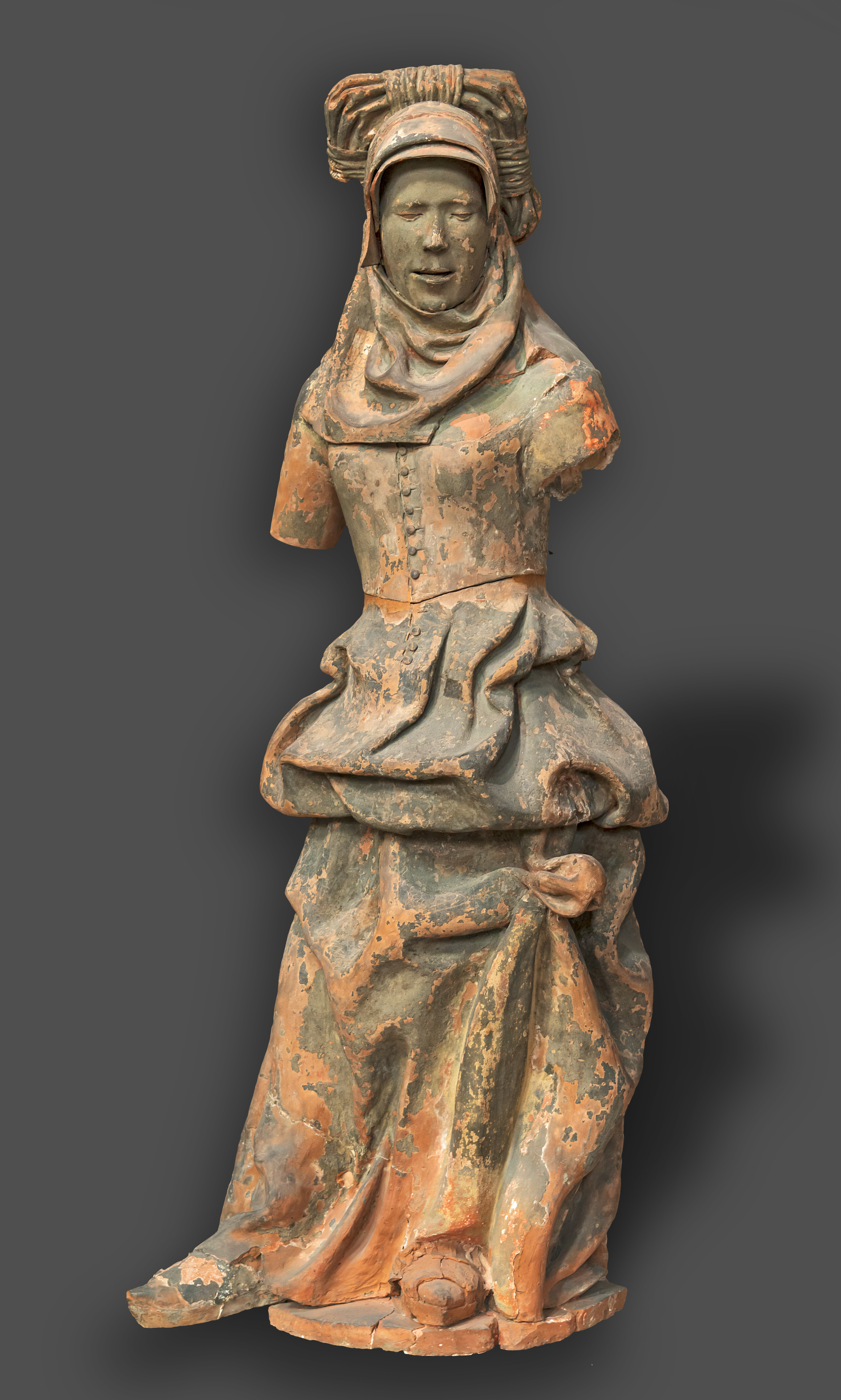
Sibylle .
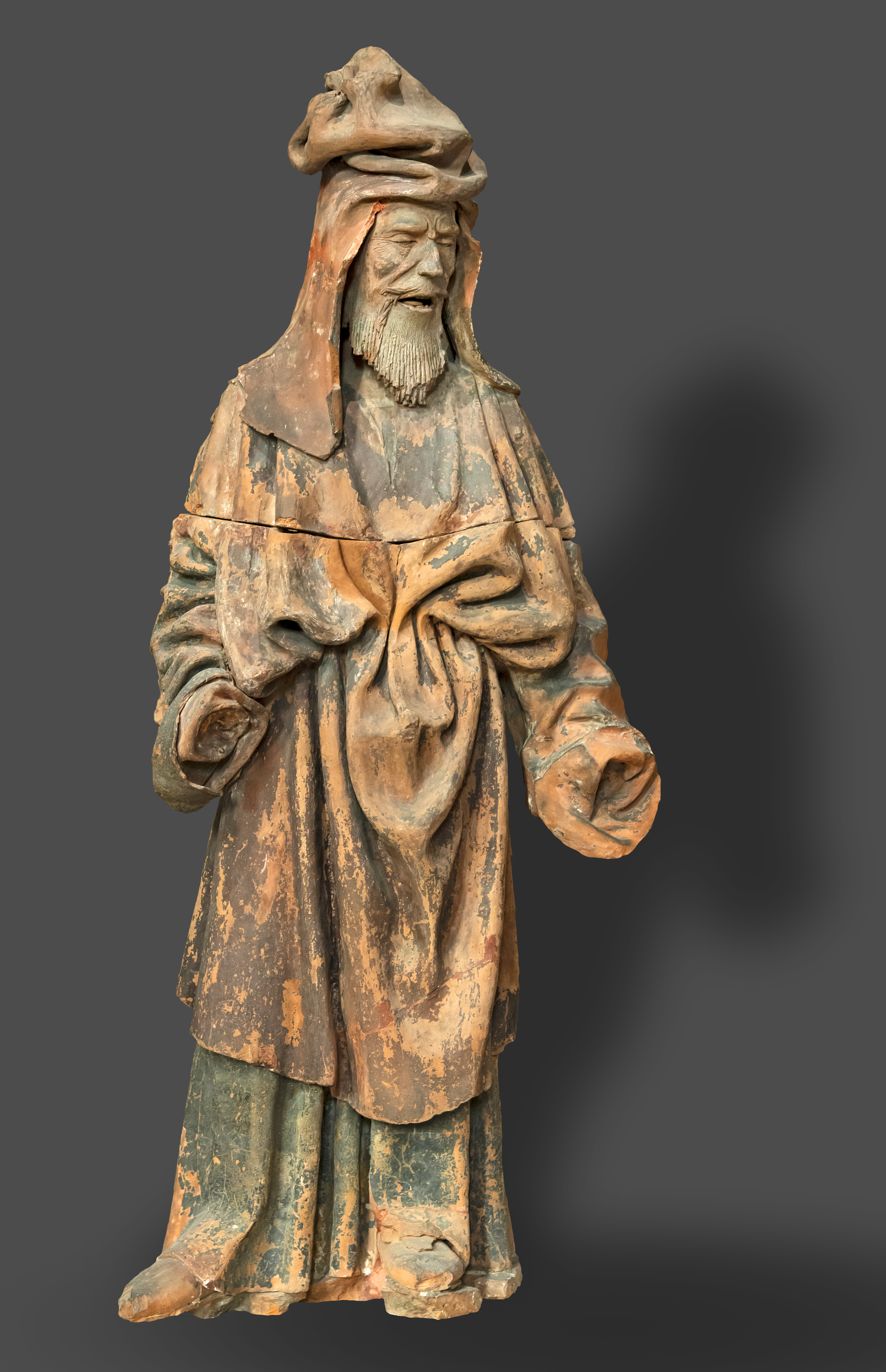
Prophète.
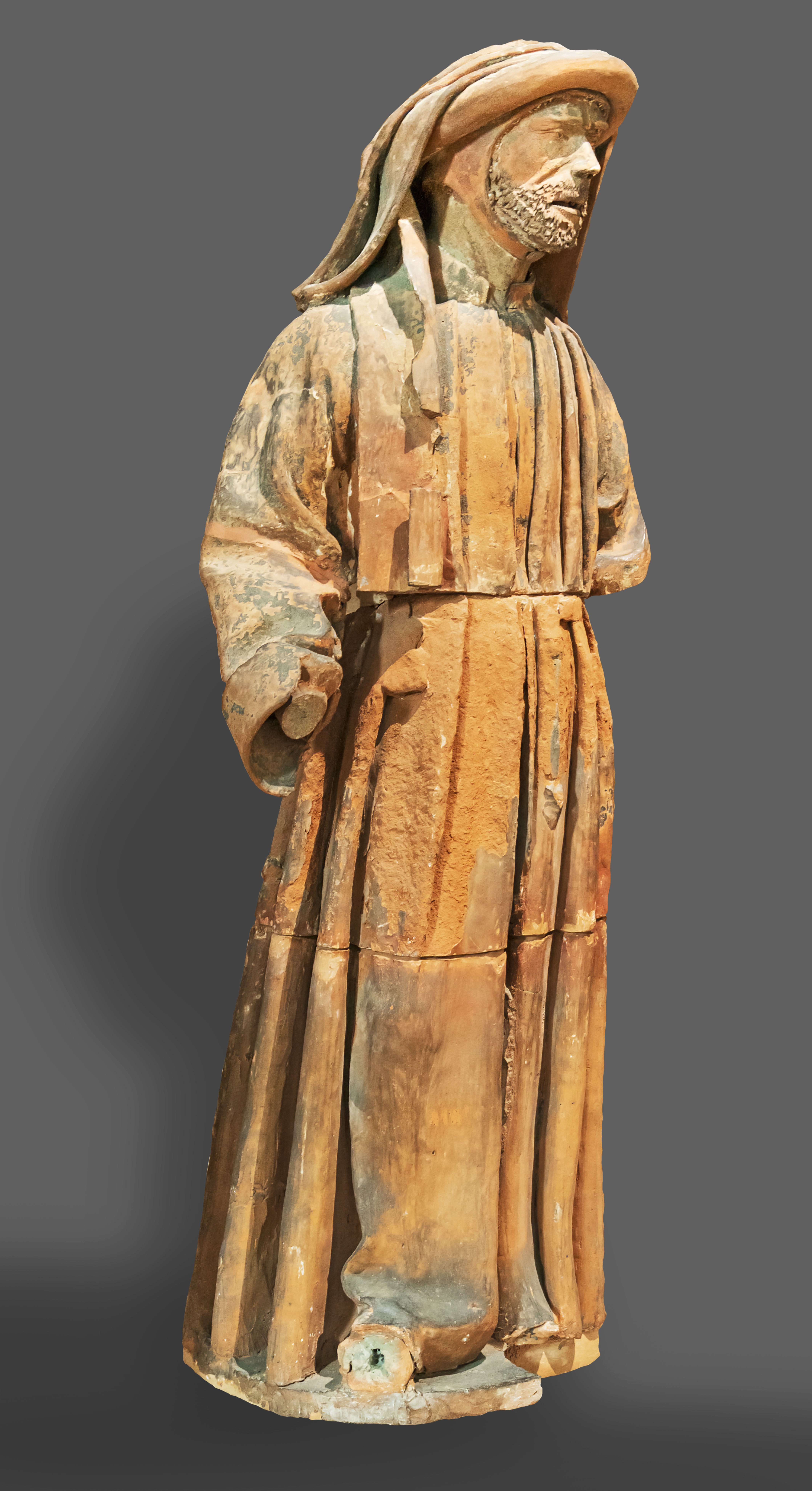
Prophète.
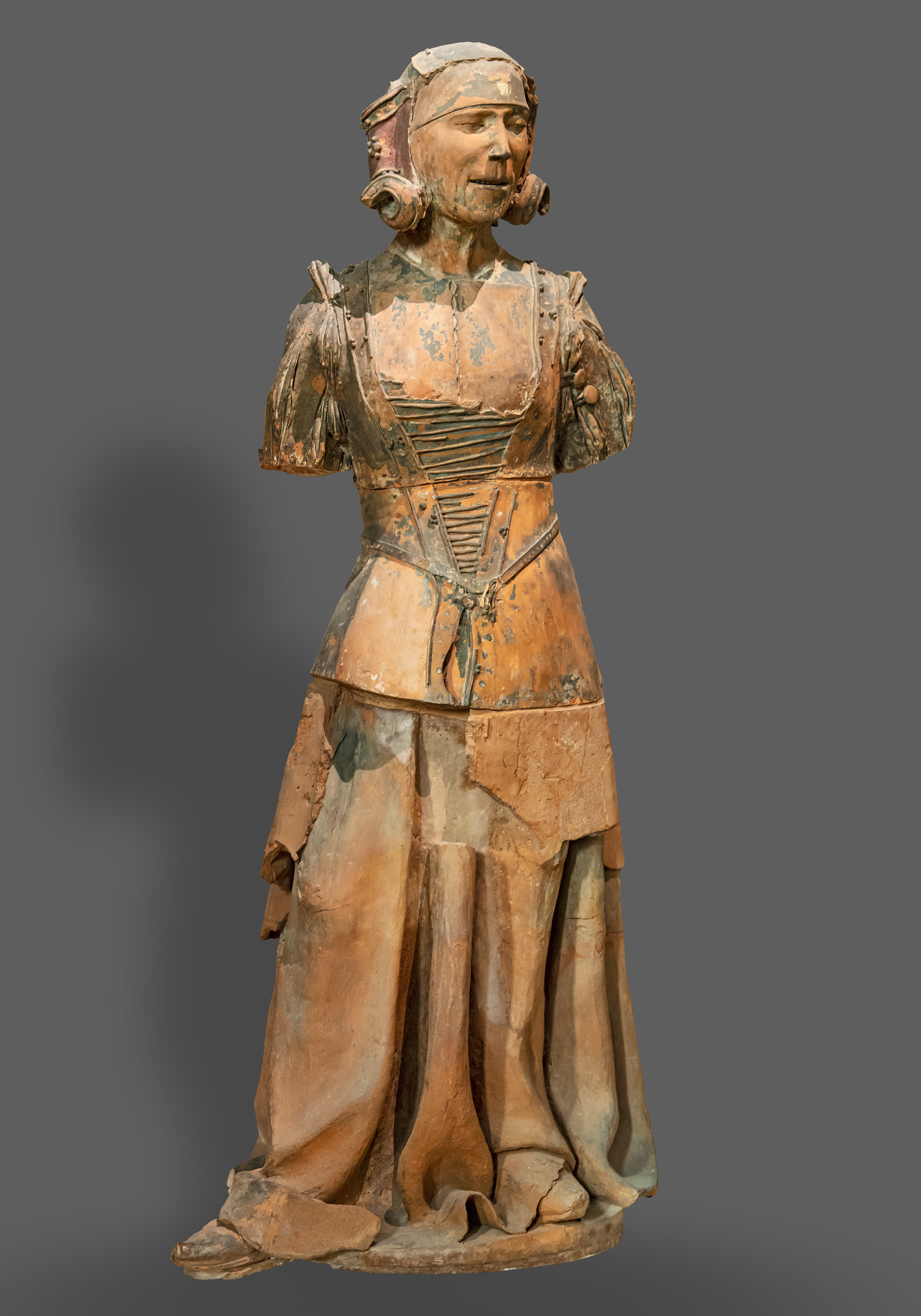
Sibylle.
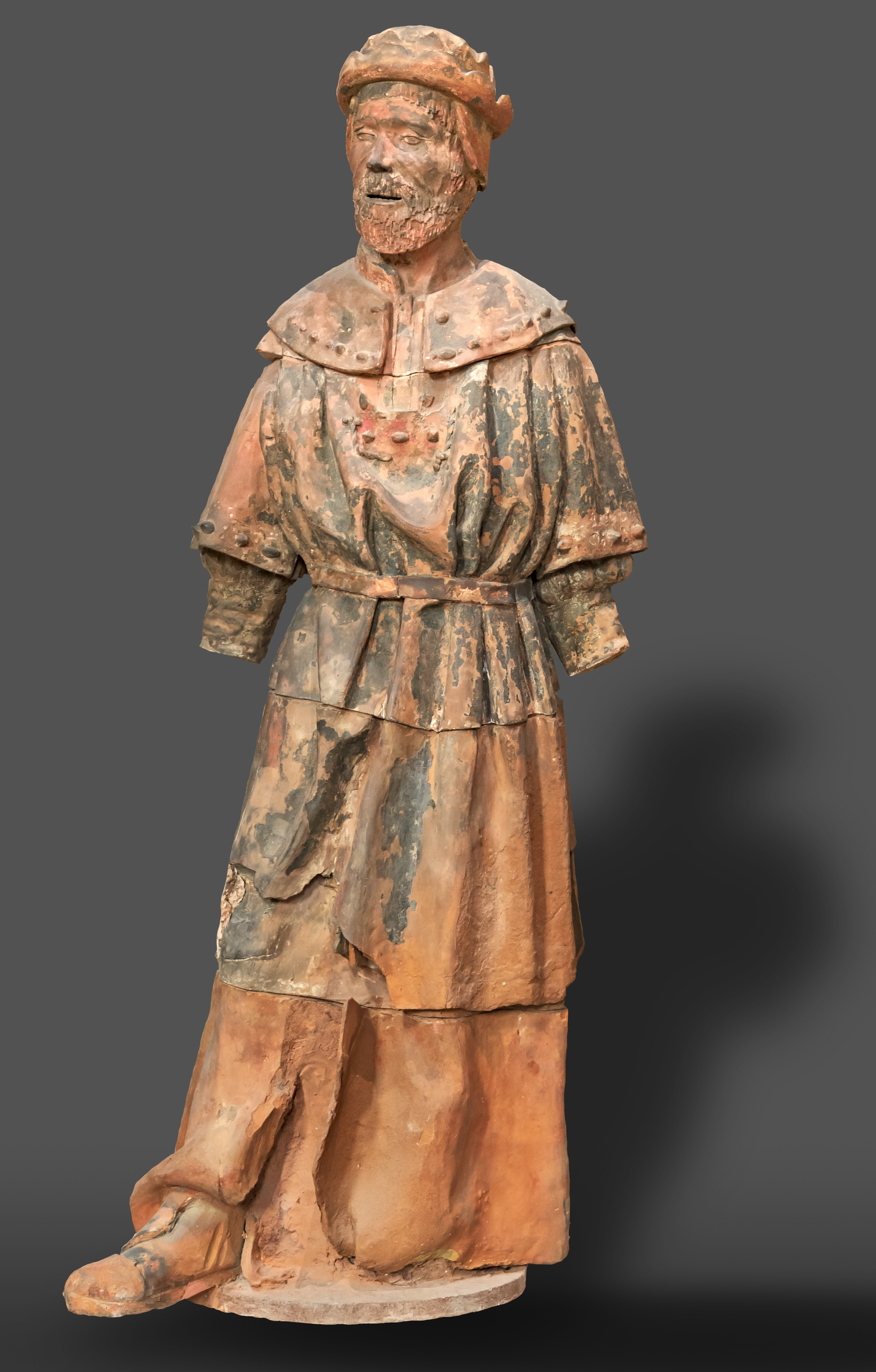
David.

#### Sculpture desXIXeetXXesiècles
Après avoir été le privilège de l'Église et des princes, la sculpture du XIXe siècle se démocratise. Son essor est facilité par de très nombreuses commandes publiques. En toile de fond, il y a la transformation urbaine, la sécularisation de la société et le développement d'une bourgeoisie fortunée avec son goût pour la statuaire des monuments funéraires et pour les petites pièces en bronze. Les commandes de l’État sont accompagnées de vastes programmes d’urbanisme où la sculpture tient lieu d’ornement sur les principaux monuments, les espaces publics et les cimetières. La sculpture du XIXe siècle est remarquable par sa richesse et la diversité de ses sujets, de ses techniques, l'ampleur de ses réalisations.
Toulouse, comme beaucoup d’autres villes, fut marquée par les grands projets d’urbanisme et le développement de sculptures commémoratives ou funéraires au XIXe siècle. Pour le XIXe siècle, le musée des Augustins conserve un fonds remarquable de par son ampleur et la qualité de ses sculptures. L'école toulousaine, qui s'est formée autour de la personnalité de son chef de file, Alexandre Falguière, à l'École des beaux-arts de Paris, est évidemment particulièrement présente.
Le musée présente, dans l’escalier monumental Viollet-le-Duc (1882), des chefs-d’œuvre de sculpteurs toulousains. À ces sculptures s’ajoutent des bustes d'Auguste Rodin et de Camille Claudel présentés dans le Salon Rouge.
Le musée des Augustin conserve nombre d’œuvres en bronze ou marbre et plâtres originaux, comme David vainqueur de Goliath d’Antonin Mercié (1870), élève d'Alexandre Falguière.

##### Les courants du débutXIXesiècle
Le XIXe siècle est marqué, dans la sculpture, par le néoclassicisme. Apparu à la Renaissance mais surtout utilisé au XIXe siècle, le néoclassicisme, qui signifie « inspiré de l'Antique », s'est développé à la fin du XVIIIe siècle dans un contexte de découvertes archéologiques. Dans le domaine de la sculpture, c’est la recherche de la beauté idéale avec ses nudités héroïques et ses drapés à l'antique. Le néoclassique ne s’achèvera, pour la sculpture, qu’au milieu du XIXe siècle.

##### Alexandre Falguière (1831-1900) – Un sculpteur majeur de la Troisième République.
Diplômé des Beaux-Arts de Paris, Alexandre Falguière est considéré comme un sculpteur majeur de la Troisième République. Très attaché à l’art antique, le jeune sculpteur réalise sa principale œuvre de jeunesse, le Faune à la grappe.
Plus tard, Falguière choisit de traiter un sujet inspiré d’un roman de l’archevêque de Westminster et réalise Tarcisius martyr chrétien en 1868. Tarcisius est un jeune chrétien qui fut pris au piège par des païens alors qu’il portait l’eucharistie à des martyrs lyonnais condamnés à être livrés aux fauves. Il fut lapidé pour avoir voulu sauver l’hostie de la profanation.
Au contraire de nombreux sculpteurs de son époque, Alexandre Falguière s’appliqua à converser la tradition des sujets mythologiques tout en y ajoutant une touche de réalisme. Par exemple, il choisit de réaliser une Nymphe chasseresse (1888) en s’appuyant sur les traits physiques des femmes de son époque et non de celles de l’Antiquité. C’est pourquoi cette nymphe chasseresse, probablement au service d’Artémis, est représentée avec des rondeurs et des cheveux courts et ondulés, caractéristiques de la mode de la fin des années 1880.
De même, la sculpture de Junon ou La Femme au paon est en rupture avec l’art antique car cette femme est représentée avec une expression plus intériorisée et une étrangeté proche du courant symboliste.
Lorsque le projet de Monument à Balzac d'Auguste Rodin fut définitivement refusé par leurs commanditaires, la commande fut confiée à Falguière, lequel entretenait des relations amicales avec Rodin.
Vers 1820, les jeunes artistes tentent de se détacher des contraintes antiquisantes du néoclassicisme pour se tourner vers un mouvement plus naturaliste et romantique. La période romantique durera une vingtaine d'années. Ce courant est caractérisé par l’attention à l’individu et aux passions, ainsi qu’à la littérature et l’histoire nationale. Certains artistes, encore non détachés du culte de l’Antiquité classique, feront des œuvres d’inspiration antique avec une approche naturaliste et la représentation de la nudité. Certaines œuvres comme Chloris caressée par Zéphir (1849, James Pradier) sont présentes dans les collections du musée.

Œuvres d'Alexandre Falguière
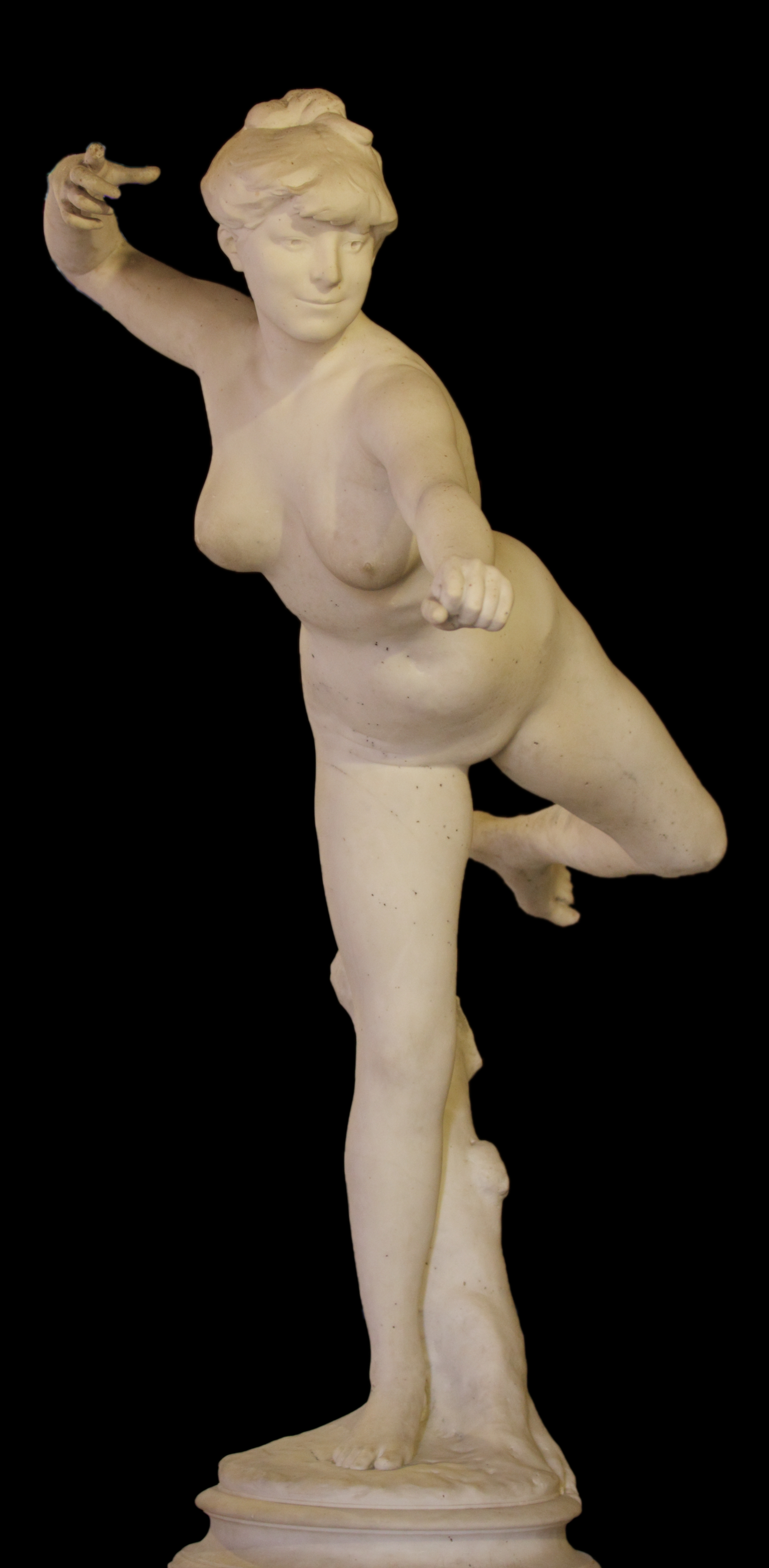
Nymphe Chasseresse.
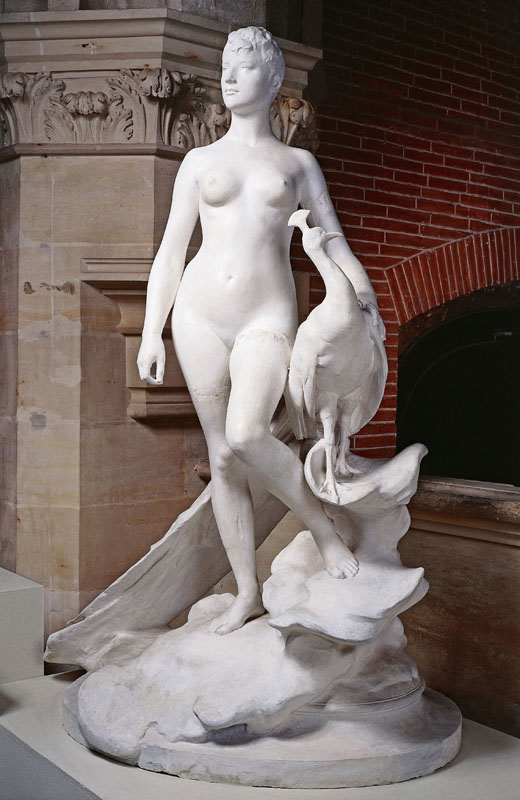
La Femme au paon.
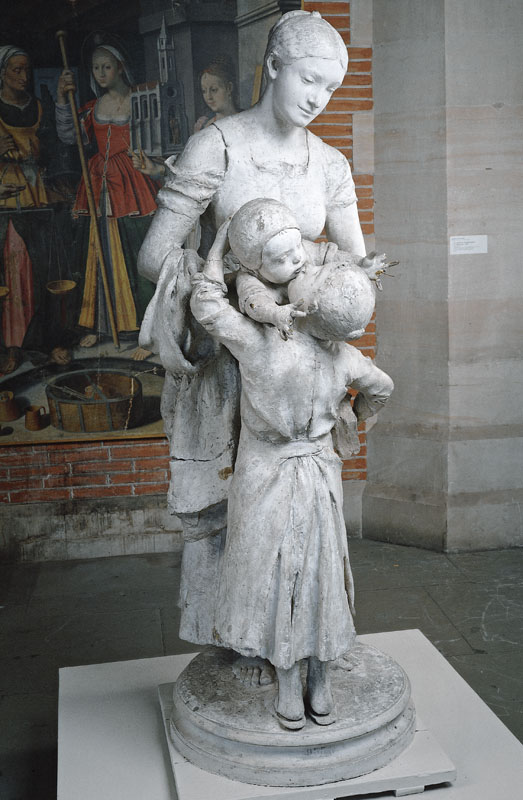
À la porte de l'école.
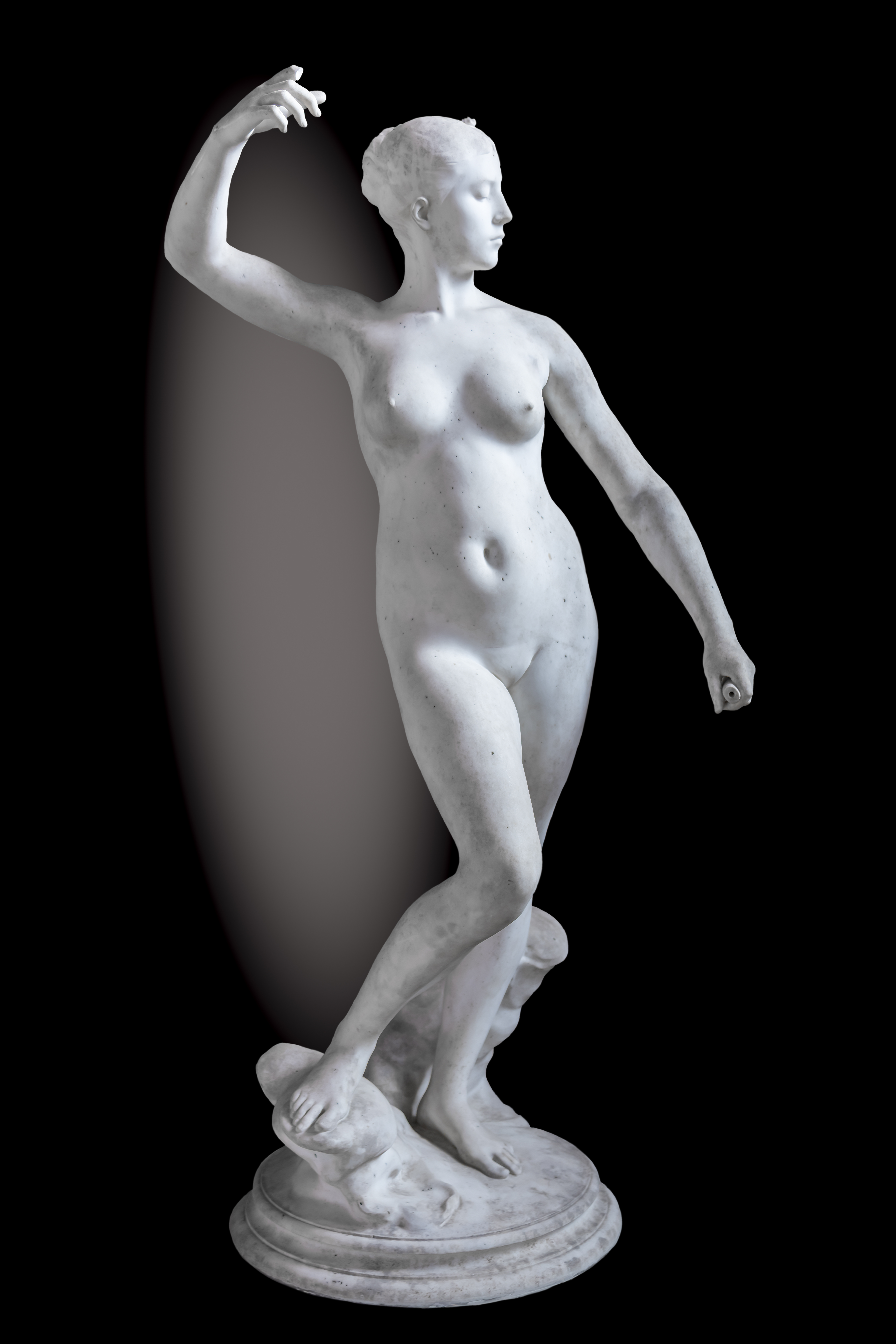
Diane.
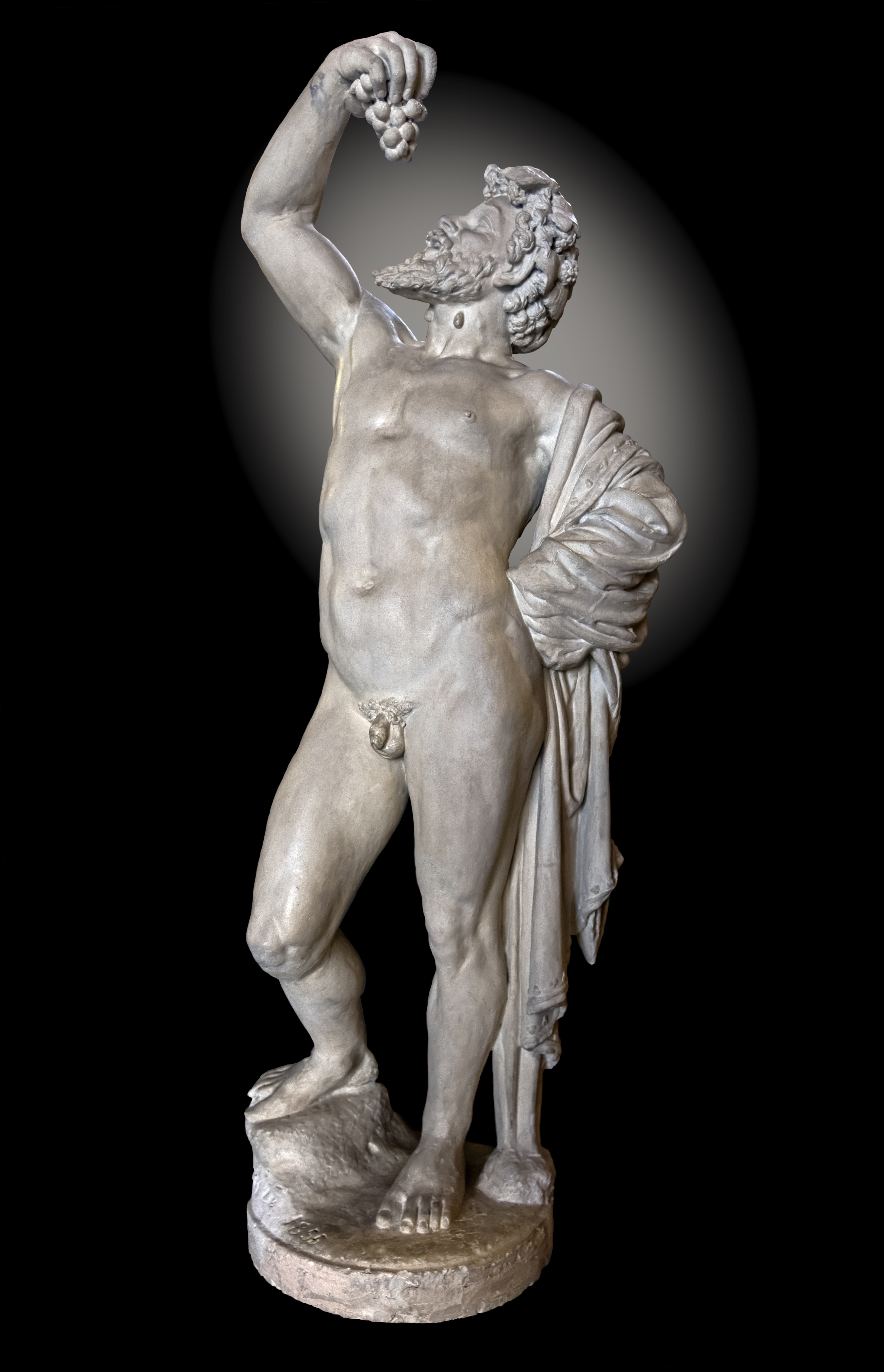
Faune à la grappe.
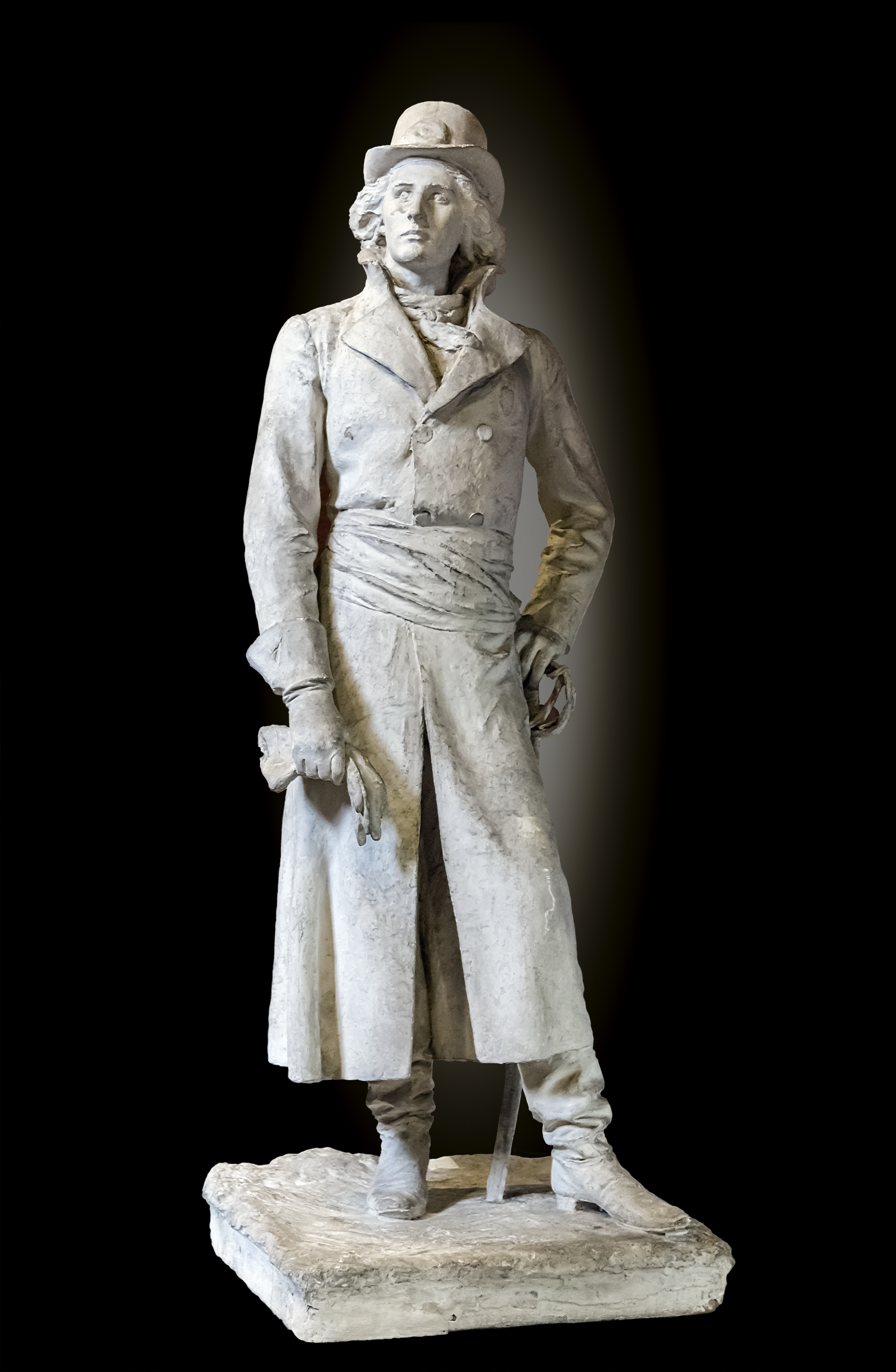
Henri de La Rochejaquelein.
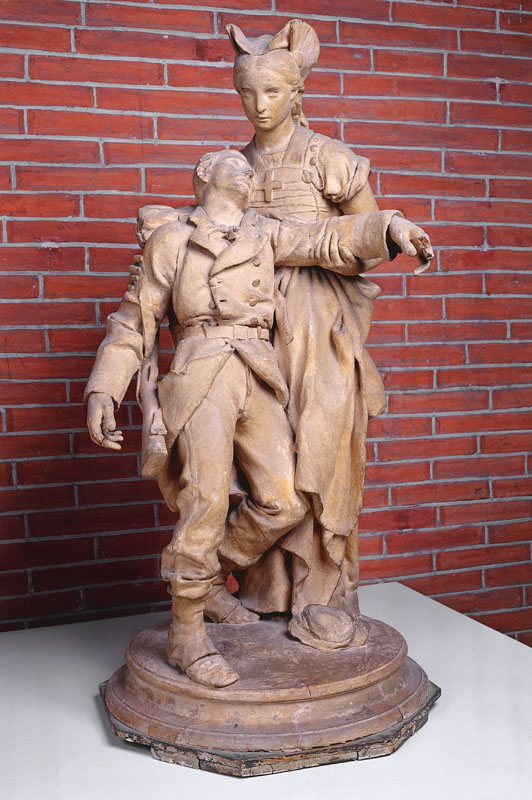
La Suisse accueille l'armée française.
Tarcisius martyr chrétien.

##### James Pradier (1790-1852),Chloris caressée par Zéphir(1849).

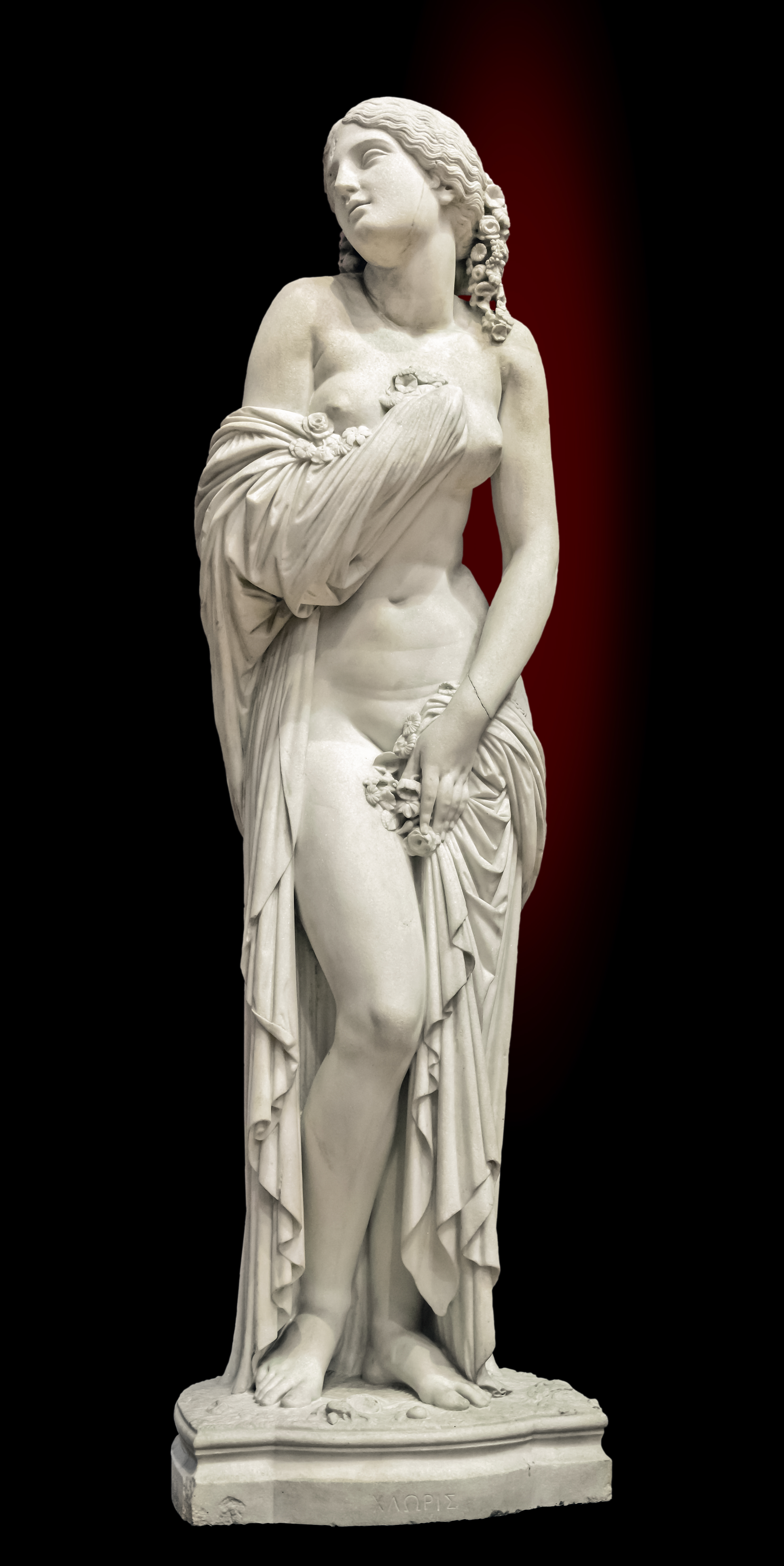
James Pradier, Chloris caressée par Zéphir (1849).

James Pradier est considéré comme l’un des artistes les plus réputés sous le règne de Louis-Philippe. Son principal chef-d’œuvre en marbre, Chloris caressée par Zéphir, a été réalisé en 1849. Ce marbre est l’illustration même du thème qui s’impose dans les arts français au milieu du siècle : le renouveau sensuel. C’est pourquoi Chloris est représentée ici en train de se faire dévêtir par Zéphir, dieu du vent et amant invisible, tout en succombant à la tentation de ses caresses.

##### Bernard Lange
Bernard Lange quitte sa ville natale pour Rome puis part s’installer à Paris où il rencontre David et Canova. Inspiré par les Vies parallèles de Plutarque, il réalise la sculpture Philopoemen à Sellasie. Cette sculpture montre le courage du jeune guerrier achéen Philopoemen face aux troupes spartiates lors de la bataille de Sellasie. Au cours de la bataille un javelot lui transperça les deux cuisses, il l’arracha de ses chairs, poursuivit le combat et mit en fuite ses ennemis. La sculpture du héros est placée sur un piédestal orné d’un médaillon représentant le sculpteur. Cette œuvre est représentative de l’art antique de par la nudité du guerrier, ses proportions idéales et l’utilisation du marbre.

Œuvres de Bernard Lange
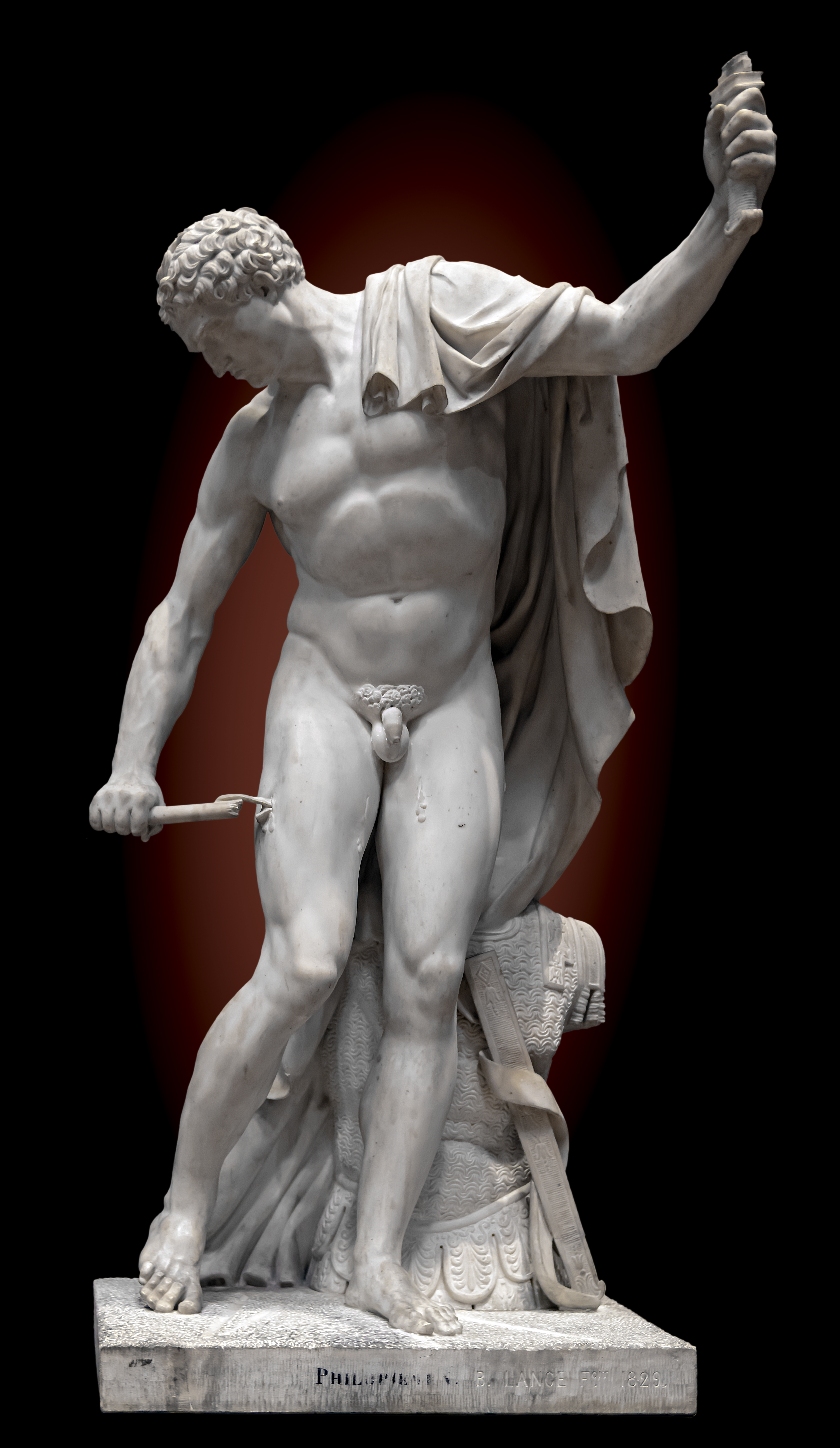
Philopoemen à Sellasie.
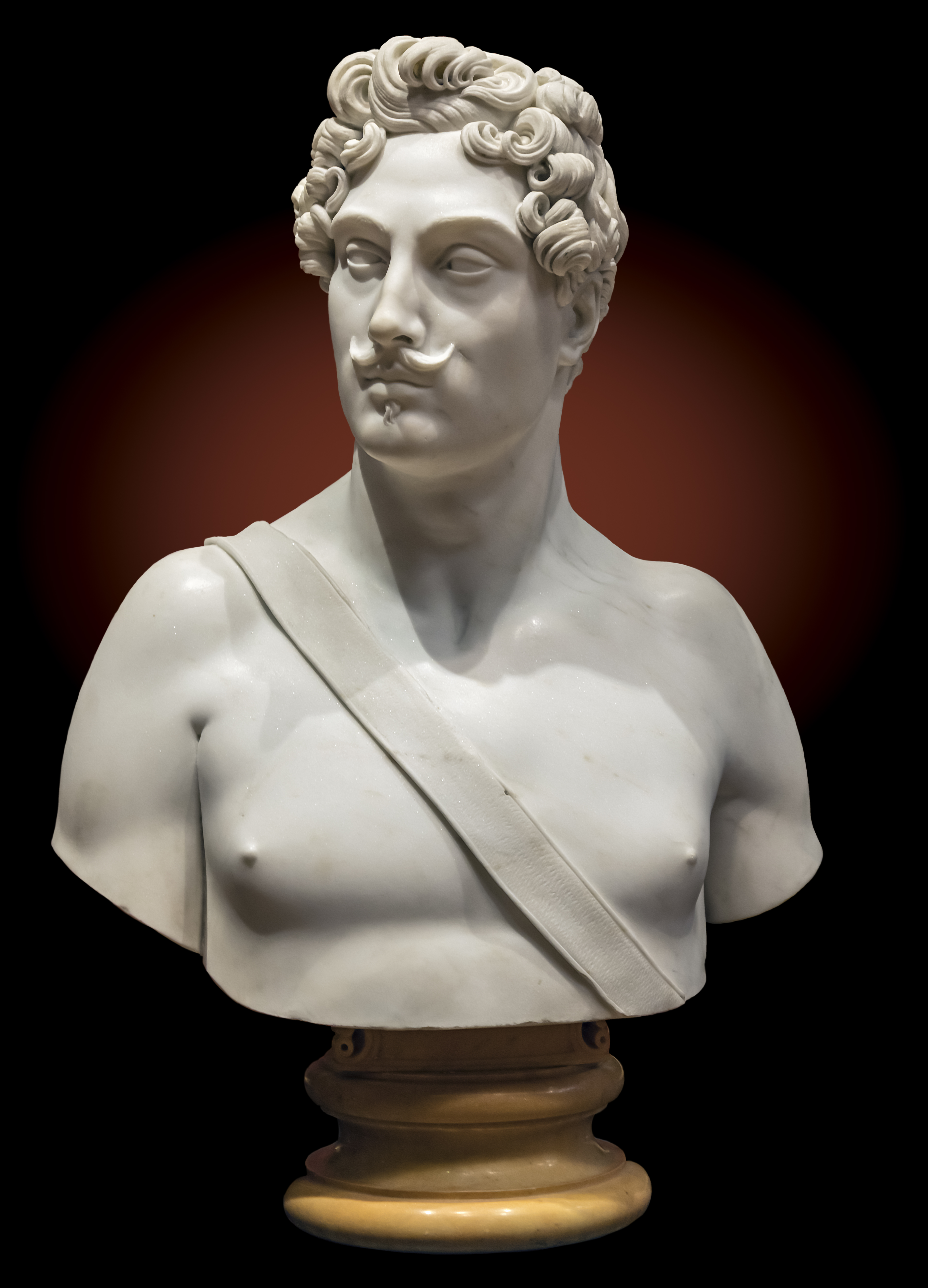
Portrait du Chevalier Geoffroy d'Astier.

##### Les courants de la moitiéXIXesiècle
La naissance de l’éclectisme, dans la deuxième moitié du XIXe siècle, voit la confrontation des aspirations où les genres, styles et sources multiples se côtoient et se marient. Pendant le Second Empire et la première décennie de la République, le développement d’une production sculptée éclectique et abondante se poursuit. Au musée des Augustins, des œuvres de Laurent Marqueste viennent illustrer cette période éclectique. Il réalise notamment un bronze de la célèbre sculpture Persée et la Gorgone.

##### La transition vers leXXesiècle
Un nouveau courant artistique va séduire certains sculpteurs : le mouvement impressionniste. C’est une forme d’art qui consiste à représenter les êtres et les choses d’après ses propres impressions sans se préoccuper des règles générales. Les sculpteurs[Lesquels ?] vont s’orienter vers le style impressionniste et donner naissance à une sculpture épurée aux surfaces qui accrochent et retiennent la lumière. Par la suite naitront les grands courants artistiques de l’art moderne comme le fauvisme, le cubisme, l’art abstrait et le surréalisme.

##### La postérité de Falguière
Alexandre Falguière fut une référence pour les Toulousains, ces sculpteurs méridionaux partis étudier à Paris. Certains furent même ses élèves comme Antonin Mercié (1845-1916), qui aborda la Bible au travers de sa sculpture David vainqueur de Goliath en dotant son personnage, concentré sur le combat, de cette grâce juvénile et ambiguë des figures adolescentes caractéristique de la Renaissance florentine. Sous la Troisième République, il mit tout son talent à la valorisation des monuments publics à la gloire de la patrie et de ses grands Hommes. C’est ainsi que sa Gloria Victis exposée au Salon de 1874, ou encore Quand même, devinrent un modèle illustrant la mémoire de la résistance héroïque de la ville face à l’envahisseur prussien, pendant le siège de 1870.

##### Une œuvre symboliste:Le Cauchemar

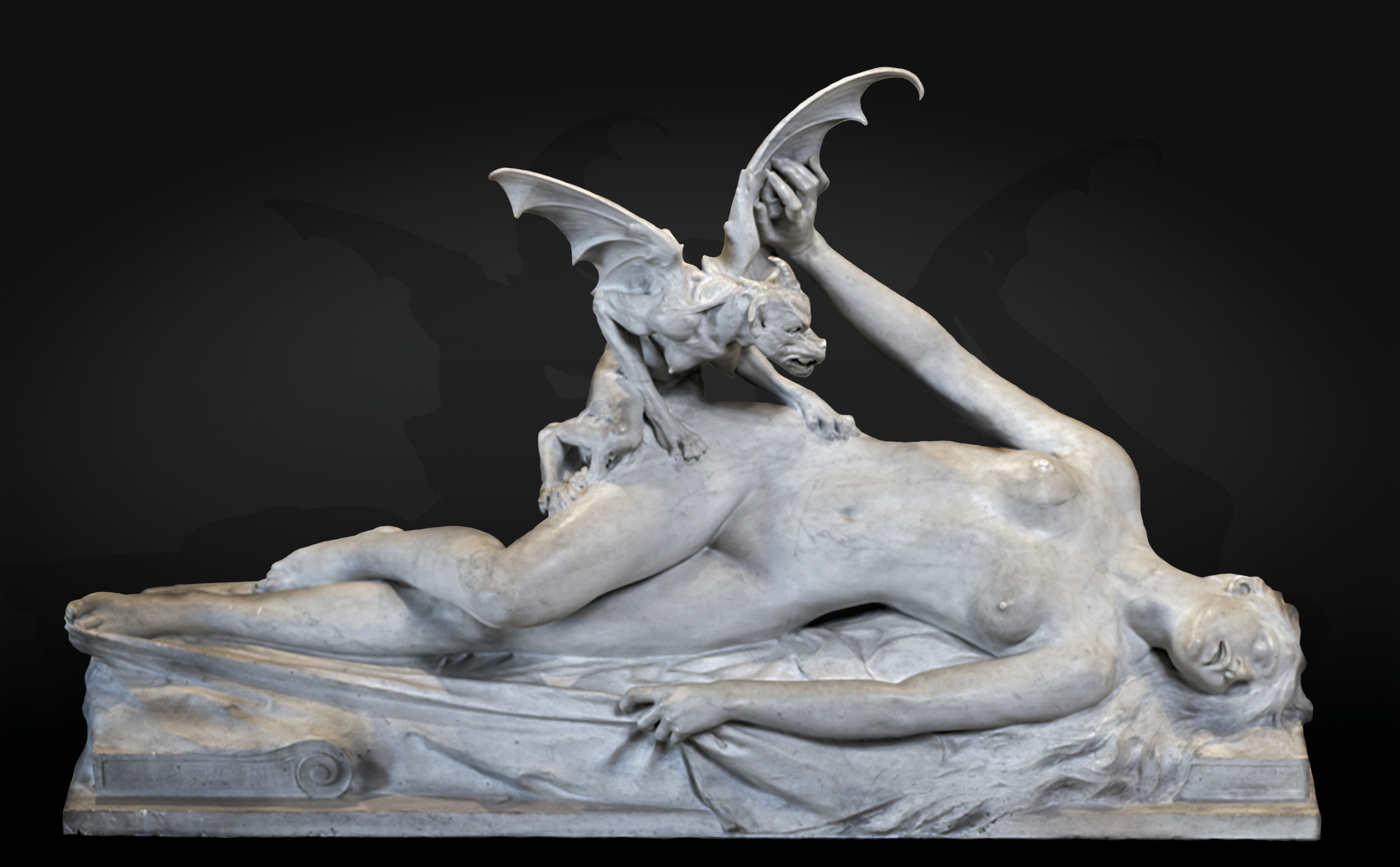
Eugène Thivier, Le Cauchemar (1894).

Eugène Thivier (1845-1920) est un sculpteur parisien peu connu qui se rapproche du courant symboliste.
Le Cauchemar (1894) est un groupe en marbre représentant une femme nue allongée attaquée par un griffon, image de son cauchemar. Cependant, le thème du rêve est surtout le prétexte à un nu féminin voluptueux, tout en conservant l’esprit fin de siècle à la fois morbide et érotique ; comme le démontre Sigmund Freud dans ses théories : le cauchemar est inconscient, il « n’est qu’une variété de rêves » dans lesquels s’affrontent désirs et pulsions refoulées qui ne cherchent qu’à être satisfaits.

##### AuXXesiècle, la sculpture toulousaine poursuit son évolution
Un nouvel intérêt pour la sculpture antiquisante apparaît dans l’entre-deux-guerres. L’Hercule enfant de Sylvestre Clerc présente des caractéristiques de l’art antique : la vigueur du jeune héros, fils de Jupiter et de la mortelle Alcmène. Cette sculpture est l’illustration même de la force surnaturelle dont Hercule a fait preuve en étouffant les serpents envoyés par la déesse Junon (épouse bafouée de Jupiter) afin de tuer le demi-dieu dans son berceau.

##### Deux artistes de la vie moderne

###### Auguste Rodin(1840-1917),Buste de Jean-Paul Laurens(1882).

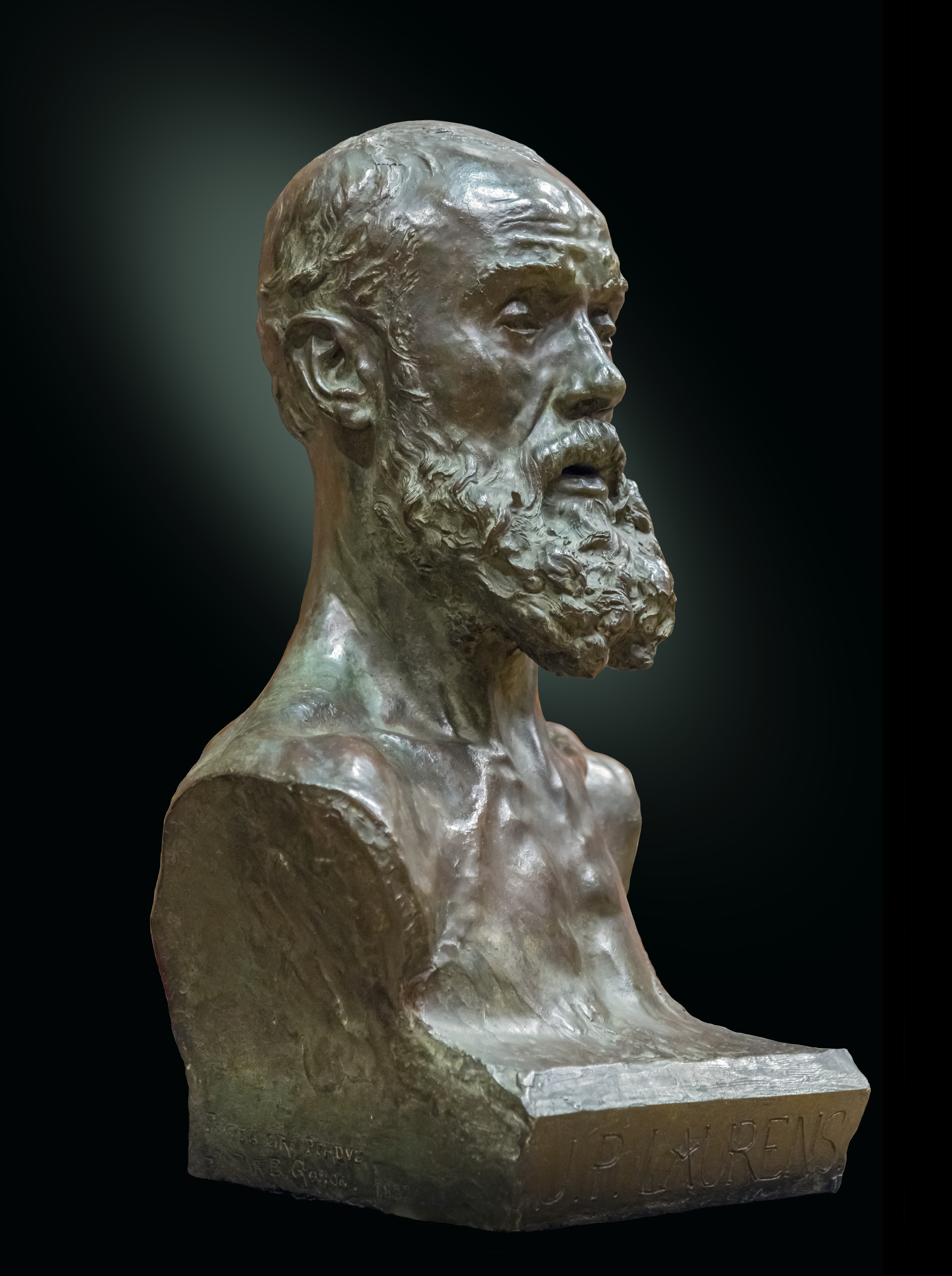
Auguste Rodin, Buste de Jean-Paul Laurens (1882).

Ce buste est caractérisé par une rupture de la frontalité symétrique visible par un léger mouvement des épaules. Le style naturaliste choisi par Auguste Rodin est illustré par un profond intérêt pour les détails morphologiques. Cette œuvre réalisé vers la fin du XIXe siècle marque un tournant crucial dans l’art de Rodin. Il développe un intérêt pour la notion de différence dans un traitement des œuvres plus énergique. Lorsque Rodin est accusé à tort d’avoir moulé sur nature L'Âge d'airain, son ami Jean-Paul Laurens, représenté à sa demande, lui témoigne son soutien : ce buste est donc une réelle preuve d’amitié.

###### Camille Claudel(1864-1943),Paul Claudel à seize ans(vers 1884)
Ce buste est la représentation du frère cadet de l’artiste à l’âge de seize ans représenté sous l’apparence d’un jeune Romain, enveloppé dans un drapé. L’aspect lisse du visage marque une rupture avec les plis de sa tunique qui laisse deviner le corps. Cependant, de par la fluidité et la souplesse de ses lignes, ce buste rappelle ceux de la Renaissance florentine.
Grâce à l’expression donnée au visage on peut même lire l’ambition et l’énergie qui se dégagent du personnage. Modelé vers 1884 et fondu en bronze en 1895, ce buste a servi de modèle à quatre autres bronzes.

## Les MNR du musée des Augustins
Après la Seconde Guerre mondiale, environ 60 000 œuvres ont été rapatriées en France provenant d'Allemagne ou des territoires occupés par le "Troisième Reich". Les 15 000 œuvres qui n'ont pas été restituées sont  soit vendus par l'Etat (environ 13 000 œuvres) soit elles ont été sélectionnées par la commission de  récupération artistique pour être confiées à la garde des musées nationaux (environ 2 200 œuvres). Ces dernières sont dites MNR "Musées Nationaux Récupération". Ces œuvres ne sont pas propriétés de l'Etat et ne font pas partie des collections nationales. Elles peuvent faire l'objet de restitution à leurs propriétaires légitimes, sans aucune date de prescription.
Le musée des Augustins est le gardien provisoire de sept MNR.

### Les MNR de la collection italienne
Il y a trois œuvres MNR qui sont d'origine italienne et figurent dans la collection italienne du musée :
- Giovanni di Francesco (1412-1460), La chasse[24], entre 1450 et 1460, tempera, H. 29,5, L. 239,5 cm[25], attribué au musée du Louvre par l'Office des Biens et Intérêts privés en 1951, mis en dépôt au musée des Augustins de Toulouse depuis 1957[26].
- Anonyme italien, Saint Dominique[27], 1501-1525, peinture à l'huile sur bois, H. 133,5, L. 76 cm[28], attribué au musée du Louvre par l'Office des Biens et Intérêts privés en 1950, mis en dépôt au musée des Augustins de Toulouse depuis le 22 novembre 1951[29].
- Marco Basaiti (Vers 1470 - après 1530), La Vierge à l'Enfant entre saint Sébastien et sainte Ursule[30], 1501-1550, peinture à l'huile sur bois, H. 87, L. 118 cm[31], attribué au musée du Louvre par l'Office des Biens et Intérêts privés en 1950, mis en dépôt au musée des Augustins de Toulouse depuis 1957[32].

Une autre oeuvre qui figurait dans la collection italienne du musée des Augustins de Toulouse pendant longtemps est L'Allégorie de la Justice ou Venise trônant de Francesco Fontebasso (1707-1769) de 1959 à 2013. Le modello est aujourd'hui conservé au musée du Louvre (département des peintures). Il figure dans le catalogue raisonné de la collection italienne du musée des Augustins de Toulouse réalisé par Alex Hémery en 2003.

Giovanni di Francesco, Scène de chasse, vers 1460, tempera, Musée des Augustins, Toulouse.
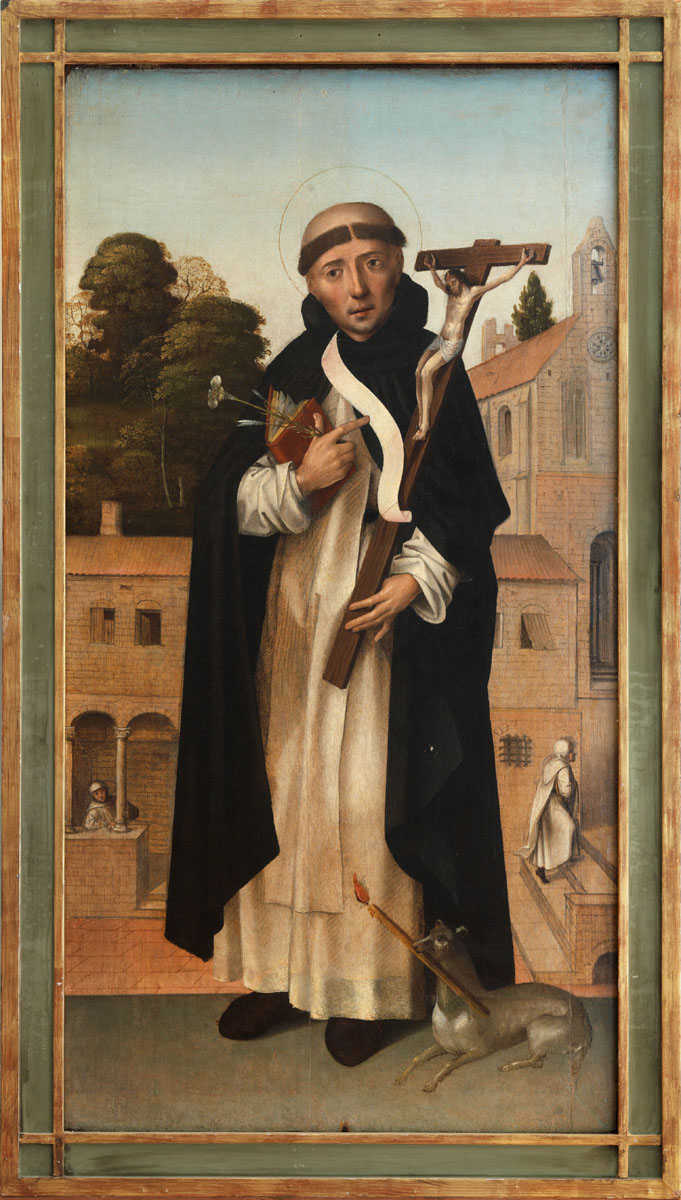
Anonyme italien, Saint Dominique, 1501-1525, peinture à l'huile sur bois, Musée des Augustins, Toulouse.
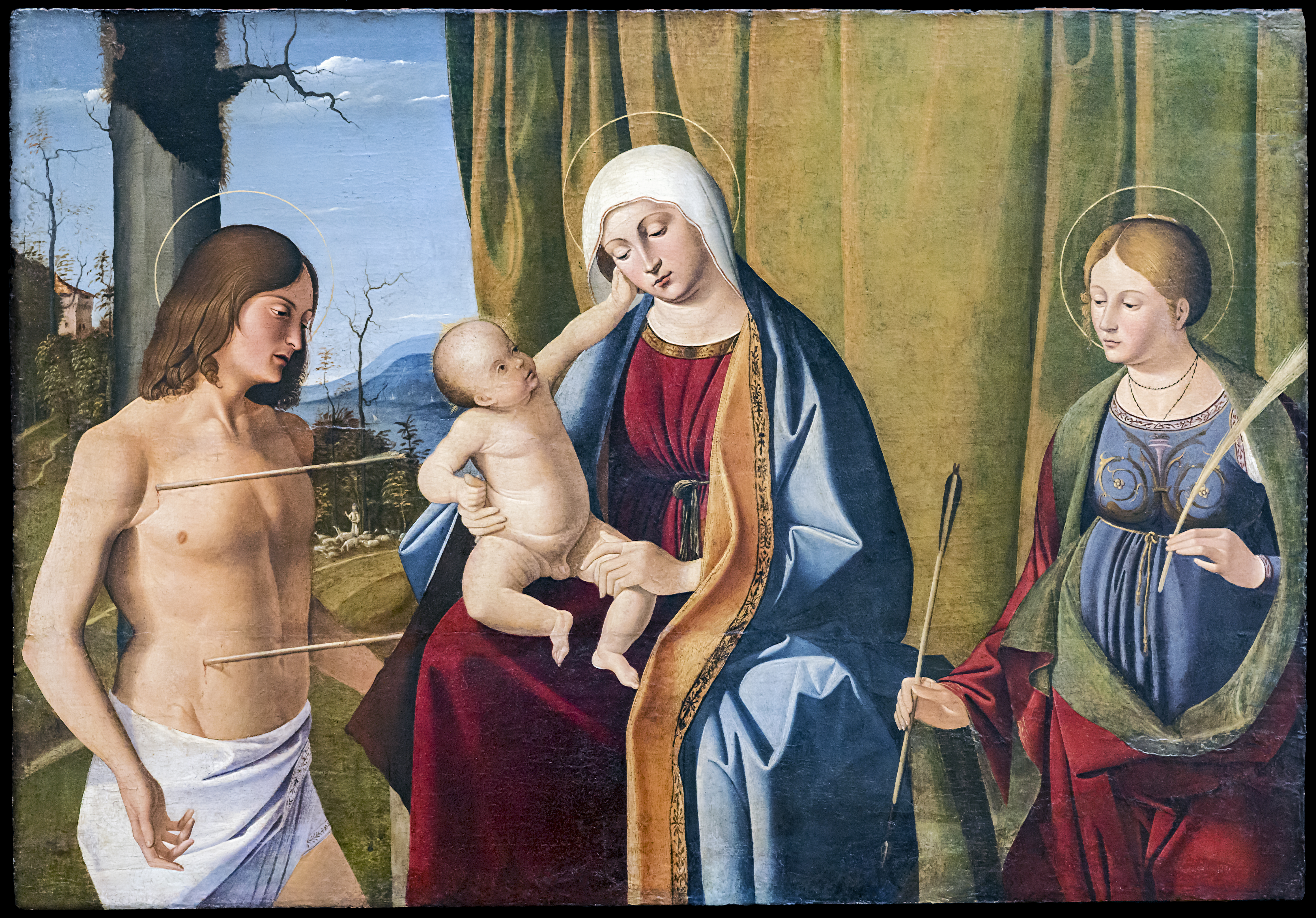
Marco Basaiti, La Vierge à l'Enfant entre saint Sebastien et sainte Ursule, 1501-1550, peinture à l'huile sur bois, Musée des Augustins, Toulouse.
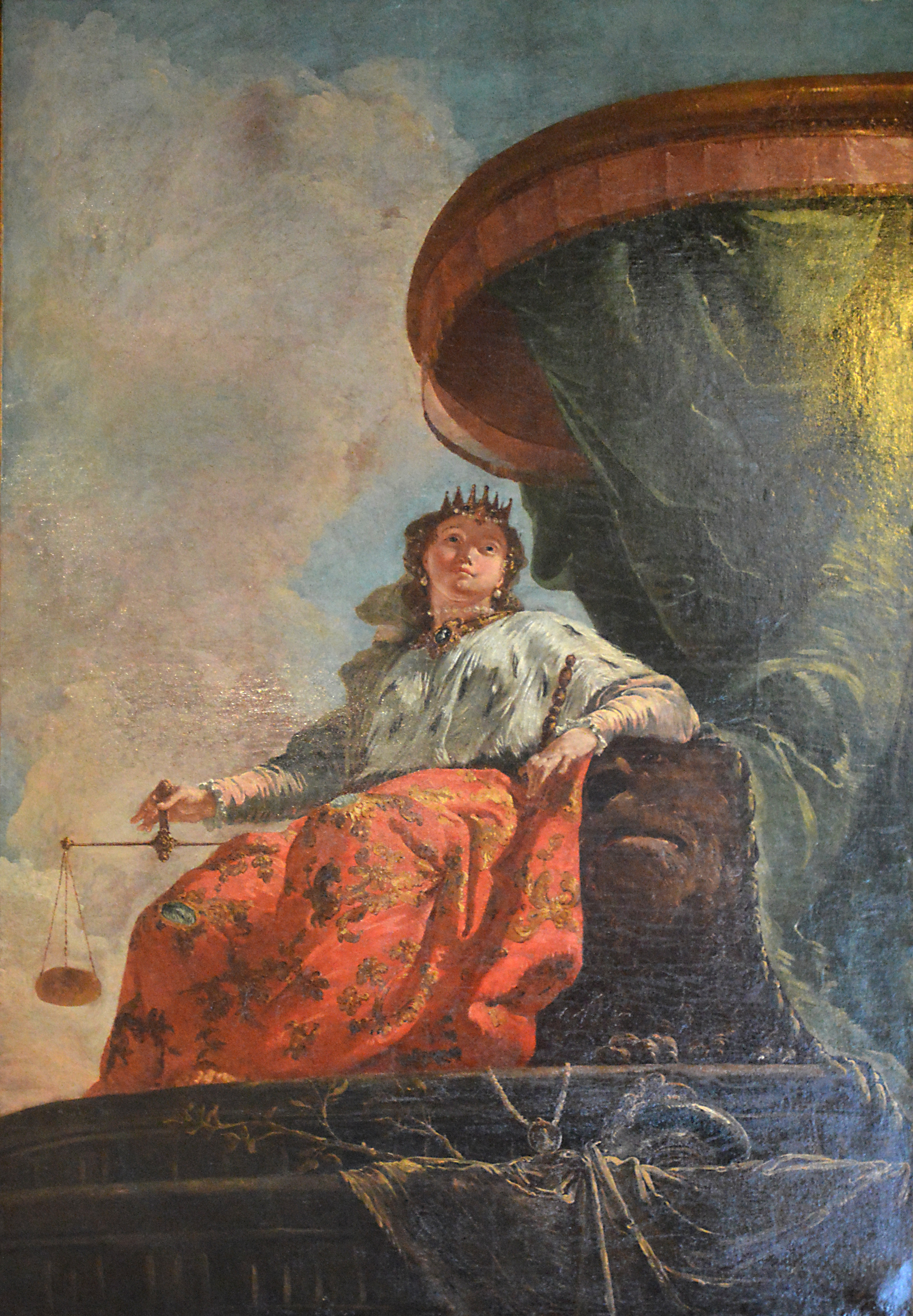
Francesco Fontebasso, Allégorie de la Justice ou Venise trônant, XVIIIe siècle, huile sur toile, Musée du Louvre, Paris.

### La restitution du tableau de Guardi

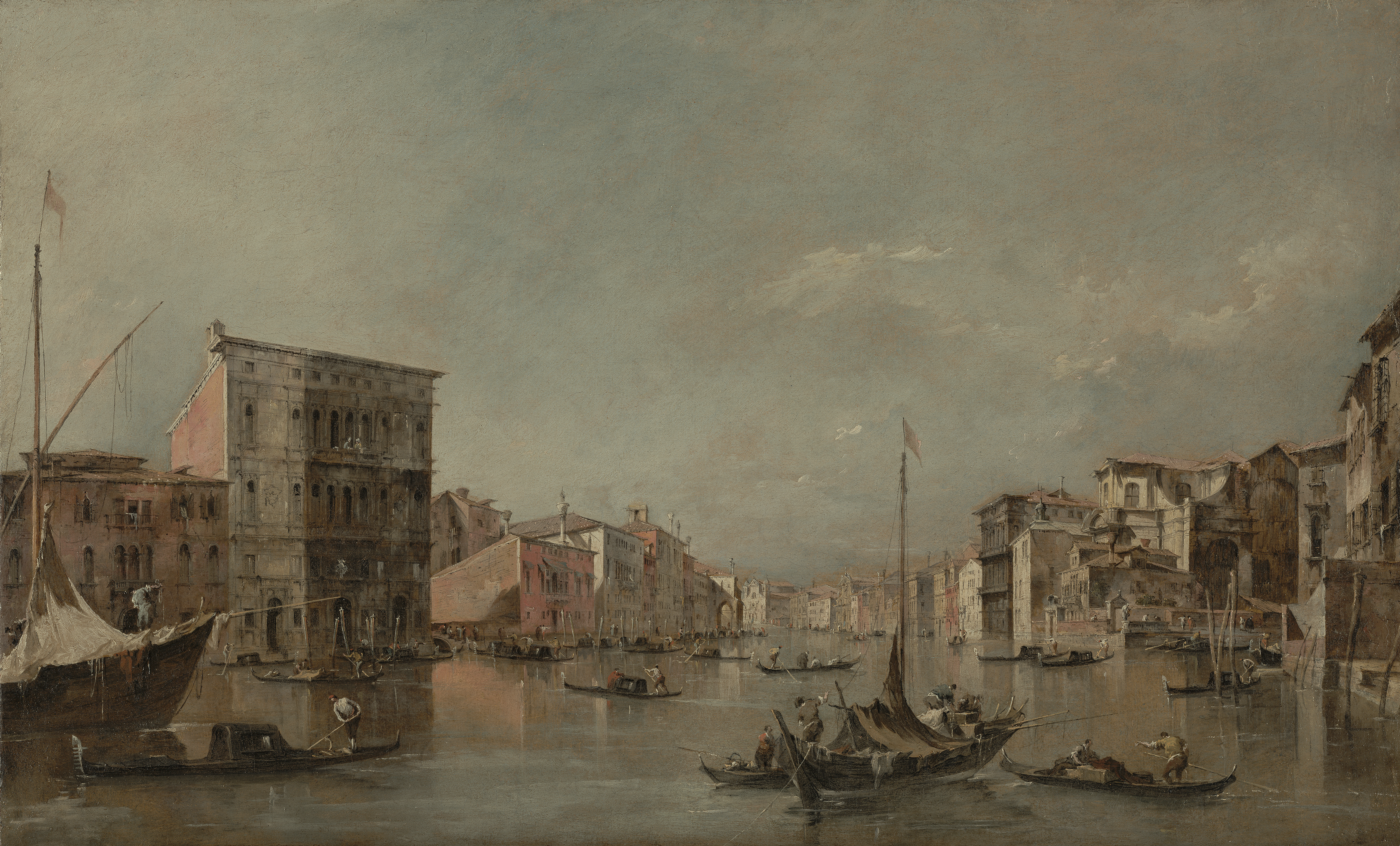
Francesco Guardi, Le Grand Canal de Venise avec le Palazzo Bembo, 1768, J. Paul Getty Museum, Los Angeles.

Le tableau de Francesco Guardi, Le Grand Canal à Venise avec le Palazzo Bembo a été aussi longtemps exposé auprès des collections italiennes du musée des Augustins entre 1952 et 2005. Il a fait l'objet d'une restitution aux ayants droit d'Anna Jaffé (1845-1942), ayant été pillé par le gouvernement de Vichy pendant l'Occupation. Cette restitution a été possible car la provenance de l'oeuvre a pu être déterminée. Le tableau fut acheté par son mari John Jaffé dans les années 1880 et lui fut légué à sa mort en 1933. Celle-ci meurt en 1942, ses biens sont pillés par le gouvernement de Vichy. Par la suite, le gouvernement de Vichy vend la toile à l'Hôtel Savoy de Nice le 12-13 juillet 1943. Achetée par Madame Bonfils, celle-ci vend l'oeuvre au marchand Hildebrand Gurlitt (1895-1959), qui la vend au Führermuseum de Linz en 1944. Elle est ensuite récupérée à Altaussee en Autriche par les Alliées et transférée au Central Collecting Point de Munich en 1945. Elle est rapatriée en France en 1946. N'ayant pas été restituée, elle est sélectionnée pour devenir un MNR et est déposée au Musée du Louvre à Paris en 1950. En 1952, elle est échangée contre une autre oeuvre de Guardi au Musée des Augustins de Toulouse. Le tableau y reste jusqu'à sa restitution le 17 mai 2005 aux ayants droit d'Anna Jaffé. Celui-ci est vendu le 8 juillet 2005 chez Christie's par les héritiers au J. Paul Getty Museum de Los Angeles, où elle se trouve aujourd'hui.